# Liste der Gerechten unter den Völkern

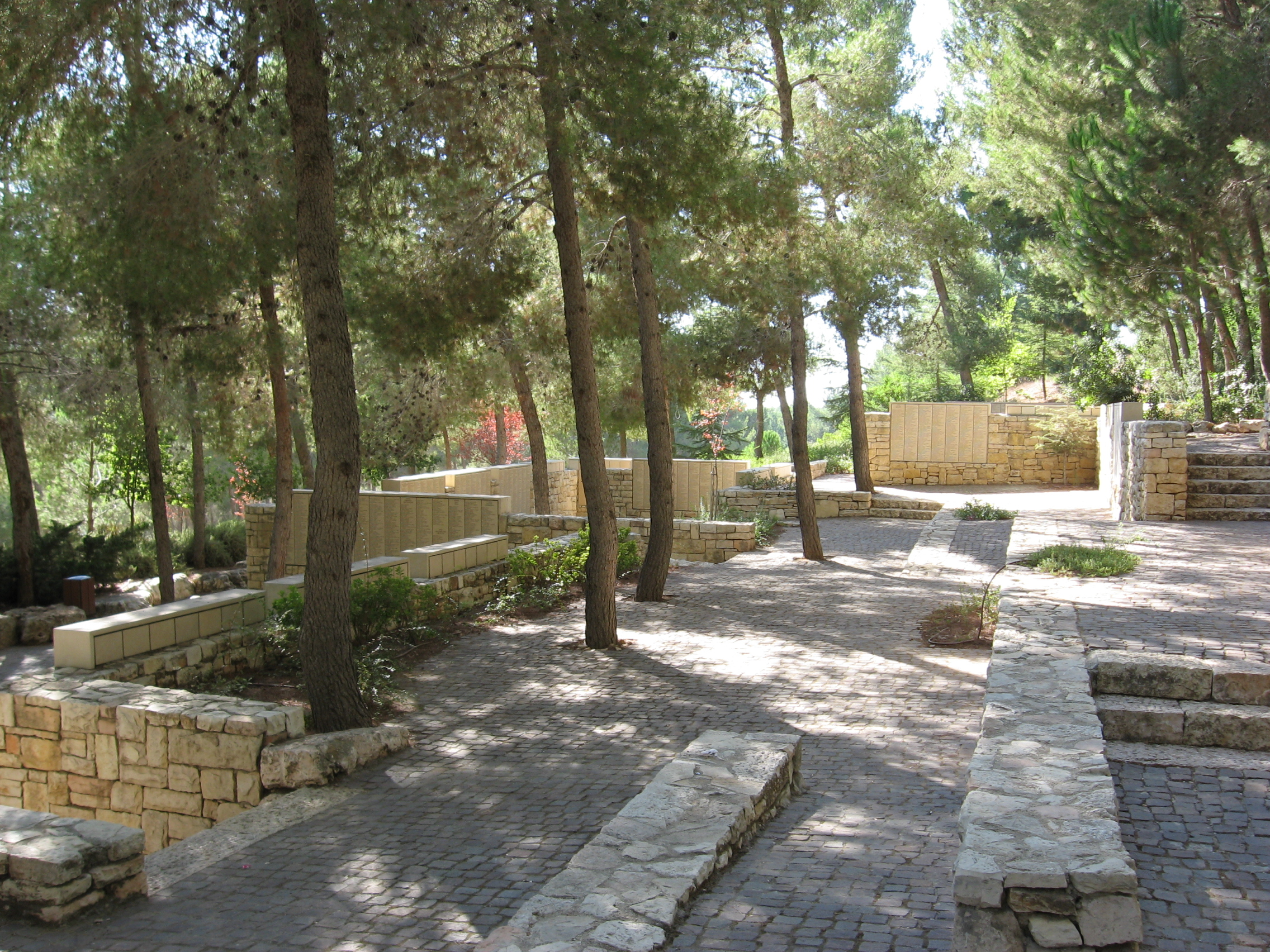
Der Garten der Gerechten unter den Völkern in Yad Vashem

Die Liste der Gerechten unter den Völkern enthält nach Herkunftsländern geordnet Personen, die für die Rettung von Juden während der Zeit des Nationalsozialismus von der israelischen Gedenkstätte Yad Vashem als Gerechte unter den Völkern geehrt wurden.
Seit 1953 werden durch den Staat Israel Menschen als Gerechte unter den Völkern ausgezeichnet, die zwischen 1933 und 1945 große persönliche Risiken in Kauf nahmen und dabei ihr Leben in Gefahr brachten, um von der Deportation in Arbeits- oder Vernichtungslager bedrohte Juden zu schützen. In Yad Vashem wird im Garten der Gerechten unter den Völkern für jede Person eine Plakette angebracht, für die frühen Geehrten wurde zudem in der Allee der Gerechten unter den Völkern jeweils ein Baum gepflanzt, dies ist inzwischen jedoch aufgrund Platzmangels selten geworden. Zum 1. Januar 2022 betrug die Zahl der Gerechten 28.217 aus 51 Ländern.
Die Sortierung nach „Herkunftsländern“ orientiert sich hier an den Zuordnungen, die Yad Vashem vorgenommen hat. In etlichen Fällen ist eine eindeutige Zuordnung nicht möglich bzw. auch nicht sinnvoll, etwa bei Personen binationaler Herkunft, bei Personen, die nach der Rettungstat ihre Staatsangehörigkeit gewechselt haben oder bei Menschen, die Staaten zugeordnet werden mussten, die zum Zeitpunkt ihres Todes noch nicht bestanden.

## Ägypten
Ein Ägypter wurde mit dem Titel „Gerechter unter den Völkern“ ausgezeichnet.
| Name          | Geboren | Gestorben | Grund der Ehrung                                                                               | Jahr |
| ------------- | ------- | --------- | ---------------------------------------------------------------------------------------------- | ---- |
| Mohamed Helmy | 1901    | 1982      | Lebte als Arzt in Berlin und versteckte dort von 1942 bis zum Kriegsende die Jüdin Anna Boros. | 2013 |

## Albanien
75 Albaner wurden bisher mit dem Titel „Gerechter unter den Völkern“ ausgezeichnet.
Siehe Hauptartikel: Liste der Gerechten unter den Völkern aus Albanien
Darunter:
| Name         | Geboren        | Gestorben      | Grund der Ehrung | Jahr |
| ------------ | -------------- | -------------- | --- | ---- |
| Refik Veseli | 1926 oder 1927 | 2000 oder 2003 | Während der deutschen Besatzung Albaniens initiierte er die Aufnahme von zwei jüdischen Familien im Haus der Familie Veseli. Die Familien wurden mit offenen Armen empfangen, mit Essen versorgt und in einem Raum oberhalb der Scheune untergebracht. Mit der Zeit begannen auch andere Anwohner, Juden versteckt zu halten. Bei Kontrollen der deutschen Besatzer verlor jedoch niemand ein Wort hierüber, trotz Einschüchterungen seitens der Deutschen. Auch Belohnungsgelder für jeden, der Hinweise zur Ergreifung versteckter Juden gab, konnte die ärmliche Bevölkerung Krujas nicht zu Denunziationen bewegen. | 1987 |

## Armenien
24 Armenier wurden bisher mit dem Titel „Gerechter unter den Völkern“ ausgezeichnet.
Siehe Hauptartikel: Liste der Gerechten unter den Völkern aus Armenien
Darunter:
| Name            | Geboren | Gestorben | Grund der Ehrung                                                                                                | Jahr |
| --------------- | ------- | --------- | --- | ---- |
| Pran Tashchiyan | 1890    |           | Pran Tashchiyan und ihr Mann versteckten von Februar 1942 bis zur Befreiung im April 1944 zwei jüdische Kinder. | 2002 |

## Belarus
680 Belarussen wurden mit dem Titel „Gerechter unter den Völkern“ ausgezeichnet.
Siehe Hauptartikel: Liste der Gerechten unter den Völkern aus Belarus
Darunter:
| Name          | Geboren | Gestorben | Grund der Ehrung | Jahr |
| ------------- | ------- | --------- | --- | ---- |
| Elena Frolova |         | 1951      | Helena Frolova lebte mit ihrem Ehemann Ivan, einem Eisenbahner, in der Stadt Borisov (heute Barysau) im Bezirk Minsk. Ihr einziger Sohn war Kampfpilot und wurde nach Ausbruch des deutsch-sowjetischen Krieges einberufen. Frolova war eine streng gläubige Katholikin und sie glaubte, dass ihr Sohn sicher nach Hause zurückkehren würde, wenn sie ein hilfloses Kind, vorzugsweise ein jüdisches, retten würde. Frolova reiste nach Minsk und ging in ein russisches Kinderheim, das die Deutschen oft nach jüdischen Kindern durchsuchten. Sie holte die zweijährige Galina Rubenchik ab, die von ihrer Mutter Hasia Rubenchik, einer örtlichen Ghetto-Insassin, im Kinderheim untergebracht worden war. Galina war ein sehr krankes Kind und Frolova nahm sie mit nach Hause und pflegte sie hingebungsvoll. Frolova sah sich dabei erheblichen Gefahren ausgesetzt, insbesondere weil alle Nachbarn wussten, dass sie ein jüdisches Mädchen versteckte. Außerdem nahm die Gestapo in dieser Zeit ihren Ehemann wegen des Verdachts der Sabotage fest. Er wurde brutal gefoltert und nach Hause entlassen, wo er kurz darauf starb. Gleichzeitig drohten ihre Nachbarn, sie anzuprangern, wenn sie weiterhin Galina beherbergte. Aufgrund der erhöhten Gefahr verließ Frolova Borisov mit Galina und begab sich in den Bezirk Grodno, in dem sie Verwandte hatte. Dort adoptierte sie Galina offiziell und das Kind wuchs in dem Glauben auf, dass Frolova ihre leibliche Mutter sei. Im Jahr 1944 kehrten sie in das befreite Borisov zurück und Frolova weigerte sich, sich von Galina zu trennen, trotz ihrer schlechten finanziellen Situation, ihres schlechten Gesundheitszustands und der Bitte ihres Sohnes, das Mädchen in ein Waisenhaus zurückzubringen. 1951 beging Frolova Selbstmord und vererbte Galina die Hälfte ihres Hauses und ihres Besitzes. Als Galina (damals Fradkina) bereits verheiratet war, fand sie 1964 ihre leiblichen Eltern und Geschwister. Galina wanderte in den 1990er Jahren nach Israel aus. | 1996 |

## Belgien
1.787 Belgier wurden bisher mit dem Titel „Gerechter unter den Völkern“ ausgezeichnet.
Siehe Hauptartikel: Liste der Gerechten unter den Völkern aus Belgien
Darunter:
| Name          | Geboren       | Gestorben     | Grund der Ehrung | Jahr |
| ------------- | ------------- | ------------- | --- | ---- |
| Hélène de Bie | 11. Dez. 1896 | 19. Okt. 1983 | Hélène Vandenbril arbeitete ehrenamtlich in der katholischen Pfadfinderinnenorganisation der Schwestern Marcelle und Madeleine De Meulemeester. Nachdem Belgien 1940 von der Wehrmacht besetzt worden war und die Deportation jüdischer Belgier begonnen hatte, beschlossen sie, zu deren Rettung beizutragen. Im Oktober 1942 wandte sich Abt Buisseret des Klosters in Saint-Gilles an die Schwestern De Meulemeester und bat um Hilfe für Henri Szlamovicz (* 21. Juni 1942), einen damals fünf Monate alten jüdischen Jungen. Hélène Vandenbril traf sich mit der Mutter und deren damals neun Jahre alten Tochter Rachel in Brüssel. Die Mutter übergab dieser ihren fünf Monate alten Sohn. Die ältere Tochter, Rachel Szlamovicz, wurde in einem Kloster versteckt. Sie besuchte ihren kleinen Bruder noch eine Zeitlang. Die Eltern der Kinder tauchten unter, wurden aber im Oktober 1943 inhaftiert. Die Mutter Henri Szlamovicz’ wurde 1944 im KZ Auschwitz ermordet. Der Vater Abraham Szlamovicz war zunächst im Lager Fort Breendonk inhaftiert. Später kam er ins SS-Sammellager Mechelen. Hélène Vandenbril heiratete Benoît de Bie, einen belgischen Offizier, und zog mit ihm nach Antwerpen. Das kinderlose Ehepaar zog Henri Szlamovicz wie einen eigenen Sohn auf. Er nannte sie „Tantchen“ und „Onkel Ben“. Sie erinnerten ihn stets daran, dass sie nicht seine leiblichen Eltern seien und diese ihn wieder heimholen würden. Abraham Szlamovicz holte nach seiner Befreiung im September 1944 seine Tochter Rachel zu sich. Die Spur zu seinem Sohn hatte sich verloren, denn Abt Buisseret war inzwischen gestorben. Rachel Szlamovicz erinnerte sich an die Schwestern De Meulemeester, die dem Vater die Antwerpener Adresse des Ehepaars de Bie gaben. Diese lebten nun bei der Familie von Hélène de Bie auf dem Land. Dort traf der Vater nach Jahren wieder seinen Sohn. | 2002 |

## Bosnien
49 Bosnier wurden bisher mit dem Titel „Gerechter unter den Völkern“ ausgezeichnet.
Siehe Hauptartikel: Liste der Gerechten unter den Völkern aus Bosnien und Herzegowina
Darunter:
| Name        | Geboren | Gestorben    | Grund der Ehrung | Jahr |
| ----------- | ------- | ------------ | --- | ---- |
| Ahmed Sadik | 1884    | 1. Apr. 1945 | Ahmed Sadik rettete seinen jüdischen Freund Isidor Papo mit seiner Frau und seinen zwei Kindern. Ohne zu zögern, brachte Sadik die Familie zu sich nach Hause und beschaffte Dokumente, die es ihnen ermöglichte, die italienische Besatzungszone zu erreichen. Ahmed Sadik bezahlte für seine Heldentat mit seinem Leben. Er wurde denunziert und deportiert. Alle Familienmitglieder der Familie Papo haben den Krieg überlebt. | 1984 |

## Brasilien
Zwei Brasilianer wurden mit dem Titel „Gerechter unter den Völkern“ ausgezeichnet.
| Name                             | Geboren      | Gestorben    | Grund der Ehrung | Jahr |
| -------------------------------- | ------------ | ------------ | --- | ---- |
| Aracy de Carvalho Guimarães Rosa | 5. Dez. 1908 | 3. März 2011 | Aracy de Carvalho war für die Visaabteilung im brasilianischen Konsulat in Hamburg verantwortlich, wo sie 1938 als Sekretärin arbeitete. In dieser Funktion half sie einer Gruppe von Juden, Visa nach Brasilien zu bekommen, und half ihnen, finanzielle Schwierigkeiten zu überwinden, bevor sie Deutschland nach Brasilien verlassen konnten. | 1982 |
| Luís Martins de Souza Dantas     | 1876         | 1954         | War zur Zeit der Besatzung Botschafter in Paris und stellte vorschriftswidrig Visa an Juden aus. Als ihm die Ausstellung von Visa verboten wurde, stellte er noch über 500 nun rückdatierte Visa an Juden aus. | 2003 |

## Bulgarien
20 Bulgaren wurden mit dem Titel „Gerechter unter den Völkern“ ausgezeichnet.
Siehe Hauptartikel: Liste der Gerechten unter den Völkern aus Bulgarien
Darunter:
| Name            | Geboren       | Gestorben     | Grund der Ehrung | Jahr |
| --------------- | ------------- | ------------- | --- | ---- |
| Dimitar Peschew | 25. Juni 1894 | 22. März 1973 | Dimitar Jossifow Peschew, ein bürgerlich-nationaler bulgarischer Politiker, verhinderte am 9. März 1943 in seiner Eigenschaft als stellvertretender bulgarischer Parlamentspräsident durch seine Intervention bei Innenminister Gabrowski und gegenüber dem bulgarischen Zaren Boris III. den Abtransport der bulgarischen Juden. Am 8. März 1943 waren in den Bahnhöfen die Waggons zur Deportation in die Vernichtungslager Treblinka bereitgestellt worden. Darüber hatte ihm am Abend des 8. März eine Delegation aus seinem Heimatswahlkreis Kjustendil berichtet. | 1973 |

## Chile
Zwei Chilenen wurden mit dem Titel „Gerechte unter den Völkern“ ausgezeichnet.
| Name             | Geboren       | Gestorben    | Grund der Ehrung | Jahr |
| ---------------- | ------------- | ------------ | --- | ---- |
| Samuel del Campo | 23. Mai 1882  |              | Stellte in seiner Funktion als Konsul für mehrere Juden gefälschte Dokumente bereit. | 2016 |
| Maria Errazuriz  | 11. Dez. 1893 | 8. Juni 1972 | María María Edwards Mac-Clure war in Paris unter dem Namen María Errázuriz oder Tante Marie bekannt. Sie rettete als freiwillige Krankenschwester im besetzten Paris jüdische Waisenkinder, denen die Abschiebung in ein Konzentrationslager drohte. Wurde von der Gestapo gefangen genommen und gefoltert, konnte jedoch entkommen. | 2005 |

## China
Zwei Chinesen wurden mit dem Titel „Gerechter unter den Völkern“ ausgezeichnet.
| Name         | Geboren       | Gestorben | Grund der Ehrung | Jahr |
| ------------ | ------------- | --------- | --- | ---- |
| Ho Feng Shan | 10. Sep. 1901 | 1997      | Rettete als chinesischer Konsul in Wien hunderte, möglicherweise tausende Juden, indem er Visa für Shanghai ausstellte, die als Emigrationsnachweis zur Ausreise notwendig waren. Bekannt als Schindler Chinas. | 2005 |
| Pan Jun Shun | 1889          | 1974      | Lebte als chinesischer Staatsbürger in Charkiw in der Ukraine und versteckte und rettete ein ukrainisches jüdisches Mädchen.                                                                                    | 1995 |

## Dänemark
22 Dänen wurden mit dem Titel „Gerechte unter den Völkern“ ausgezeichnet. Auf Wunsch der dänischen Untergrundbewegung wurden zahlreiche Mitglieder, die an der Rettung der jüdischen Bevölkerung teilnahmen, nicht individuell ausgezeichnet. Ihrer solle kollektiv gedacht werden.
Siehe Hauptartikel: Liste der Gerechten unter den Völkern aus Dänemark
Darunter:
| Name      | Geboren | Gestorben | Grund der Ehrung | Jahr |
| --------- | ------- | --------- | --- | ---- |
| Knud Dyby | 1915    | 2011      | Knud Dyby, ein dänischer Polizist, war während der deutschen Besetzung Dänemarks im Jahr 1940 in der Widerstandsbewegung tätig und beteiligte sich an Sabotagen, Spionage und der Produktion von Untergrundzeitungen. 1943 wirkte er an der Flucht der dänischen Juden mit. Er nutzte seine durch das Segeln entstandenen Kontakte zu Fischern, um die Überfahrt jüdischer Dänen nach Schweden zu organisieren und brachte selbst Gruppen nach Nordhavn, wo sie von Seeleuten in Empfang genommen oder bis zur Überfahrt in Privathäusern untergebracht wurden. Da die dänische Küste von der dänischen Polizei bewacht wurde, konnte er in seiner Funktion als Polizist erfahren, in welches Richtung die Flüchtlingsboote aufbrechen mussten, um nicht den Patrouillenbooten der Deutschen zu begegnen. Er half ebenso bei der Flucht weiterer gefährdeter Personen nach Schweden, die z. B. aufgrund von Sabotage oder journalistischer Tätigkeit von der Verhaftung durch die Gestapo bedroht waren. Dyby konnte sich selbst vor der Gefangennahme im Zuge der militärischen Aktion Möwe am 19. September 1944 retten, bei der die dänische Polizei aufgelöst und 2235 Polizisten in die Konzentrationslager Neuengamme und Buchenwald deportiert wurden. Während auch sein eigenes Polizeirevier besetzt war, gelang es ihm, aus einem zweiten Gebäude, welches der Gestapo nicht bekannt war, etwa 400 Ausweispapiere sowie Stempel und weiteres Material zu entwenden, mithilfe eines Taxifahrers an der Razzia vorbeizuschleusen und dem dänischen Untergrund zur Verfügung zu stellen. Kopien der mit Hilfe dieser Unterlagen gefälschten Ausweispapier finden sich im Dänischen Nationalmuseum. Von diesem Zeitpunkt an blieb er bis zum Kriegsende in immer wechselnden Wohnungen untergetaucht, um einer Verhaftung durch die Gestapo zu entgehen. | 2004 |

## Deutschland
651 Deutsche wurden mit dem Titel „Gerechte unter den Völkern“ ausgezeichnet.
Siehe Hauptartikel: Liste der Gerechten unter den Völkern aus Deutschland
Einige der Geehrten:
| Name                 | Geboren            | Gestorben          | Grund der Ehrung | Jahr |
| -------------------- | ------------------ | ------------------ | --- | ---- |
| Elisabeth Abegg      | 3. März 1882       | 8. August 1974     | Versteckte in Berlin Verfolgte u. a. in ihrer Wohnung, organisierte Nahrung, Geld sowie gefälschte Papiere und unterrichtete heimlich Kinder und Jugendliche, die aufgrund der Nürnberger Gesetze nicht mehr unterrichtet werden durften. | 1967 |
| Albert Battel        | 21. Januar 1891    | 1952               | Rettete im Sommer 1942 zusammen mit Max Liedtke Juden, die vor der drohenden Deportation aus dem Ghetto von Przemyśl geflohen waren, und verhinderte zeitweise die Räumung des Ghettos durch die SS. Später ließ er etwa 500 Insassen des Ghettos in eine Kaserne überführen; in deren Kellerräumen entgingen sie der Deportation in Vernichtungslager. | 1981 |
| Berthold Beitz       | 26. September 1913 | 30. Juli 2013      | Stufte in Boryslaw mehrere hundert jüdische Zwangsarbeiter – darunter auch arbeitsunfähige – als unentbehrlich für die Erdölindustrie ein und beschäftigte sie in den von ihm verwalteten Fabriken, wodurch diese der Deportation entgingen. Zusammen mit seiner Frau Else Beitz versteckte er zudem Juden in seinem eigenen Haus. | 1973 |
| Hans Georg Calmeyer  | 23. Juni 1903      | 3. September 1972  | War Leiter der Abteilung „Innere Verwaltung“ in Den Haag, zu der auch das „Judenreferat“ gehörte, in den besetzten Niederlanden. Seine Aufgabe war u. a. die „Klärung rassischer Zweifelsfälle“. Er akzeptierte wissentlich auch gefälschte Papiere, um die Einordnung von Menschen als „Arier“ oder als „Viertel-“ bzw. „Halbjuden“ statt als „Volljuden“ zu ermöglichen, und gab Hinweise, wie eine möglicherweise lebensrettende Einordnung zu erreichen sei. Auch eine Verwarnung durch Vorgesetzte hielt ihn nicht davon ab. Er konnte so mindestens 3700 Menschen retten, während gleichzeitig für etwa 2000 Juden die Einordnung als „Zweifelsfälle“ durch ihn den Tod bedeutete. | 1992 |
| Theodor Dipper       | 1903               | 1969               | Organisator der Untergrundorganisation Württembergische Pfarrhauskette, die in Kirchen und Privathäusern von Pfarrern und deren Angehörigen verfolgte Juden verbarg. Ehemann von Hildegard Dipper. | 2008 |
| Hans von Dohnanyi    | 1. Januar 1902     | 9. April 1945      | Ermöglichte 1942 den jüdischen Berliner Rechtsanwälten Fritz Arnold und Julius Fliess mit ihren Familienangehörigen die Flucht in die Schweiz, indem er sie als Agenten des Amtes Ausland/Abwehr ausgab. Über die von ihm veranlasste angebliche Operation U-7 konnten 13 Personen in die Schweiz ausreisen, nachdem er bei einem geheimen Besuch deren Aufnahme als Flüchtlinge vorbereitet hatte. | 2003 |
| Wolfgang Frommel     | 8. Juli 1902       | 13. Dezember 1986  | Versteckte ab 1942 in Amsterdam eine Gruppe größtenteils jüdischer Jugendlicher aus Deutschland und den Niederlanden vor dem Zugriff der deutschen Besatzungsmacht, darunter Claus Victor Bock und Friedrich W. Buri. | 1973 |
| Auguste Gehre        | 2. Oktober 1898    | Januar 1972        | Auguste Gehre und ihr Mann versteckten in Berlin den jüdischen Hausarzt der Familie ab 1943 in ihrer Wohnung und trugen dazu bei, dass seine Verwandten Unterschlupf fanden. Außerdem versorgten sie sie mit Lebensmitteln. | 1988 |
| Wilhelm Hammann      | 25. Februar 1897   | 26. Juli 1955      | War als Kommunist Häftling im KZ Buchenwald, wo er „Blockältester“ des „Kinderblock 8“ war, in dem jüdische Kinder einsaßen. Als die Nachricht von der bevorstehenden Deportation der jüdischen Kinder durchsickerte, rettete er 159 Kinder, indem er ihnen den Stern von der Häftlingskleidung entfernte, der sie als jüdische Kinder auswies. | 1984 |
| Julius von Jan       | 17. April 1897     | 21. September 1964 | Kritisierte als evangelischer Pfarrer und Mitglied der Bekennenden Kirche in seiner Bußtagspredigt am 16. November 1938 offen die Pogrome um den 9. November 1938. Er sei „ein leuchtends Beispiel für Integrität, da er als Mann Gottes den Juden in der dunkelsten Zeit ihrer Geschichte zur Seite stand. Jan habe das Wort ergriffen gleich nachdem die Synagogen niedergebrannt und jüdische Geschäfte im ganzen Land verwüstet und geplündert worden waren. Er habe getan, was jeder humane Mensch hätte tun sollen und doch war er nur die Ausnahme, hieß es zur Begründung.“ | 2020 |
| Helmut Kleinicke     | 19. November 1907  | 1979               | Verhalf in Chrzanów über einem Dutzend Juden zur Flucht. Er versteckte sie im Keller seiner Dienstwohnung oder in den Gewächshäusern der Kreisgärtnerei und stellte ihnen falsche Papiere aus, damit sie das Land verlassen konnten. | 2020 |
| Bernhard Lichtenberg | 3. Dezember 1875   | 5. November 1943   | Nach den staatlich gelenkten Ausschreitungen gegen Juden und Christen jüdischer Abstammung in den Novemberpogromen 1938 trat Lichtenberg öffentlich für die Verfolgten ein. Lichtenberg versteckte Juden, sorgte für die Ausreise von jüdischen Kindern nach England und betreute Gefangene. | 2004 |
| Margarete Meusel     | 26. Mai 1897       | 16. Mai 1953       | Sozialfürsorgerin und Mitglied der Bekennenden Kirche. Nahm von 1933 bis 1936 jüdische Fürsorgerinnen als Praktikanten auf. Sie vermittelte ab 1941 Frauen, die von Deportationen in Vernichtungslager bedroht waren, in sichere Unterkünfte. | 2006 |
| Fritz Niermann       | 24. September 1898 | 9. März 1976       | Lebensmittelhändler Fritz Niermann hielt vier Frauen vier Wochen lang, bis zum Einmarsch der Amerikaner in Essen am 11. April 1945, in seinem Haus Markscheide 50 in Essen-Altendorf versteckt. Sie flüchteten auf dem Weg vom KZ-Außenlager Humboldtstraße zur Arbeit bei der Friedrich Krupp AG. Zudem hielt Niermann weitere russische Zwangsarbeiter versteckt. | 1985 |
| Karl Plagge          | 10. Juli 1897      | 19. Juni 1957      | Deutscher Offizier der Wehrmacht, zuletzt Major, der während des Zweiten Weltkrieges mindestens 250 ihm zugewiesene jüdische Zwangsarbeiter vor der Ermordung in dem Ghetto Vilnius des Nationalsozialismus bewahrte. Von 1931 bis zu seinem Austritt 1939 NSDAP-Mitglied. Als Major war Plagge ab 1941 der Leiter des Heereskraftfahrparks (HKP) 562 Ost im litauischen Wilna (Vilnius). Dank seiner stetigen Bemühungen, Juden in sein Arbeitslager zu holen und auch die Familien zusammenzuhalten, konnten ca. 250 von über 1000 inhaftierten Juden den Holocaust überleben. Diesen – die anderen wurden aufgespürt und ermordet – gelang es aufgrund von Plagges Warnung vor der Übernahme des Lagers durch die SS, bis zur endgültigen Besetzung von Vilnius durch die Rote Armee in selbst vorbereiteten Verstecken zu überleben. | 2004 |
| Gerhard Radke        | 18. Februar 1914   | 24. Juli 1999      | Radke war als Soldat in der Nähe von Belgrad stationiert. In dem Haus, in dem er untergebracht war, lebte auch eine aus Belgrad geflüchtete jüdische Familie. Radke half ihnen, ihre in Belgrad zurückgelassenen Pässe zu holen, indem er sie mit einem Militärfahrzeug zu ihrer Wohnung fuhr und die dort angebrachte Versiegelung aufbrach. Anschließend besorgte er ihnen alle für die Ausreise nach Palästina notwendigen Reisepapiere, bevor er an die russische Front versetzt wurde. | 1977 |
| Herbert Richter      | 5. August 1901     | 8. Mai 1944        | Architekt. Für das Widerstandsnetz von Harro Schulze-Boysen beschaffte er Informationen aus dem Generalstab des Oberkommandos der Luftwaffe (OKL). Richter war 1939 mit dem Arzt Georg Groscurth, dem Chemiker Robert Havemann und dem Zahnarzt Paul Rentsch einer der Mitbegründer der Widerstandsgruppe Europäische Union. | 2005 |
| Oskar Schindler      | 28. April 1908     | 9. Oktober 1974    | Beschäftigte während des 2. Weltkrieges 1200 jüdische Zwangsarbeiter und rettete sie damit vor dem sicheren Tod. | 1993 |
| Konrad Schweser      | 16. November 1899  | 28. Februar 1975   | Schweser war ein deutscher Baumeister, der von Juni 1940 bis Oktober 1941 in Polen als Stadtbaumeister diente, wobei er Juden durch die Beschaffung zusätzlicher Lebensmittel unterstützte. Anschließend war er bis Kriegsende bei der Organisation Todt in der Ukraine beschäftigt. Dort rettete er in Teplyk mindestens 44 Juden das Leben, indem er sie vor Mitgliedern der SS versteckte. Ihm wurde 1971 das Bundesverdienstkreuz verliehen. | 1968 |
| Armin T. Wegner      | 16. Oktober 1886   | 17. Mai 1978       | Armin T. Wegner protestierte im April 1933 in einem offenen Brief an Adolf Hitler gegen die Judenverfolgung. Der Brief wurde von keiner Zeitung veröffentlicht, woraufhin Wegner ihn direkt an das Braune Haus schickte. Kurz darauf wurde er deswegen verhaftet, gefoltert und mehrere Monate lang interniert. | 1967 |
| Ludwig Wörl          | 28. Februar 1906   | 27. August 1967    | Als Lagerältester in den Konzentrationslagern Dachau und Auschwitz versorgte er Häftlinge medizinisch und rettete einigen das Leben. | 1963 |
| Konrat Ziegler       | 12. Januar 1884    | 8. Januar 1974     | Ziegler verhalf 1938 in Berlin einem jüdischen Freund zur Emigration und wurde daraufhin zu einer Gefängnisstrafe verurteilt. Wieder in Freiheit und ausgebombt, versteckte er seinen ehemaligen jüdischen Kollegen Kurt Latte in Osterode. | 2000 |

## Ecuador
Ein Ecuadorianer wurde mit dem Titel „Gerechter unter den Völkern“ ausgezeichnet.
| Name                         | Geboren | Gestorben     | Grund der Ehrung | Jahr |
| ---------------------------- | ------- | ------------- | --- | ---- |
| Manuel Antonio Munoz Borrero | 1891    | 18. Juni 1973 | Konsul Ecuadors in Stockholm seit 1931, wurde 1941 entlassen, da er 80 Reisepässe nach Istanbul geschickt hatte, die dort an überwiegend jüdische Polen verteilt worden waren. Da der Konsulposten im schwedischen Stockholm aber nach seiner Entlassung unbesetzt blieb und die Schweden die Unterlagen und Stempel des Konsulats nicht wie von Ecuador gewünscht einzogen, blieben diese im Besitz von Manuel Borrero. Auf Bitten des jüdischen Oberrabbiners in Schweden, Rabbi Avraham Israel Jacobson, stellte er damit illegal ecuadorianische Reisepässe für Juden im besetzten Europa nach Listen aus, die ihm der Rabbi vorlegte. Diese Pässe boten nur begrenzten Schutz für die Verfolgten, die meisten Inhaber wurden dennoch ermordet. Für die meisten bedeuteten sie nur einen Aufschub, einzelne jedoch überlebten dank der von Borrero ausgestellten Papiere. | 2011 |

## El Salvador
Ein Salvadorianer wurde mit dem Titel „Gerechter unter den Völkern“ ausgezeichnet.
| Name               | Geboren       | Gestorben     | Grund der Ehrung | Jahr |
| ------------------ | ------------- | ------------- | --- | ---- |
| Arturo Castellanos | 23. Dez. 1893 | 18. Juni 1977 | Von 1941 bis 1945 Konsul El Salvadors in Genf, bestätigte in dieser Zeit die angebliche El Salvadorianische Staatsbürgerschaft für ca. 40.000 Juden und stellte sie so unter den Schutz der Internationalen Rotkreuz- und Rothalbmond-Bewegung. | 2010 |

## Estland
Drei Estländer wurden mit dem Titel „Gerechter unter den Völkern“ ausgezeichnet.
| Name            | Geboren       | Gestorben     | Grund der Ehrung | Jahr |
| --------------- | ------------- | ------------- | --- | ---- |
| Polina Lentsman | 1907          | 22. Juni 1990 | Polina Lentsman versteckte und rettete die Jüdin Dina Kruglikova und ihr Kind.                                                                                                 | 2003 |
| Eha Masing      |               |               | Unterstützte gemeinsam mit ihrem Mann Uku während der deutschen Besatzung den ihnen bekannten Ethnologen Isidor Levin mit Lebensmitteln, Kleidung und gefälschten Dokumenten.  | 1996 |
| Uku Masing      | 11. Aug. 1909 | 25. Apr. 1985 | Unterstützte gemeinsam mit seiner Frau Eha während der deutschen Besatzung den ihnen bekannten Ethnologen Isidor Levin mit Lebensmitteln, Kleidung und gefälschten Dokumenten. | 1966 |

## Frankreich
4206 Franzosen wurden mit dem Titel „Gerechter unter den Völkern“ ausgezeichnet.
Siehe Hauptartikel: Liste der Gerechten unter den Völkern aus Frankreich
Einige der Geehrten:
| Name                  | Geboren       | Gestorben     | Grund der Ehrung | Jahr |
| --------------------- | ------------- | ------------- | --- | ---- |
| Madeleine Barot       | 4. Juli 1909  | 28. Dez. 1995 | Madeleine Barot war in der protestantischen Jugendbewegung aktiv und Generalsekretärin von CIMADE, der Dachorganisation dieser Bewegung. Die Organisation beschloss, Opfern des Vichy-Regimes und der Besatzung, von denen die meisten ausländische Juden waren, zu helfen. Barot war vor allem im Internierungslager Gurs in Südfrankreich aktiv. Sie bewirkte die Freilassung zahlreicher Lagerinsassen. Es gelang ihr, Kinder, kranke Erwachsene und ältere Menschen in Einrichtungen zu bringen, die sie unter der Schirmherrschaft von CIMADE eröffnete, hauptsächlich in der Stadt Le Chambon-sur-Lignon. Barots Aktivitäten hat Hunderte von Juden gerettet. | 1988 |
| Jules Boucherit       | 29. März 1877 | 1. Apr. 1962  | Während der Besatzungszeit im Zweiten Weltkrieg versteckte Jules Boucherit, ein berühmter Geiger und Musiklehrer, zahlreiche jüdische Musiker vor der Gestapo. Er unterrichtete sie, kümmerte sich um ihre materiellen Bedürfnisse und schützte sie. | 1993 |
| Théomir Devaux        | 17. März 1885 | 28. Jan. 1967 | Trotz Überwachung und mehreren Hausdurchsuchungen der Gestapo gelang es Théomir Devaux durch die Verschwiegenheit des kleinen Kreises seiner Helfer, bis zum Ende des Zweiten Weltkrieges unentdeckt über 400 jüdische Kinder vor der Deportation in die Konzentrationslager zu retten. | 1996 |
| Rémy Dumoncel         | 28. Okt. 1888 | 15. März 1945 | Rémy Dumoncel gab Schriftstellern, die im nationalsozialistisch besetzten Frankreich keine Werke mehr veröffentlichen konnten, finanzielle Unterstützung und versteckte elsässische Juden im Département Dordogne, wo er ein Haus besaß. In seiner Eigenschaft als Bürgermeister stellte er Juden und anderen Flüchtlingen falsche Personaldokumente aus und half ihnen so, in nicht besetzte Landesteile Frankreichs zu fliehen. | 1985 |
| Jacques Ellul         | 6. Jan. 1912  | 19. Mai 1994  | Jacques Ellul nahm mit seiner Frau Widerstandskämpfer auf, spanische Flüchtlinge, geflohene Kriegsgefangene und verfolgte Juden. Außerdem warnte er eine jüdische Nachbarsfamilie vor ihrer drohenden Verhaftung, besorgte ihnen falsche Papiere und eskortierte sie nach Lezay (Deux-Sèvres), wo Pastor Pierre Fouchier, ein Mitglied desselben Netzwerks, sie bei sich versteckte und so ihr Leben rettete. | 2001 |
| Louis Forestier       | 4. Apr. 1907  | 7. Nov. 1973  | Versteckte Charlotte Grenèche Berger und Alice Pichon Radzyner, rettete ihnen so das Leben. | 2009 |
| Père Marie-Benoît     | 30. März 1895 | 5. Feb. 1990  | Im Zweiten Weltkrieg verhalf er etwa 4000 Juden aus Südfrankreich zur Flucht nach Spanien, in die Schweiz und nach Italien. | 1966 |
| Pierre-Marie Gerlier  | 14. Jan. 1880 | 17. Jan. 1965 | Ende August 1942 hatte Pierre-Marie Gerlier sich, als der höchste Repräsentant der katholischen Kirche in der unbesetzten Zone, dem offenen Widerstand gegen die Judendeportationen angeschlossen. Er weigerte sich, den örtlichen Vichy-Behörden 84 jüdische Kinder zu übergeben, die in katholischen Kinderheimen Aufnahme gefunden hatten, nachdem ihre Eltern in den Wochen zuvor deportiert worden waren. Auch die Kinder sollten auf ausdrückliche Anordnung von Pierre Laval in die Vernichtungslager deportiert werden. | 1981 |
| Adélaïde Hautval      | 1. Jan. 1906  | 12. Okt. 1988 | Ende Januar 1943 wurde Adélaïde Hautval in das KZ Auschwitz als „Judenfreundin“ deportiert und dort bald als Häftlingsärztin (Häftlingsnr. 31.802) im Krankenrevier des Stammlagers eingesetzt. Der Standortarzt Eduard Wirths teilte sie unter anderem dem KZ-Arzt Carl Clauberg zu, um diesem bei Zwangssterilisationen zu assistieren. Nachdem Hautval festgestellt hatte, dass weibliche jüdische Häftlinge mittels Röntgenstrahlen sowie Ovariektomien sterilisiert und Opfer medizinischer Experimente wurden, weigerte sie sich, weiter an den Versuchsreihen teilzunehmen. Ohne Bestrafung für ihre Weigerung wurde sie daraufhin ins KZ Auschwitz-Birkenau verbracht, wo sie als Häftlingsärztin tätig wurde und Mithäftlinge unterstützte. In Birkenau sollte sie bei den medizinischen Experimenten von Josef Mengele assistieren, was sie ebenfalls ablehnte. Im August 1944 wurde sie nach einer Typhuserkrankung ins KZ Ravensbrück überstellt, wo sie am 30. April 1945 durch die Rote Armee befreit wurde. Nach der Befreiung versorgte sie noch die kranken Häftlinge im Lager und kam Ende Juni 1945 in Paris an. Sie begann, ihre Lagererfahrungen im Konzentrationslager niederzuschreiben, und war 1946 Zeugin in mehreren Militärgerichtsprozessen gegen Angehörige des KZ-Personals. | 1965 |
| Père Jacques de Jésus | 29. Jan. 1900 | 2. Juni 1945  | Père Jacques de Jésus war ein französischer Priester des Karmelitenordens, der wegen des Versteckens jüdischer Kinder vor den nationalsozialistischen Besatzungstruppen Frankreichs in das Konzentrationslager Gusen deportiert wurde. | 1985 |
| Gabriel Piguet        | 24. Feb. 1887 | 3. Juli 1952  | Bischof Gabriel Piguet, ein Veteran des Krieges von 1914 bis 1918, unterstützte die Rettung von Juden durch katholische Institutionen in seiner Diözese. Durch seine Fürsorge wurden zahlreiche jüdischen Kinder gerettet. | 2000 |
| Paul Ramadier         | 17. März 1888 | 14. Okt. 1961 | Paul Ramadier war ein prominenter sozialistischer Politiker, der nach dem Krieg Ministerpräsident von Frankreich wurde. Ramadier und seine Frau Marguerite halfen dem jüdischen Professor Henri-Lévy Bruhl und seiner Familie während der Besetzung und retteten so ihr Leben. Er unterstützte auch Salomon Grumbach aus dem Elsass, einen jüdischen Sozialisten und Abgeordneten, der von der Polizei gesucht wurde. Ramadier hat ihn in ein sicheres Versteck gebracht und damit sein Leben gerettet. Während der gesamten Besatzungszeit blieb Ramadier in Kontakt mit jüdischen Freunden, einschließlich prominenter Politikern wie Léon Blum, und leistete jede mögliche psychologische und materielle Unterstützung. | 1985 |
| Suzanne Spaak         | 6. Juli 1905  | 12. Aug. 1944 | Suzanne Spaak war Mitglied im Geheimdienstnetzwerk „Red Orchestra“ und half zahlreichen jüdischen Kindern das Leben zu retten, die von Abschiebung bedroht waren. Anfang 1943 wurden Informationen über die Vorbereitungen für die Abschiebung jüdischer Kinder bekannt. Spaak beteiligte sich aktiv an einer Operation, die von Pastor Paul Vergara und Marcelle Guillemot initiiert wurde und die mehr als sechzig Kinder in Sicherheit brachte. Sie schützte einige der Kinder in ihrem Haus, bis sie alle zu Menschen gebracht wurden, die bereit waren, sie zu beschützen. Mit der Hilfe ihrer Kameraden versorgte Spaak die Kinder auf großes persönliches Risiko mit Lebensmittelkarten und Kleidung. | 1985 |
| Pierre-Marie Théas    | 14. Sep. 1894 | 3. Apr. 1977  | Der Bischof Pierre-Marie Théas setzte sich während des Zweiten Weltkriegs in Hirtenbriefen aktiv gegen die Deportation von Juden aus Frankreich ein, wurde zeitweise von der Gestapo verhaftet und war für insgesamt zehn Wochen in einem Konzentrationslager. |      |
| André Trocmé          | 7. Apr. 1901  | 5. Juni 1971  | Pfarrer und einer der treibenden Kräfte hinter der organisierten Rettung mehrerer tausend Juden in der Region Le Chambon-sur-Lignon, die dafür kollektiv als Region der Gerechten unter den Völkern aufgenommen wurde. | 2010 |

## Georgien
Ein Georgier wurde mit dem Titel „Gerechter unter den Völkern“ ausgezeichnet.
| Name             | Geboren       | Gestorben    | Grund der Ehrung                                                       | Jahr |
| ---------------- | ------------- | ------------ | ---------------------------------------------------------------------- | ---- |
| Sergey Metreveli | 10. Nov. 1906 | 1. Okt. 1991 | Versteckte und rettete Emil Zigler und Peotr Rabinivich in Kislovodsk. | 2004 |

## Griechenland
364 Griechen wurde mit dem Titel „Gerechter unter den Völkern“ ausgezeichnet.
Siehe Hauptartikel: Liste der Gerechten unter den Völkern aus Griechenland
Darunter:
| Name                  | Geboren      | Gestorben    | Grund der Ehrung | Jahr |
| --------------------- | ------------ | ------------ | --- | ---- |
| Damaskinos Papandreou | 3. März 1891 | 19. Mai 1949 | Damaskonos Papandreou studierte Jura und Literatur in Athen, bevor er 1917 in den Klerus eintrat. 1918 wurde er zum Metropoliten von Korinth und 1938 zum Erzbischof von Athen gewählt, ein Amt, das er wegen seiner politisch liberalen Einstellung erst nach der Diktatur Ioannis Metaxas’ 1941 antreten durfte, die er unter Hausarrest in einem Kloster verbrachte. Nachdem die Wehrmacht während des Zweiten Weltkriegs im Frühjahr 1941 Griechenland besetzt hatte, wurde Damaskinos zur wichtigsten Figur des nicht-kommunistischen Widerstands. Er baute ein Netzwerk des Klerus auf, mit dem Notlagen der Bevölkerung gelindert werden sollten, die aus der Besatzung folgten. Zudem trat er gegen die Verschleppung von Zwangsarbeitern, Geiselnahmen und die Bedrohung der griechischen Juden durch die Deutschen ein. | 1969 |

## Indonesien
Drei Indonesier wurden mit dem Titel „Gerechter unter den Völkern“ ausgezeichnet.
| Name                | Geboren       | Gestorben      | Grund der Ehrung | Jahr |
| ------------------- | ------------- | -------------- | --- | ---- |
| Tolé Madna          | 12. Mai 1896  | 1. Sept. 1992  | Im September 1942, kurz nach Beginn der Deportation der Juden in den Niederlanden, wurde Johanna Madna von ihrer jüdischen Nachbarin Gitla Munzer aus Polen gebeten, ihren zehn Monate alten Sohn Alfred zu verstecken. Gitlas Ehemann Simche versteckte sich bereits in einer psychiatrischen Klinik und ihre beiden älteren Töchter waren woanders untergebracht worden. Anfangs versteckte Johanna den Jungen bei ihrer Schwester, aber es stellte sich bald heraus, dass ihr Zuhause nicht sicher genug war. Dann wandte sich Johanna an ihren Ex-Ehemann Tolé Madna, der sich bereit erklärte, den Jungen aufzunehmen und sich um ihn zusätzlich zu seinen drei Kinder zu kümmern. Zusammen mit Mima Saïna, der Haushälterin, kümmerte sich Tolé fast drei Jahre lang um Alfred, bis zur Befreiung von Den Haag im Mai 1945. | 2003 |
| Mima Saina          |               | 1. Jan. 1945   | Im September 1942, kurz nach Beginn der Deportation der Juden in den Niederlanden, wurde Johanna Madna von ihrer jüdischen Nachbarin Gitla Munzer aus Polen gebeten, ihren zehn Monate alten Sohn Alfred zu verstecken. Gitlas Ehemann Simche versteckte sich bereits in einer psychiatrischen Klinik und ihre beiden älteren Töchter waren woanders untergebracht worden. Anfangs versteckte Johanna den Jungen bei ihrer Schwester, aber es stellte sich bald heraus, dass ihr Zuhause nicht sicher genug war. Dann wandte sich Johanna an ihren Ex-Ehemann Tolé Madna, der sich bereit erklärte, den Jungen aufzunehmen und sich um ihn zusätzlich zu seinen drei Kinder zu kümmern. Zusammen mit Mima Saïna, der Haushälterin, kümmerte sich Tolé fast drei Jahre lang um Alfred, bis zur Befreiung von Den Haag im Mai 1945. | 2003 |
| Rachmad Kusumobroto | 30. Juni 1914 | 16. April 1998 | Rachmad Kusumobroto versteckte jüdische Mitbürger | 2020 |

## Irland
Eine Irin wurde mit dem Titel „Gerechter unter den Völkern“ ausgezeichnet.
| Name                 | Geboren | Gestorben    | Grund der Ehrung | Jahr |
| -------------------- | ------- | ------------ | --- | ---- |
| Mary Elizabeth Elmes | 1909    | 3. Juni 2002 | Die in Cork, Irland geborene Mary Elisabeth Elmes, die in Perpignan für die Quäker tätig war, stellte sich der wachsenden Notlage jüdischer Flüchtlinge, die in Haftlagern in den Pyrenäen interniert waren. Elmes schloss sich der jüdischen OSE-Organisation und insbesondere Dr. Joseph Weill und Andrée Salomon an, die sich für die Rettung von Juden einsetzten. Bis Mitte August 1942 konnten Kinder legal aus den Lagern entlassen werden, doch am 11. August begannen Deportationen von Juden aus dem Lager Rivesaltes, zunächst nach Drancy bei Paris und von dort nach Auschwitz. Von diesem Zeitpunkt an bis zur Schließung des Lagers am 25. November 1942 entließen die Behörden keine Kinder mehr aus dem Lager. Elmes war sich der Bedeutung der Deportationen voll bewusst. Sie und ihre jüdischen Kollegen schmuggelten Kinder aus dem Lager und brachten sie an sichere Orte. | 2013 |

## Italien
766 Italiener wurden mit dem Titel „Gerechter unter den Völkern“ ausgezeichnet.
Siehe Hauptartikel: Liste der Gerechten unter den Völkern aus Italien
Einige der Geehrten:
| Name             | Geboren       | Gestorben     | Grund der Ehrung | Jahr |
| ---------------- | ------------- | ------------- | --- | ---- |
| Giacomo Bassi    | 18. März 1886 | 1968          | Versteckte als Gemeindesekretär von San Giorgio su Legnano eine fünfköpfige jüdische Familie in der örtlichen Grundschule und versorgte sie bis Kriegsende mit Lebensmitteln und falschen Dokumenten. | 1998 |
| Vincenzo Fagiolo | 5. Feb. 1918  | 22. Sep. 2000 | Katholischer Priester, der sich in seiner Diözese Rom für verfolgte Juden einsetzte. | 1983 |

## Japan
Ein Japaner wurde mit dem Titel „Gerechter unter den Völkern“ ausgezeichnet.
| Name            | Geboren      | Gestorben     | Grund der Ehrung | Jahr |
| --------------- | ------------ | ------------- | --- | ---- |
| Chiune Sugihara | 1. Jan. 1900 | 31. Juli 1986 | Als japanischer Konsul in Litauen stellte er von Juli bis September 1940 entgegen den offiziellen Anweisungen tausende handgeschriebene Transitvisa für Juden aus, die es diesen ermöglichten, Litauen noch vor der deutschen Besatzung zu verlassen, wird oft als „Japanischer Oskar Schindler“ bezeichnet. | 1985 |

## Kroatien
130 Kroaten wurden mit dem Titel „Gerechter unter den Völkern“ ausgezeichnet.
Siehe Hauptartikel: Liste der Gerechten unter den Völkern aus Kroatien
Darunter:
| Name         | Geboren       | Gestorben     | Grund der Ehrung | Jahr |
| ------------ | ------------- | ------------- | --- | ---- |
| Branko Bauer | 18. Feb. 1921 | 11. Apr. 2002 | Bauer interessierte sich schon als Schüler für den Film. Während des Zweiten Weltkrieges besuchte auch er die bei den NS-Besatzern sehr beliebten Kinos in Zagreb. Gemeinsam mit seinem Vater, Čedomir Bauer, versteckte er deren jüdischen Pächter Ljerka Freiberger 1942 vor den Ustascha. | 1992 |

## Kuba
Eine Kubanerin wurde mit dem Titel „Gerechte unter den Völkern“ ausgezeichnet.
| Name         | Geboren | Gestorben     | Grund der Ehrung | Jahr |
| ------------ | ------- | ------------- | --- | ---- |
| Amparo Pappo | 1896    | 19. Nov. 1987 | Die aus Kuba stammende Amparo Otero floh, als die Deutschen Frankreich besetzten, von Paris nach Süden in die unbesetzte Zone. Sie ließ sich in Siran in der Region Cantal nieder, wo die Familie ihrer Schwester lebte, und lebte von der Herstellung von Hüten. Trotz ihrer persönlichen Not fühlte sich Amparo verpflichtet, anderen in Not zu helfen. Sie half anderen Flüchtlingen, organisierte Veranstaltungen für Kinder, deren Väter Kriegsgefangene waren, und brachte jüdische Kinder bei sich unter. | 2011 |

## Lettland
138 Letten wurden mit dem Titel „Gerechte unter den Völkern“ ausgezeichnet.
Siehe Hauptartikel: Liste der Gerechten unter den Völkern aus Lettland
Darunter:
| Name        | Geboren      | Gestorben    | Grund der Ehrung | Jahr |
| ----------- | ------------ | ------------ | --- | ---- |
| Jānis Lipke | 1. Feb. 1900 | 14. Mai 1987 | Jānis Lipke war zunächst als Schauermann im Rigaer Hafen tätig. Nachdem er im Juli 1941 Zeuge von Diskriminierungen gegen lettische Juden durch die Nationalsozialisten geworden war, entschloss er sich, als Lagerarbeiter für die damalige Luftwaffe tätig zu werden, um unter dem Deckmantel dieser Funktion Juden aus dem Rigaer Ghetto zu schmuggeln und zu verstecken. Auf diese Weise bewahrte er bis zum Einmarsch der Roten Armee im Oktober 1944 etwa 56 Juden vor Ermordung durch die Nazis. In Lipkes Rettungsaktion waren neben seiner Frau Johanna und seinen beiden Söhnen rund 25 Helfer involviert. | 1977 |

## Litauen
924 Litauer wurden mit dem Titel „Gerechte unter den Völkern“ ausgezeichnet.
Siehe Hauptartikel: Liste der Gerechten unter den Völkern aus Litauen
Darunter:
| Name              | Geboren      | Gestorben     | Grund der Ehrung                                                                                    | Jahr |
| ----------------- | ------------ | ------------- | --------------------------------------------------------------------------------------------------- | ---- |
| Elena Lukauskienė | 1. Jan. 1909 | 17. März 1959 | 1944 nahm die Familie von Elena Lukauskienė zwei jüdische Kinder vom Konzentrationslager Kauen auf. | 2006 |

## Luxemburg
Ein Luxemburger wurde mit dem Titel „Gerechter unter den Völkern“ ausgezeichnet.
| Name          | Geboren       | Gestorben     | Grund der Ehrung | Jahr |
| ------------- | ------------- | ------------- | --- | ---- |
| Victor Bodson | 24. März 1902 | 29. Juni 1984 | Stellte sein Haus in Steinheim an der deutsch-luxemburgischen Grenze als Zwischenstation einer Fluchtroute für Juden aus Deutschland zur Verfügung. Etwa 100 Flüchtlinge, die durch die Sauer geschwommen waren, wurden in seinem Haus versorgt und von Bodson auf sichere Verstecke verteilt. | 1971 |

## Moldau
79 Moldauer wurden mit dem Titel „Gerechter unter den Völkern“ ausgezeichnet.
Siehe Hauptartikel: Liste der Gerechten unter den Völkern aus der Republik Moldau
Darunter:
| Name           | Geboren      | Gestorben     | Grund der Ehrung | Jahr |
| -------------- | ------------ | ------------- | --- | ---- |
| Gratina Plugar | 1. Jan. 1909 | 17. März 1959 | Die jüdische Familie Shargorodski waren die besten Freunde von Kondrati und Gratina Plugar und ihrem Sohn Andrey, geb. 1931, in Rybnitsa. Als Deutschland im Juni 1941 in die Sowjetunion einmarschierte, versuchten die Shargorodskis, nach Osten zu fliehen. Wegen des raschen Vormarsches der deutschen Armee mussten sie jedoch nach Rybnitsa zurückkehren. Am 5. August 1941 besetzten die Deutschen und Rumänen Rybnitsa. Als im September 1941 ein Ghetto errichtet wurde, mussten die Shargorodskis mit den anderen Juden der Stadt dorthin ziehen. Im Ghetto waren die Lebensbedingungen und die sanitären Einrichtungen schlecht. Nach einigen Monaten brach dort eine Typhusepidemie aus, die über ein Jahr andauerte und viele Menschenleben kostete. Während ihres gesamten Aufenthalts im Ghetto wurden die Shargorodskis von der Familie Plugar unterstützt. Gratina schlich sich oft in das Ghetto, um ihnen Essen und Kleidung zu bringen. Die Bewohner des Ghettos durften sonntags und donnerstags zweimal pro Woche eine Stunde lang ausgehen, um auf dem städtischen Markt Waren zu kaufen. An diesen Tagen kam Gratina dorthin, um Volko Shargorodski Körbe voller Lebensmittel zu geben. Alle Hilfen, die sie ihnen während der Besatzung leisteten, wurden unentgeltlich gewährt. Als sich die Front Rybnitsa näherte, wurden die rumänischen Einheiten, die die Stadt kontrollierten, durch deutsche Einheiten ersetzt, die die Judenverfolgung verschärften. Zu diesem Zeitpunkt, im Februar 1944, stimmte Gratina zu, Frima, die Tochter von Shargorodskis, in ihrem Haus zu verstecken, während sich die Eltern und Frimas Bruder in den Häusern anderer Freunde versteckten. Frima blieb bei den Plugars bis zur Befreiung von Rybnitsa durch die Rote Armee am 30. März 1944. Nach dem Krieg lebten die beiden Familien weiterhin in Rybnitsa und unterhielten über die Jahre hinweg freundschaftliche Beziehungen. | 2004 |

## Montenegro
Ein Montenegriner wurde mit dem Titel „Gerechter unter den Völkern“ ausgezeichnet.
| Name           | Geboren      | Gestorben     | Grund der Ehrung                                                      | Jahr |
| -------------- | ------------ | ------------- | --------------------------------------------------------------------- | ---- |
| Petar Zankovic | 1. Apr. 1924 | 17. Juni 2002 | Half 1942–1943 die Familie Zaltkovich zu verstecken und so zu retten. | 2006 |

## Niederlande
5982 Niederländer wurden mit dem Titel „Gerechter unter den Völkern“ ausgezeichnet.
Siehe Hauptartikel: Liste der Gerechten unter den Völkern aus den Niederlanden
Einige der Geehrten:
| Name                                  | Geboren       | Gestorben     | Grund der Ehrung | Jahr |
| ------------------------------------- | ------------- | ------------- | --- | ---- |
| Willem Arondeus                       | 22. Aug. 1894 | 1. Juli 1943  | Mitglied der Widerstandsgruppe von Künstlern um den Bildhauer Gerrit van der Veen, beteiligt am Anschlag auf das Amsterdamer Einwohnermeldeamt, um durch Vernichtung von Ausweiskopien Fälschungen von Ausweispapieren u. a. für Juden zu erleichtern. | 1986 |
| Corrie ten Boom                       | 15. Apr. 1892 | 15. Apr. 1983 | Gründete eine Untergrundorganisation, die zahlreiche Juden während der Besatzung der Niederlande rettete, versteckte mehrere Familien hinter einem Verschlag im eigenen Haus. | 1967 |
| Gerard Fleischeuer                    | 25. Feb. 1889 | 29. März 1945 | Versteckte mehrere verfolgte Juden in seinem Haus. | 2000 |
| Miep Gies                             | 15. Feb. 1909 | 11. Jan. 2010 | 1933 bewarb sie sich als Sekretärin in Otto Franks niederländischer Filiale der Firma Opekta. Sie erhielt den Posten, und es entwickelte sich eine Freundschaft zu Otto Frank, seiner Frau Edith sowie den Töchtern Anne und Margot. Als die Gefahr für die Juden in den Niederlanden zunahm, informierte Otto Frank Miep Gies über seine Pläne, mit der gesamten Familie unterzutauchen. Trotz der Gefahr, die auch für sie dadurch entstand, sagte sie ihm sofort ihre Hilfe zu. Am 5. Juli 1942 erhielt Margot Frank die Aufforderung, sich in einem Arbeitslager zu melden. Otto Frank beschloss daraufhin, die Familie und sich selbst unverzüglich im Hinterhaus in der Prinsengracht 263 zu verstecken, was eigentlich erst für einen späteren Termin geplant war. Miep Gies begleitete zunächst Margot, später Otto, Edith und Anne in das Versteck. Später stießen noch die Familie van Pels und Gies’ Zahnarzt Fritz Pfeffer dazu. In den folgenden zwei Jahren half Miep Gies den Familien Frank und van Pels sowie Fritz Pfeffer mit Lebensmitteln und Zeitungen, aber auch mit freundschaftlicher Zuneigung und Ermutigung. Diese Zeit ist besonders detailliert im Tagebuch der Anne Frank wiedergegeben. Zu den Helfenden gehörten noch Johannes Kleiman, Bep Voskuijl und Victor Kugler. Am 4. August 1944 wurden die Versteckten vom SS-Sicherheitsdienst entdeckt und verhaftet. Miep Gies war ebenfalls anwesend, konnte aber einer Verhaftung entgehen, indem sie dem Kommissar Karl Josef Silberbauer erklärte, sie sei, wie er auch, aus Wien. Daraufhin sah er von einer Meldung ab, drohte ihr aber, sie aufzuspüren, falls sie fliehen sollte. Später versuchte sie, Silberbauer mit Geld zu bestechen, um die Entlassung der Familien Frank und van Pels aus der Haft zu erreichen, die in der Regel den Tod bedeutete. Der Polizist wies diesen Bestechungsversuch zurück, da er „nicht in der Position“ sei, „dies entscheiden zu dürfen“. Miep Gies betrat noch am Nachmittag nach der Verhaftung das Hinterhaus und rettete die übriggebliebenen persönlichen Gegenstände der deportierten Familien, unter anderem auch die Tagebuchaufzeichnungen von Anne Frank. Diese übergab sie 1945 Otto Frank, der als einziger nach Amsterdam zurückkehrte. | 1972 |
| Walraven van Hall                     | 10. Feb. 1906 | 12. Feb. 1945 | Walraven van Hall wurde im August 1940 Präsident der Abteilung der Niederländischen Union (Nederlandsche Unie) in Zaandam. Diese Bewegung hatte sich zum Ziel gesetzt, die Bevölkerung der Niederlande zu einen. Sie wurde Ende 1941 von der deutschen Besatzungsmacht verboten. Van Hall reagierte besorgt auf die antijüdischen Maßnahmen der Besatzer. Walraven van Hall und sein Bruder gingen in den Untergrund. Sie halfen, Geld für Streikende und Familien von Seeleuten aufzutreiben. Dabei hielt van Hall Kontakt zur niederländischen Exilregierung und sorgte dafür, dass die Kreditgeber die Sicherheit hatten, ihre Darlehen nach Ende der Besatzung von der niederländischen Regierung zurückzubekommen. Van Hall konnte die Namen der Kreditgeber nicht offen notieren. Also teilte er den Kreditgebern eine wertlose Aktie aus und notierte Codenamen der Empfänger und die Anzahl der Aktien. So entstand eine Untergrund-Bank, die mittellosen Familien und untergetauchten Juden neben Geld auch Lebensmittelkarten und Ausweise zukommen ließ. Mit Billigung der niederländischen Exilregierung konnte van Hall von der niederländischen Bank (De Nederlandsche Bank) 50 Millionen Gulden erhalten, indem er Geldscheine fälschte und sie in Banken in echte Geldscheine umtauschen ließ. Walraven van Hall wurde Leiter des National Support Fund. Er unterstützte viele Widerstandsgruppen und Untergrundzeitungen wie Trouw, Het Parool und Vrij Nederland. Walraven van Hall bekam den Beinamen Olieman (Ölmann), da er die Meinungsverschiedenheiten zwischen Gruppen abschwächen konnte. Jeden Freitag trafen sich die Leiter der Widerstandsgruppen, aber am 27. Januar 1945 wurde der Ort des Treffens der deutschen Besatzungsmacht verraten. Die Leiter der Widerstandsgruppen wurden verhaftet. Walraven van Hall wurde am 12. Februar 1945 in Haarlem erschossen und nach dem Kriegsende mit vielen weiteren Widerstandskämpfern auf den Ehrenfriedhof Bloemendaal umgebettet. | 1978 |
| Johannes Kleiman                      | 17. Aug. 1896 | 28. Jan. 1959 | Johannes Kleiman war mit Otto Frank bekannt, seit dieser in den frühen 1920er-Jahren in Amsterdam eine Bankfiliale gegründet hatte. Er wurde 1923 Prokurist in dieser Filiale, die ihren Sitz in der Keizersgracht 604 hatte. Nachdem diese Filiale bereits 1924 wieder eingegangen war, arbeitete Kleiman ab 1925 im Betrieb seines Bruders Willy. 1933 gründete Otto Frank wieder eine Firma in Amsterdam, die 1938 in die Prinsengracht 263 umzog. Dort wurde Kleiman Buchhalter von Opekta und Pectacon. Am 18. Dezember 1941 wurde er offiziell Franks Nachfolger in der Leitung der Opekta, da dieser als Jude die Firma nicht mehr führen durfte. Ab dem 6. Juli 1942 lebte die Familie Frank versteckt im Hinterhaus der Prinsengracht 263 und wurde unter anderem von Kleiman versorgt. Dieser litt unter gravierenden Magenproblemen; am 31. März 1943 hatte er eine Magenblutung und im September desselben Jahres musste er operiert werden. Am 4. August 1944 wurde Kleiman zusammen mit der Familie Frank und seinem Kollegen Kugler verhaftet. Vom Hauptquartier des SD in der Euterpestraat in Amsterdam wurden Kleiman und Kugler zunächst ins Gefängnis am Amstelveenseweg verlegt, vom 7. bis zum 11. September waren sie im Gefängnis an der Weteringschans in Amsterdam. Danach wurden sie ins Durchgangslager Amersfoort überstellt, aus dem Kleiman am 18. September 1944 auf Betreiben des Roten Kreuzes entlassen wurde. In der Nachkriegszeit setzte er sich für die Bewahrung des Hauses Prinsengracht 263–267 in Amsterdam als Gedenkstätte ein. | 1971 |
| Victor Kugler                         | 5. Juni 1900  | 16. Dez. 1981 | Im Mai 1938 erlangte Victor Kugler die Staatsbürgerschaft der Niederlande. 1940 ermöglichte ihm dies und die Tatsache, dass er nicht jüdischen Glaubens war, die Enteignung der Pectacon von Otto Frank zu verhindern. Er löste Pectacon auf und übernahm die Leitung der von ihm neu gegründeten „Gies & Co“. Von Juli 1942 bis August 1944 half er seinen Kollegen Miep Gies, Johannes Kleiman und Bep Voskuijl, acht Menschen in einem behördlich versiegelten Nebengebäude des Firmensitzes in Amsterdam vor den Verfolgungen durch Anhänger des Nationalsozialismus zu verstecken. Unter diesen war auch Anne Frank. Am 4. August 1944 wurde er von einem unbekannten Informanten an die Gestapo verraten. Victor Kugler wurde in der Gestapo-Zentrale in der Euterpestraat in Amsterdam verhört, dann am selben Tag in ein Gefängnis für Juden und „politische Gefangene“, die auf die Abschiebung warteten, transportiert. Am 7. September wurde er in das Gefängnis in Weteringschans in eine Zelle mit zum Tode verurteilten Menschen gelegt. Es folgte vier Tage später, am 11. September, die Verlegung ins Durchgangslager Amersfoort, wo er für den Transport nach Deutschland vorgesehen war. Am 17. September wurde der Bahnhof von Amersfoort durch einen Bombenanschlag zerstört. Am 26. September wurde Kugler mit etwa 1.100 anderen Männern nach Zwolle gebracht und zum Ausheben von Panzergräben gezwungen. Kugler wurde erneut vom 30. Dezember 1944 bis zum 28. März 1945 von der SA nach Wageningen zur Zwangsarbeit verlegt. Als rund 600 Häftlinge von Wageningen durch Renkum, Heelsum, Oosterbeek, Arnheim, Westervoort und Zevenaar marschierten, mit der Absicht am folgenden Tag nach Deutschland weiterzugehen, erfolgte ein Luftangriff und Kugler nutzte die Verwirrung zur Flucht. Er wurde von einem Landwirt für ein paar Tage versteckt, lieh sich ein Fahrrad und machte sich auf den Weg zurück nach Hilversum. Er erreichte die Stadt im April 1945. Dort versteckte er sich bis zur Befreiung der Niederlande am 5. Mai 1945 durch englisch-amerikanische Truppen. | 1973 |
| Walle Nauta                           | 8. Juni 1916  | 24. März 1994 | Er und seine Frau Ellie versteckten in ihrer Wohnung ein jüdisches Mädchen. | 2008 |
| Willemijn Posthumus-van der Goot      | 2. Mai 1897   | 16. Jan. 1989 | Willemijn Posthumus-van der Goot und ihr Mann nahmen das jüdische Mädchen Bertha Eveline (Bep) Koster bei sich auf, die dadurch die nationalsozialistische Besatzungszeit überlebte. | 2008 |
| Tante Truus                           | 21. Apr. 1896 | 30. Aug. 1978 | In den 1930er Jahren begann Geertruida Wijsmuller (Tante Truus) für das Niederländische Komitee für jüdische Belange (Comité voor Bijzondere Joodse Belangen) zu arbeiten und beschäftigte sich zunächst mit Lebensmittel- und Medikamententransporten in verschiedene notleidende Gebiete Europas. Sie arbeitete zusammen mit der Berlinerin Recha Freier zur Rettung jüdischer Kinder. Nachdem sich die Situation der von den Nationalsozialisten Verfolgten in Deutschland immer mehr zuspitzte, reiste Geertruida Wijsmuller ab November 1938 mehrfach nach Wien und ließ nicht locker, bis sie von Adolf Eichmann empfangen wurde, der zu dieser Zeit die „Zentralstelle für jüdische Auswanderung“ leitete und von dem sie schließlich Anfang Dezember die Zusage erhielt, dass innerhalb von fünf Tagen 600 Kinder nach England ausreisen dürften, wenn sie den Transport in dieser Zeitspanne würde organisieren können. Als ihr dies erstaunlicherweise gelang, konnte am 11. Dezember 1938 der erste Kindertransport über die Niederlande nach Großbritannien stattfinden. Mit weiteren Transporten gelangten schließlich mehr als 10.000 Kinder aus Deutschland, Österreich und der Tschechoslowakei nach England, bis die Aktion am 1. September 1939 – dem Beginn des Zweiten Weltkriegs – ihr Ende fand. Dann hatte sie schon 74 Transporte organisiert. Aber auch während des Krieges fuhr sie fort, Juden und anderen Verfolgten zu helfen. Sie unternahm Reisen nach Skandinavien, Belgien und Frankreich, organisierte Ausreisen, schützte Verfolgte und betätigte sich an Hilfsaktionen. | 1974 |
| Bep Voskuijl                          | 5. Juli 1919  | 6. Mai 1983   | Bep Voskuijl gehörte zu den Helfern der Familien Frank und van Pels sowie Fritz Pfeffers, als diese sich durch „Untertauchen“ vor den Besatzern der Niederlande zu retten versuchten, indem sie sich im heutigen Anne-Frank-Haus versteckten. | 1971 |
| Gisèle van Waterschoot van der Gracht | 11. Sep. 1912 | 28. Mai 2013  | Gisèle van Waterschoot van der Gracht war die Tochter des niederländischen Geologen und Juristen Willem van Waterschoot van der Gracht und der Österreicherin Josephine Freiin von Hammer-Purgstall (1881–1955). Mit ihrer Familie wechselte Gisèle van Waterschoot van der Gracht 1940 nach Bergen. Hier lernte sie 1941 im Haus des Dichters und Schriftstellers Adriaan Roland Holst die beiden deutschen Immigranten Wolfgang Cordan und Wolfgang Frommel kennen. Im selben Jahr konnte sie in Amsterdam an der Herengracht 401 eine Wohnung beziehen. Ein Jahr später zogen Frommel und Friedrich W. Buri in diese Wohnung ein. Gemeinsam versteckten sie eine Gruppe meist jüdischer Jugendlicher deutscher und niederländischer Nationalität. Der Beitrag Gisèle van Waterschoot van der Gracht zum Überleben der versteckten Menschen während der deutschen Besatzungs- und Verfolgungszeit war aktiv und essentiell. 1942 kam es zu ihrer Bekanntschaft mit Max Beckmann, zu dem sie auch nach dessen Emigration in die USA den Kontakt aufrechterhalten konnte. | 1998 |
| Joop Westerweel                       | 25. Jan. 1899 | 11. Aug. 1944 | Nach seiner Rückkehr in die Niederlande wurde Joop Westerweel Lehrer in Bilthoven und begann bald darauf, sich um die Aufnahme und Ausbildung geflohener jüdischer Kinder aus Polen und Deutschland zu kümmern. 1942 gründete er die Gruppe Westerweel und wurde einer der führenden Köpfe des Niederländischen Widerstands. Die Gruppe war schon dadurch ungewöhnlich, dass sie aus Juden und Nichtjuden bestand, die zusammenarbeiteten, um jüdische Leben zu retten, in dem sie Verstecke im Untergrund sowie Ausweispapiere und Fluchtwege organisierte. Insgesamt unterstützte die Gruppe Westerweel circa 300 bis 400 jüdische Kinder und Jugendliche und rettete einen Großteil von ihnen. Westerweel selbst wurde bei dem Versuch, zwei Jungen über die Niederländische Grenze nach Belgien zu schmuggeln, am 10. März 1944 verhaftet. Er wurde zum Konzentrationslager Vught gebracht und gefoltert, verriet aber keinerlei Informationen über seine Mitstreiter. Am 11. August 1944 wurde er hingerichtet. | 1964 |
| Jan Zwartendijk                       | 29. Juli 1896 | 14. Sep. 1976 | Er hatte als holländischer Vizekonsul in Kaunas, Litauen 2400 Juden Visa nach Curaçao und Niederländisch-Guayana erteilt, wodurch sie ein Transvisum in das japanisch besetzte Shanghai vom japanischen Diplomaten in Litauen, Chiune Sugihara, erhalten konnten. | 1997 |

## Nordmazedonien
10 Mazedonier wurden mit dem Titel „Gerechter unter den Völkern“ ausgezeichnet.
Siehe Hauptartikel: Liste der Gerechten unter den Völkern aus Nordmazedonien
Darunter:
| Name                  | Geboren       | Gestorben     | Grund der Ehrung | Jahr |
| --------------------- | ------------- | ------------- | --- | ---- |
| Smiljan Franjo Čekada | 29. Aug. 1902 | 18. Jan. 1976 | Smiljan Franjo Čekada wurde am 18. August 1940 zum Bischof von Skopje in Mazedonien ernannt. Während der Besatzungszeit durch die Nationalsozialisten setzte er sich für die mazedonischen Juden ein. Seine Bemühungen wenigstens die konvertierten katholischen Juden vor der Deportation ins KZ Auschwitz zu retten, waren wenig erfolgreich; einige Kinder konnte er jedoch in Klöstern retten. | 2011 |

## Norwegen
68 Norweger wurden mit dem Titel „Gerechter unter den Völkern“ ausgezeichnet.
Siehe Hauptartikel: Liste der Gerechten unter den Völkern aus Norwegen
Darunter:
| Name     | Geboren | Gestorben | Grund der Ehrung | Jahr |
| -------- | ------- | --------- | --- | ---- |
| Per Roth | 1914    |           | Ein norwegischer politischer Gefangener im Konzentrationslager Sachsenhausen in Deutschland namens Per Roth, geboren 1914 in Stavanger, arbeitete als Krankenpfleger im Lagerkrankenhaus und rettete das Leben von 11 jungen Juden. Sie waren am 24. Juni 1943 aus Auschwitz gebracht worden, um als Versuchskaninchen für das medizinische Personal unter der Leitung von Dr. Dohmen zu dienen. | 1994 |

## Österreich
115 Österreicher wurden mit dem Titel „Gerechter unter den Völkern“ ausgezeichnet.
Siehe Hauptartikel: Liste der Gerechten unter den Völkern aus Österreich
Einige der Geehrten:
| Name           | Geboren       | Gestorben     | Grund der Ehrung | Jahr |
| -------------- | ------------- | ------------- | --- | ---- |
| Wanda Bottesi  | 26. Sep. 1923 | 2. Nov. 2008  | Wanda Bottesi versteckte im Sommer 1944 die beiden von der Verschickung in ein KZ bedrohten Jüdinnen Lorraine Justman-Visnicki und Mirjam Fuchs in ihrer Wohnung in Innsbruck, während ihr Bekannter Anton Dietz gefälschte Papiere besorgte. | 1980 |
| Karl B. Gröger | 1918          | 1. Juli 1943  | Gemeinsam mit Coos Hartogh, Leendert Barentsen, Cornelius Roos u. a. gab Karl Gröger in den Niederlanden eine Zeitschrift heraus, die bewaffneten Widerstand gegen die Besatzung propagierte. Gemeinsam mit einer Widerstandsgruppe um Gerrit van der Veen verübte er am 27. März 1943 einen Anschlag auf das Einwohnermeldeamt von Amsterdam, bei dem Papiere vernichtet wurden, die für die Organisation von Deportationen der jüdischen Bevölkerung nötig waren. Gröger wurde dafür drei Monate später hingerichtet. | 1986 |
| Irene Harand   | 7. Sep. 1900  | 2. Feb. 1975  | Irene Harand war Mitbegründerin der „Weltbewegung gegen Rassenhass und Menschennot“, die unter dem Namen „Harand-Bewegung“ bekannt wurde. Sie verhalf nach ihrer Flucht in die USA österreichischen Juden zu Visa für die USA, wodurch mehr als 100 Menschen vor der nationalsozialistischen Verfolgung fliehen konnten. | 1967 |
| Ella Lingens   | 18. Nov. 1908 | 30. Dez. 2002 | Ella Lingens versteckte während der Reichspogromnacht zehn Juden in ihrem Zimmer in Wien; ab 1941 unterstützte sie gemeinsam mit ihrem Mann Kurt wiederholt jüdische Bekannte, bspw. indem sie ihnen bei der Flucht half. Sie versteckte eine junge Jüdin 1941/42 mehrere Monate lang in ihrer Wohnung, versorgte sie mit Nahrung und ermöglichte ihr mit Hilfe der Identität ihrer Haushälterin Arztbesuche und eine notwendige Operation. Nach Denunziation durch einen Bekannten, der vorgab, bei der Flucht zweier jüdischer Ehepaare helfen zu wollen, wurde Ella Lingens gemeinsam mit dem befreundeten Karl Motesiczky im Herbst 1942 nach Auschwitz deportiert. Dort wurde sie als Ärztin eingesetzt und bewahrte in dieser Funktion einige jüdische Häftlinge vor der Ermordung in den Gaskammern. Nach einem Todesmarsch von Auschwitz nach Dachau erlebte Ella Lingens dort das Kriegsende. | 1980 |

## Peru
Drei Peruaner wurde mit dem Titel „Gerechter unter den Völkern“ ausgezeichnet.
| Name                    | Geboren       | Gestorben     | Grund der Ehrung | Jahr |
| ----------------------- | ------------- | ------------- | --- | ---- |
| Jose Maria Barreto      |               | 12. Aug. 1948 | Jose Maria Barreto, Perus Generalkonsul in Genf, war bereit, entgegen den Anweisungen seines Heimatlandes, peruanische Pässe für Juden unter deutscher Besatzung auszustellen und wurde daraufhin gekündigt. Der Versuch, Juden vor dem Tod zu retten, beendete Barretos diplomatische Karriere. | 2014 |
| Jose Gambetta           |               |               | Der Diplomat Jose Gambetta stellte Juden falsche Reisedokumente aus. | 2021 |
| Isabel Weill (Zuzunaga) | 10. Apr. 1895 | 20. Mai 1984  | Versteckte und rettete Jack Szarfscher. | 2016 |

## Polen
7.232 Polen wurden mit dem Titel „Gerechter unter den Völkern“ ausgezeichnet.
Siehe Hauptartikel: Liste der Gerechten unter den Völkern aus Polen
Einige der Geehrten:
| Name                   | Geboren       | Gestorben     | Grund der Ehrung | Jahr |
| ---------------------- | ------------- | ------------- | --- | ---- |
| Jan Żabiński           | 8. Apr. 1897  | 26. Juli 1974 | Zoodirektor Warschaus, der zusammen mit seiner Frau Antonina Żabiński hunderten Juden aus dem Warschauer Ghetto Unterschlupf in ihrer Villa und ihrem Zoo gab. Beteiligte sich zudem 1944 am Warschauer Aufstand. | 1965 |
| Antonina Żabiński      | 18. Juli 1908 | 19. März 1971 | Schriftstellerin und Frau des ehemaligen Zoodirektors von Warschau Jan Żabiński, mit dem sie zusammen hunderten Juden aus dem Warschauer Ghetto Unterschlupf in ihrer Villa und ihrem Zoo gab. | 1965 |
| Gertruda Bablinska     | 1902          | 1995          | Das katholische Kindermädchen rettete dem verwaisten jüdischen Jungen Michael Stolowicki das Leben, indem sie ihn wie einen eigenen Sohn aufzog. Nach Ende des Zweiten Weltkriegs ging sie mit ihm nach Israel. | 1963 |
| Władysław Bartoszewski | 19. Feb. 1922 | 24. Apr. 2015 | War als Mitglied des Rats für die Unterstützung der Juden (Żegota) an der Rettung zehntausender polnischer Juden beteiligt. Beteiligte sich zudem 1944 am Warschauer Aufstand. | 1965 |
| Jerzy Bielecki         | 21. März 1921 | 20. Okt. 2011 | Jerzy Bielecki wurde 1940 beim Versuch nach Ungarn zu fliehen, von der Gestapo verhaftet und am 14. Juni 1940 in das Konzentrationslager Auschwitz deportiert. Dort gehörte er zu den ersten Häftlingen und erhielt die Häftlingsnummer 243 eintätowiert. Im Juli 1944 gelang ihm die Flucht aus dem Lager in einer SS-Uniform und mit einem Passierschein, zusammen mit einer jüdischen Freundin, Cyla Cybulska, die er im Lager kennengelernt hatte. Es gelang ihm auf diesem Weg sich und Cyla Cybulska das Leben zu retten. | 1985 |
| Jan Dobraczyński       | 20. Apr. 1910 | 5. März 1994  | Mitglied der Katholischen Nationalen Partei und Oberhaupt der Organisation für verlassene Kinder in Warschau, half Żegota, jüdische Kinder in katholischen Klöstern unterzubringen und so zu retten. | 1993 |
| Mieczysław Fogg        | 30. Mai 1901  | 3. Sep. 1990  | Zu Beginn des Zweiten Weltkriegs trat Mieczyslaw Fogg vor der polnischen Armee, die gegen Hitler-Deutschland kämpfte, sowie (solange es noch in Betrieb war) im polnischen Radio auf. Während der Okkupationszeit versuchte er anfangs, in Revuen und Cafés zu singen, doch stellte er diese Versuche ein, nachdem ihm klar geworden war, dass er unter Beobachtung der Gestapo stand. Anschließend arbeitete er als Kellner und schloss sich der Heimatarmee an. Im Warschauer Aufstand 1944 kämpfte er nicht nur mit der Waffe in der Hand gegen die Deutschen, sondern gab auch eine Vielzahl von Konzerten in den Stellungen, Krankenhäusern und auf den Barrikaden der umkämpften Hauptstadt. In den Kämpfen wurde er mehrfach verwundet. Fogg rettete mehreren befreundeten Juden während der Besatzungszeit das Leben, indem er ihnen in seiner Wohnung Unterschlupf bot und gefälschte Reisepapiere besorgte. | 1989 |
| Jan Karski             | 24. Apr. 1914 | 13. Juli 2000 | Den Tarnnamen Jan Karski legte sich der junge Diplomat Jan Kozielewski 1942 zu, als er für die polnische Untergrundarmee Armia Krajowa (AK) zu seiner letzten und gefährlichsten Mission aufbrach. Zwischen 1942 und 1943 informierte er die polnische Exilregierung in London sowie die britische und US-amerikanische Regierung von der tragischen Situation in Polen und über die systematische Ermordung der Juden. Karski berichtete als Augenzeuge, weil er in einer Uniform der ukrainischen Miliz in das Sammellager Izbica eingeschleust wurde, von dem aus vollgeladene Güterzüge in ein nahegelegenes Vernichtungslager Belzec abfuhren. Durch einen Tunnel des jüdischen Widerstands gelangte Karski in das Warschauer Ghetto. Dort sah er die ausgehungerten Kinder und die sterbende jüdische Bevölkerung auf den Straßen. Einer, der ihn aus dem Ghetto eskortierte, war der jüdische Widerstandskämpfer Leon Feiner. Im Juli 1943 traf sich Karski persönlich mit US-Präsident Franklin D. Roosevelt und berichtete ihm über die Situation in Polen und darüber, was er gesehen hatte. | 1982 |
| Zofia Kossak-Szczucka  | 10. Aug. 1889 | 9. Apr. 1968  | Den Anfang und die ersten Jahre des Zweiten Weltkriegs erlebte sie in Warschau, wo sie konspirativ und karitativ aktiv war. Sie stand an der Spitze der katholischen Untergrundorganisation Front Odrodzenia Polski (Front für die Wiedergeburt Polens) und in dieser Funktion publizierte sie im August 1942 einen Protest gegen den Holocaust, der überwiegend auf Informationen von Jan Karski beruhte. Der Protest wurde in den Mikrofilm aufgenommen, der vom Büro für Information und Propaganda der Heimatarmee (BIP) zusammengestellt worden war, um die Engländer über die Lage der Juden zu informieren. Sie war Initiatorin der Żegota, einer Organisation, die ca. 75.000 Juden vor der Vernichtung bewahrte. Führender Aktivist in Kossaks „Konrad-Żegota-Komitee“ war der spätere polnische Außenminister Władysław Bartoszewski, der ihr 1942 von Jan Karski vorgestellt worden war. Sie unterhielt Kontakte zur geheimen militant katholischen Organisation Unia und schrieb für die Untergrundzeitung Polska żyje (Polen lebt). 1943 wurde sie verhaftet und in das KZ Auschwitz-Birkenau deportiert, anschließend wurde sie im Warschauer Frauengefängnis „Serbia“ interniert. 1944 wurde sie freigelassen und nahm am Warschauer Aufstand teil. | 1982 |
| Jerzy Lerski           | 1917          | 1992          | Jerzy Lerski, Student an der Universität Lemberg, galt schon vor dem Krieg als entschiedener Gegner der Diskriminierung jüdischer Studenten an polnischen Universitäten. Lerski organisierte die Polska Młodzież Społeczno-Demokratyczna (polnische sozialdemokratische Jugend), eine Bewegung, die gegen Nationalismus und Antisemitismus kämpfte. Obwohl er 1938 von antisemitischen Studenten geschlagen wurde, setzte Lerski seine Aktivitäten fort. Lerski verbrachte die deutsche Besetzung Polens in England, wo er in der Polnischen Sozialistischen Partei (PPS) aktiv war. Zu gegebener Zeit wurde Lerski als Abgesandter der polnischen Exilregierung nach Polen entsandt. Er wurde mit dem Fallschirm nach Polen gebracht und erreichte Warschau, ausgestattet mit einer großen Summe von Dollars für die Jewish Fighting Organization (ŻOB). Das Geld wurde an Adolf Berman („Borowski“) übergeben, der Lerski den jüdischen Untergrundführern in Warschau und Krakau vorstellte. Während seines Aufenthalts in Warschau nahm Lerski an gefährlichen Missionen teil, um Juden aus Gefängnis- und Konzentrationslagern zu schmuggeln. Nach seiner Rückkehr nach London übergab er einen Bericht an den Führer der polnischen Exilregierung und an den jüdischen Vertreter Dr. Schwarzbart. Lerski nahm auch Mikrofilme der jüdischen Untergrundpresse in Warschau mit nach London. Lerski sah seine Untergrundtätigkeit als seinen Beitrag zum Krieg gegen einen gemeinsamen Feind und als Verpflichtung gegenüber den jüdischen Bürgern Polens. | 1985 |
| Wanda Makuch-Korulska  | 12. Okt. 1919 | 1. Apr. 2007  | Makuch-Korulska machte 1938 ihr Abitur und begann ein Studium der Medizin an der medizinischen Fakultät der Universität Warschau. Während des Zweiten Weltkrieges war sie Instrukteurin von Militär-Vorbereitungskursen für Frauen für den Untergrundkampf. Während der deutschen Besetzung Polens arbeitete sie mit der Polnischen Heimatarmee (polnisch: Armia Krajowa, AK) zusammen, mit deren Verdienstorden sie in London ausgezeichnet wurde, und nahm auch am Warschauer Aufstand teil. Makuch-Korulska riskierte ihr Leben, indem sie das Warschauer Ghetto betrat, um Halina Walfisz, ihrer langjährigen Freundin, zu helfen. Makuch-Korulska konnte Walfisz bei der Flucht aus dem Ghetto helfen, indem sie für sie arische Papiere beschaffte. Sie fand eine Unterkunft bei Chaya Gutkowska, einer jüdischen Flüchtigen, die durch Makuchs Kontakte Hilfe aus dem polnischen Untergrund erhielt. Mit ihren falschen Angaben begann Walfisz in einer Fabrik zu arbeiten, in der Hausschuhe hergestellt wurden. Die Gestapo verhaftete sie jedoch und im Juli 1943 wurde sie in das Konzentrationslager Bergen-Belsen gebracht. Nach der Evakuierung des Lagers und ihrer Befreiung in der Nähe von Magdeburg kehrte Walfisz 1945 nach Warschau zurück und blieb mit Makuch eng befreundet. | 1994 |
| Albin Małysiak         | 12. Juni 1917 | 16. Juli 2011 | Albin Małysiak trat am 12. April 1936 der Ordensgemeinschaft der Lazaristen bei und erhielt seine Ausbildung in Polen und Litauen. Nach Abschluss seines Studiums am Instytut Teologiczny Księży Misjonarzy in Krakau legte er am 12. April 1936 Profess ab. Während des Zweiten Weltkriegs war er im Institut und der Provinzialverwaltung tätig. Wegen der deutschen Besatzung empfing er erst am 1. Mai 1941 die Priesterweihe durch den Krakauer Weihbischof Stanisław Rospond und war in der Seelsorge unter anderem in Krakau tätig. 1943/44 gab er zusammen mit Schwester Bronisława Wilemska DC, Oberin des Helclów-Hauses, jüdischen Mitbürgern Asyl und besorgte diesen gefälschte Ausweise und Geburtsurkunden. | 1993 |
| Czesław Miłosz         | 30. Juni 1911 | 14. Aug. 2004 | Czesław Miłosz, der bekannte polnische Dichter und Autor des berühmten Gedichts Campo dei Fiori über den Aufstand im Warschauer Ghetto und spätere Nobelpreisträger für Literatur, war schon vor dem Krieg für seine liberalen Ansichten bekannt. Während der Besatzung lebte Miłosz in Warschau, wo er in den Reihen der sozialistischen Untergrundorganisation Wolnosc (Freiheit) tätig war. Im Rahmen seiner Aktivitäten innerhalb und außerhalb der Organisation erweiterte er seine Hilfe auf Juden, die sich in der Stadt versteckten. Zur gleichen Zeit organisierte sich sein Bruder Andrzej Miłosz, der in Wilna lebte, auch im polnischen Untergrund. Im Jahr 1943 schmuggelte sein Bruder Andrzej Seweryn Tross und seine Frau, versteckt in einem Lastwagen, nach Warschau. Als sie in Warschau ankamen, empfing Czesław Herrn und Frau Tross, fand einen Platz für sie, um sie zu verstecken und finanziell zu unterstützen. Czesław half auch Felicia Wołkominska, ihrer Schwester und ihrer Schwägerin, jüdischen Flüchtlingen, die am Vorabend des Aufstands im Warschauer Ghetto aus Warschau geflohen waren. Das Ehepaar Tross wurde im Sommer 1944 im Warschauer Aufstand getötet, Wolkominska überlebte jedoch und wanderte 1957 nach Israel aus. | 1989 |
| Igor Newerly           | 24. März 1903 | 19. Okt. 1987 | Nach Beginn des Zweiten Weltkrieges ging Newerly in den Untergrund. Er war an der Suche nach Verstecken für Juden beteiligt, die aus dem Ghetto geflohen waren, und sein Haus stand seinen jüdischen Freunden immer offen, um als vorübergehender Unterschlupf zu dienen, bis ein sicherer Ort gefunden werden konnte. Er half unter anderem seinen Kollegen aus Mały Przegląd, Kuba Herzstein und Lejzor Czarnobroda. Newerly wurde 1943 von der Gestapo verhaftet und verbrachte die Zeit bis Kriegsende in den Konzentrationslagern Majdanek, Auschwitz, Oranienburg und Bergen-Belsen. | 1982 |
| Irene Gut Opdyke       | 5. Mai 1922   | 17. Mai 2003  | Musste 1942 mit ansehen, wie ein deutscher Soldat ein Baby in die Luft warf und es erschoss. Beschloss daraufhin, Menschen jüdischer Abstammung zu helfen, versteckte zwölf von ihnen und rettete ihnen dadurch das Leben. | 1982 |
| Tadeusz Pankiewicz     | 21. Nov. 1908 | 5. Nov. 1993  | Als nach der deutschen Besetzung Polens in Krakau ein „jüdisches Wohnviertel“ eingerichtet wurde, fand sich die Apotheke von Tadeusz Pankiewicz im abgezäunten Bereich des Krakauer Ghettos wieder. Da Pankiewicz sich erfolgreich, unter anderem mit Schmiergeld, gegen eine Verlegung der Apotheke wehrte, überstand die Apotheke die zweieinhalb Jahre des Ghettos von 1941 bis 1943. Trotz der Gefahr für sein eigenes Leben nutzte Pankiewicz seine Apotheke, um sich aktiv für die Hilfe und Rettung der Juden einzusetzen. Während einer der Aktionen, die die Deutschen im Ghetto durchführten, versteckte Pankiewicz Dr. Abraham Mirowski in seiner Apotheke sowie Irena Cinowicz (geb. Halpern), die seit 1942 im Ghetto gefangen war. Die Apotheke überstand auch die weiteren Kriegsjahre und wurde 1951 in der Volksrepublik Polen verstaatlicht. In den 1980er Jahren wurde ein kleines Museum eingerichtet. | 1983 |
| Stefania Podgórska     | 2. Juni 1921  | 29. Sep. 2018 | Nachdem ihr Vater 1938 nach schwerer Krankheit gestorben war, begann Stefania Podgórska 1939 in Przemyśl in der Tuchwaren-Handlung der jüdischen Familie Diamant zu arbeiten. Während der deutschen Besetzung Polens 1939–1945 versteckte sie auf dem Dachboden des Hauses, in dem sich das Geschäft befand, 13 Juden – alle erlebten die Befreiung. 1961 emigrierte sie in die Vereinigten Staaten, wo sie Josef Diamant heiratete, einen der von ihr Geretteten. | 1979 |
| Franciszek Raszeja     | 2. Apr. 1896  | 21. Juli 1942 | Nach Beendigung der Kriegshandlungen war Franciszek Raszeja seit Dezember 1939 als Arzt in Warschau tätig und unterrichtete im Untergrund Studenten der Geheimen Warschauer Universität. Er nahm Verbindung mit Professor Ludwik Hirszfeld auf, der sich im Warschauer Ghetto aufhielt, und organisierte einen Blutspendedienst für die jüdische Bevölkerung. Am 21. Juli 1942 begab sich Raszeja trotz der drohenden Gefahren ins Ghetto, um einen Patienten zu behandeln. Er wurde in der Wohnung des Patienten mit dem Patienten, dessen Familie, zwei jüdischen Ärzten und einer Krankenschwester von Angehörigen der SS erschossen. | 2000 |
| Cecylia Roszak         | 25. März 1908 | 16. Nov. 2018 | Ordensschwester. Zusammen mit anderen Dominikanerinnen gab Cecylia Roszak einer Gruppe von Juden, darunter Abba Kovner, Unterschlupf in ihrem Kloster in Wilna. | 1984 |
| Irena Sendler          | 15. Feb. 1910 | 12. Mai 2008  | Schon vor dem Krieg arbeitete Irena Sendler in verschiedenen Abteilungen des Sozialamts Warschau. Nach der Besetzung Warschaus im September 1939 setzte sie ihre Arbeit fort und benutzte diese, um Juden zu helfen. Zusammen mit ihren Kollegen vom Sozialamt fälschte sie hunderte Dokumente, indem sie anstelle der Namen von Sozialhilfe erhaltenden Juden polnische Namen eintrugen. Als das Warschauer Ghetto am 16. November 1940 zum Sperrgebiet erklärt wurde, besorgte Sendler für sich und ihre Helferinnen Dienstausweise der Sanitärkolonne, zu deren Aufgabe die Bekämpfung ansteckender Krankheiten gehörte. Das ermöglichte ihr zusammen mit Helfern, ca. 2500 jüdische Kinder aus dem Ghetto zu schmuggeln, um sie in polnischen Familien, Klöstern und Waisenhäusern unterzubringen. Über Kontakte innerhalb des Wohlfahrtsministeriums erhielten die Kinder falsche Papiere. Auch katholische Pfarrämter halfen: Sie besorgten falsche Geburtsurkunden. Ab Oktober 1942 verstärkten die Deutschen ihre Kontrolle, so dass weitere Hilfe über das Sozialamt unmöglich wurde. Ab Dezember 1942 arbeitete Sendler mit der Untergrundorganisation Żegota zusammen und übernahm dort die Leitung des Kinderreferats. So konnte sie ihre Schützlinge weiter finanziell unterstützen. Am 20. Oktober 1943 wurde Irena Sendler von der Gestapo verhaftet und zum Tode verurteilt. Unter Folter sollte sie die Namen und Verstecke der geretteten Kinder preisgeben, doch laut Anna Mieszkowskasie verriet sie nichts. Die Żegota konnte Irena Sendler durch Zahlung von Bestechungsgeldern nach 3 Monaten freikaufen. Ein SS-Mann schlug sie auf dem Weg zu ihrer Hinrichtung nieder und ließ sie am Straßenrand liegen. Von ihrer offiziell vollzogenen Hinrichtung las sie in den Bekanntmachungen der Besatzer. Irena Sendler änderte daraufhin ihre Identität und lebte unter falschem Namen bis zum Ende des Krieges im Untergrund. Um eine spätere Zusammenführung der Kinder mit ihren Eltern zu ermöglichen, hatte Irena Sendler Namenslisten mit ihren verschlüsselten Adressen geführt und in Einmachgläsern unter einem Apfelbaum in einem Garten versteckt. | 1965 |
| Henryk Sławik          | 1894          | 23. Aug. 1944 | Henryk Slawik war ein polnischer Politiker, Diplomat und Sozialarbeiter, der während des Zweiten Weltkriegs durch Ausstellen falscher polnischer Pässe 5000 ungarische und polnische Juden aus Budapest vor dem Holocaust bewahrte. | 1990 |
| Rudolf Weigl           | 2. Sep. 1883  | 11. Aug. 1957 | Nach dem Kriegsausbruch 1939 kehrte Rudolf Weigl von einem Forschungsaufenthalt in Abessinien nach Polen zurück. Nach dem Einmarsch der Sowjettruppen im September 1939 setzte er die Tätigkeit des Instituts im nun sowjetisch besetzten Lemberg weiter fort. Das Gebäude des benachbarten Mädchengymnasiums wurde an das Institut angeschlossen. Die Produktion von Fleckfieber-Impfstoffen wurde massiv gesteigert. Nach dem deutschen Einmarsch in der Stadt am 30. Juni 1941 ließen die neuen Besatzer insgesamt 25 Professoren der Universität erschießen, darunter den früheren polnischen Ministerpräsidenten und Mathematiker Kazimierz Bartel. Weigl erklärte sich angesichts der zunehmenden Gefahr für sein eigenes Leben bereit, unter den Deutschen weiter zu arbeiten, weigerte sich jedoch, die Deutsche Volksliste zu unterzeichnen. In den folgenden vier Jahren leitete er das Institut für Fleckfieber und Virusforschung in Lemberg, einem Ableger des Instituts für Fleckfieber – und Virusforschung des Oberkommando des Heeres in Krakau unter Hermann Eyer. In diesem Zusammenhang rettete er zahlreichen Menschen (geschätzt wird die Zahl auf mehrere Tausende) das Leben, indem er ihre Arbeit als „kriegswichtig“ bezeichnete. Unter den Angestellten befanden sich auch polnische Hochschulprofessoren, wie Stefan Banach, Bronisław Knaster und Władysław Orlicz. Die Angestellten fütterten infizierte Läuse mit ihrem Blut, aus den Därmen der Insekten wurde das Serum gewonnen. Unter den so Geretteten befanden sich auch Juden, etwa sein Naturwissenschaftlerkollege und Soziologe Ludwik Fleck. | 2003 |
| Henryk Woliński        | 1901          | 12. März 1986 | Er musste 1942 mit ansehen, wie ein deutscher Soldat ein Baby in die Luft warf und es erschoss. Er beschloss daraufhin, Menschen jüdischer Abstammung zu helfen, versteckte zwölf von ihnen und rettete ihnen dadurch das Leben. | 1974 |
| Antonina Wyrzykowska   | 2. Aug. 1916  | 29. Nov. 2011 | Im Sommer 1941 haben die deutschen Behörden in Łomża ein Ghetto eingerichtet und dort die Juden aus der Umgebung eingesperrt. Antonina Wyrzykowska und ihr Mann versuchten trotz der Lebensgefahr, den Juden zu helfen und versorgten sie mit Lebensmitteln. Das Łomżaer Ghetto wurde am 1. November 1942 liquidiert und die Insassen in Vernichtungslager deportiert. Im November 1942 errichteten die Wyrzykowskis unter dem Schweine- und Hühnerstall zwei geheime Räume und versteckten dort sieben Juden: Moses Olszewicz, Berek Olszewicz, Schmul Wasserstein, Elke, die Braut des Moses Olszewicz, Israel Grądowski, Jankel Kubrzański und Lea Sosnowska. Einige von ihnen haben vorher die Massaker von Jedwabne überlebt. Die deutschen Gendarmen haben das Bauerngut mit Spürhunden durchsucht, jedoch die versteckten Räume nicht entdeckt. Die Juden blieben dort bis zum Einmarsch der Roten Armee im Januar 1945. Sechs von sieben Juden haben das Gehöft bald verlassen, nur Schmul Wasserstein blieb weiter bei der Familie Wyrzykowski. Zwei Monate später wurde Antonina Wyrzykowska in der Nacht vom 13. zum 14. März 1945 von sechs Nachbarn überfallen und verprügelt. Die Banditen wollten den geretteten Juden Wasserstein töten, konnten ihn aber nicht finden, haben nur das Gehöft beraubt. Am nächsten Tag flohen die Wyrzykowskis mit ihren zwei Kindern nach Łomża, wo sie bei den geretteten Juden Unterkunft fanden. | 1976 |

## Portugal
Drei Portugiesen wurden mit dem Titel „Gerechter unter den Völkern“ ausgezeichnet.
| Name                      | Geboren       | Gestorben    | Grund der Ehrung | Jahr |
| ------------------------- | ------------- | ------------ | --- | ---- |
| Carlos Sampaio Garrido    | 5. Apr. 1883  |              | Als portugiesischer Botschafter in Budapest versteckte er 12 Juden in einem von der Botschaft angemieteten Haus. Nach seiner Abberufung 1944 organisierte er in Abstimmung mit seinem Nachfolger Alberto Carlos de Liz-Teixeira Branquinho von Bern aus über 1000 Dokumente, darunter 700 provisorische portugiesische Pässe, für ungarische Juden. | 2010 |
| Aristides de Sousa Mendes | 19. Juli 1885 | 3. Apr. 1954 | Als Generalkonsul in Bordeaux verteilte er – entgegen den Vorschriften der portugiesischen Regierung – etwa 30.000 Visa an verfolgte Personen, darunter schätzungsweise 10.000 Juden, denen er so die Durchreise durch Spanien nach Portugal ermöglichte.                                                                                           | 1966 |
| Joaquim Carreira          | 8. Sept. 1908 | 1. Jan. 1981 | Als Italien im September 1943 von den Deutschen besetzt wurde, bot Joaquim Carreira einer Reihe von durch die Nationalsozialisten verfolgten Personen Schutz, darunter drei Mitglieder der jüdischen Familie Cittone: Elio, sein Vater Roberto und sein Onkel Isacco.                                                                               | 2014 |

## Rumänien
69 Rumänen wurden mit dem Titel „Gerechter unter den Völkern“ ausgezeichnet.
Siehe Hauptartikel: Liste der Gerechten unter den Völkern aus Rumänien
Darunter:
| Name            | Geboren       | Gestorben    | Grund der Ehrung | Jahr |
| --------------- | ------------- | ------------ | --- | ---- |
| Traian Popovici | 17. Okt. 1892 | 4. Juni 1946 | Traian Popovici wurde in Udeştii (Bezirk Suczawa) als Sohn eines Priesters der orthodoxen Kirche geboren. Nach dem Gymnasium begann er ein Jurastudium, welches er 1914 für den freiwilligen Kriegsdienst in der rumänischen Armee unterbrach und 1919 mit der Dissertation abschloss. Danach arbeitete er als Anwalt in Czernowitz. Im Juni 1940 flüchtete er vor dem Einmarsch der Roten Armee nach Bukarest, wo er in der Betreuung rumänischer Flüchtlinge mitwirkte. Nach der Rückeroberung der Nordbukowina durch die rumänische Armee wurde er Anfang August 1941 zum Bürgermeister der Stadt Czernowitz ernannt. Im Oktober 1941 wurden die 50.000 Juden der Stadt auf Anweisung von General Ion Antonescu in ein Ghetto verbracht. Als ihnen wenig später die Deportation in das rumänische Besatzungsgebiet Transnistrien drohte, protestierte Popovici, gemeinsam mit dem deutschen Konsul Fritz Schellhorn, beim Gouverneur General Calotesc mit dem Argument der Unabkömmlichkeit aus wirtschaftlichen Gründen gegen diese Anweisung. Antonescu gestattete eine vorläufige Ausnahmeregelung für 20.000 Juden. Die Auswahl traf eine Kommission der rumänischen Armee. Popovici selbst stellte für über 4.000 Juden Aufenthaltsgenehmigungen (autorizaţie) aus. Die meisten der zunächst geretteten Juden wurden im Sommer 1942 dennoch nach Transnistrien deportiert. Popovici wurde im Juni 1942 des Bürgermeisteramtes enthoben. Als Ende 1943 der Rückzug der rumänischen Armee begann, versuchte Popovici erfolglos den Bukowiner Juden die Rückkehr aus Transnistrien zu ermöglichen. Nur wenigen gelang vor dem Sturz von Antonescu am 23. August 1944 die Heimkehr. | 1969 |

## Russland
217 Russen wurden mit dem Titel „Gerechter unter den Völkern“ ausgezeichnet.
Siehe Hauptartikel: Liste der Gerechten unter den Völkern aus Russland
Darunter:
| Name           | Geboren       | Gestorben     | Grund der Ehrung | Jahr |
| -------------- | ------------- | ------------- | --- | ---- |
| Maria Skobzowa | 20. Dez. 1891 | 31. März 1945 | Maria Skobzowa versuchte während der deutschen Besetzung von Paris jüdische Flüchtlinge, denen Taufscheine ausgestellt wurden, vor der Deportation in die Konzentrationslager zu retten. Im Februar 1943 wurde sie deswegen verhaftet und zunächst ins KZ Royallieu, später ins KZ Ravensbrück gebracht. Am Karsamstag, den 31. März 1945, wurde sie nach einer Selektion in die Gaskammer geschickt. | 1985 |

## Schweden
10 Schweden wurden mit dem Titel „Gerechter unter den Völkern“ ausgezeichnet.
Siehe Hauptartikel: Liste der Gerechten unter den Völkern aus Schweden
Darunter:
| Name             | Geboren      | Gestorben | Grund der Ehrung | Jahr |
| ---------------- | ------------ | --------- | --- | ---- |
| Raoul Wallenberg | 4. Aug. 1912 | 1947      | Ging 1944 als schwedischer Gesandtschaftssekretär mit einer Namensliste von 800 Juden mit Bezügen zu Schweden nach Budapest, um diese Menschen vor dem Holocaust zu retten. Dort verteilte er schwedische Schutzpässe in großer Zahl, die ihre Träger als schwedische Staatsbürger auswiesen, die ihre Repatriierung erwarteten. Mit Geld des US-amerikanischen War Refugee Board mietete er für etwa 10 000 noch lebende Juden Budapests 32 Gebäude an, die er für extraterritorial erklärte. Seine Schutzpässe verteilte er unter Einsatz seines Lebens eigenhändig unter Menschen, die bereits im Zug nach Auschwitz saßen. In den letzten Tagen vor dem Einmarsch der Roten Armee verhinderte einer seiner Leute durch Verhandlungen mit dem letzten deutschen General in Budapest den Plan ungarischer Pfeilkreuzler, das Budapester Ghetto mit tausenden Juden in die Luft zu sprengen. | 2006 |

## Schweiz
49 Schweizer wurden mit dem Titel „Gerechter unter den Völkern“ ausgezeichnet.
Siehe Hauptartikel: Liste der Gerechten unter den Völkern aus der Schweiz
Einige der Geehrten:
| Name                 | Geboren       | Gestorben     | Grund der Ehrung | Jahr |
| -------------------- | ------------- | ------------- | --- | ---- |
| August Bohny         | 9. Juli 1919  | 18. Aug. 2016 | Er war Mitbegründer und Leiter der Häuser Abric, Faidoli, Atelier Cévenol und Ferme Ecole in Le Chambon-sur-Lignon, wo er mit Pfarrer André Trocmé und einheimischen Flüchtlingshelfern zahlreiche Kinder vor Razzien und Deportationen retten half. | 1990 |
| Friedel Bohny-Reiter | 20. Mai 1912  | 18. Dez. 2001 | Sie arbeitete mit ihrem Mann August Bohny für das Kinderheim Le Chambon-sur-Lignon, arbeitete mit Emma Ott, Elsa Lüthi-Ruth und Elisabeth Eidenbenz von der Maternité suisse d’Elne zusammen und konnte zahlreiche Internierte vor der Deportation in das KZ Auschwitz-Birkenau retten. | 1990 |
| Friedrich Born       | 10. Juni 1903 | 14. Jan. 1963 | Als Delegierter des Internationalen Komitees vom Roten Kreuz in Budapest richtete er Krankenhäuser, Kinder- und Waisenheime sowie Volksküchen für die ungarischen Juden ein; in diesen Schutzhäusern und durch Borns Einsatz entgingen tausende Juden der Deportation. | 1987 |
| Paul Grüninger       | 27. Okt. 1891 | 22. Feb. 1972 | Durch Vordatierung von Einreisevisa und Fälschung von Dokumenten ermöglichte er als Polizeihauptmann mehr als 3.000 Flüchtlingen die Einreise in die Schweiz. Grüninger wurde dafür 1939 vom Dienst suspendiert und zu einer Geldstrafe verurteilt. Vom Kanton St. Gallen wurde er erst 1993 politisch rehabilitiert.                                                                                           | 1971 |
| Carl Lutz            | 30. März 1895 | 12. Feb. 1975 | Ab Mai 1944 stellte er als Vizekonsul der Botschaft in Budapest für Juden Schutzpässe und Schutzbriefe aus und erreichte bei den zuständigen Besatzungsbehörden, dass die Ausweise respektiert wurden. So rettete er – mit seinen Mitarbeitern und unterstützt von Widerstandskämpfern – rund 62.000 ungarische Juden. Dabei handelte Lutz teilweise gegen die ausdrücklichen Vorgaben der Schweizer Regierung. | 1964 |
| Ernest Prodolliet    | 1905          | 1984          | In seiner Eigenschaft als Leiter der Passabteilung bei der Schweizer Konsularagentur in Bregenz (1.4.1938) erteilte er ca. 300 Durchgangsvisa an österreichische Juden. Er überzeugte die Grenzbeamten, ihnen auch ohne Visum Einlass zu gewähren. | 1982 |

## Serbien
139 Serben wurden mit dem Titel „Gerechter unter den Völkern“ ausgezeichnet.
Siehe Hauptartikel: Liste der Gerechten unter den Völkern aus Serbien
Darunter:
| Name             | Geboren | Gestorben | Grund der Ehrung | Jahr |
| ---------------- | ------- | --------- | --- | ---- |
| Katica Janosevic |         |           | Katica Janošević, eine Serbin, die am Rande des jüdischen Viertels Dorćol in Belgrad lebte, war eine gute Freundin der Familie Arueti. Nach der deutschen Invasion in Jugoslawien im April 1941 wurden verschiedene Familienmitglieder der Familie Arueti ermordet, darunter der Ehemann von Anuška Arueti, Solomon Danon, ihr Vater Avraham, und die Brüder Maks, Josef und Jakov. Durch die engagierten Bemühungen von Katica Janošević überlebte Anuška (später Hana Pardo) den Krieg und wanderte später nach Israel aus. | 1964 |

## Slowakei
638 Slowaken wurden mit dem Titel „Gerechter unter den Völkern“ ausgezeichnet.
Siehe Hauptartikel: Liste der Gerechten unter den Völkern aus der Slowakei
Darunter:
| Name               | Geboren       | Gestorben     | Grund der Ehrung | Jahr |
| ------------------ | ------------- | ------------- | --- | ---- |
| Pavol Peter Gojdič | 17. Juli 1888 | 17. Juli 1960 | Als einziger slowakischer Bischof hatte Pavol Peter Gojdič während des Zweiten Weltkriegs öffentlich gegen den Holocaust protestiert. Darüber hinaus ließ er Hunderte von Juden pro forma taufen, um sie vor dem Völkermord zu retten. | 2007 |

## Slowenien
16 Slowenen wurden mit dem Titel „Gerechter unter den Völkern“ ausgezeichnet.
Siehe Hautartikel: Liste der Gerechten unter den Völkern aus Slowenien
Einige der Geehrten:
| Name             | Geboren      | Gestorben   | Grund der Ehrung | Jahr |
| ---------------- | ------------ | ----------- | --- | ---- |
| Ivan Breskvar    | 3. Apr. 1905 | 7. Mai 1986 | Ivan Breskvar, geboren in Ljubljana, der Hauptstadt Sloweniens, zog 1931 nach Varaždin in Kroatien, wo er eine Familie gründete und drei Kinder hatte. In Varaždin arbeitete Breskvar als Textilingenieur in einer Seidenfabrik. Bald wurde er zum Leiter der Seidenweberei befördert, wo er Milan Blass kennenlernte, einen in Slowenien geborenen Juden, der als Chemieingenieur ein Experte für Seidenfärbung war. Es gelang den beiden zwei jüdische Kinder vor der Deportation zu retten. Ivan Breshvar brachte die Kinder zur Familie Kumrić in Cerje Nebojse, einem etwa 50 km entfernten Dorf. Hier blieben die Kinder bis zum Kriegsende. | 1998 |
| Zora Piculin     |              |             | Zora Pičulin aus Ljubljana, Slowenien, war im Haus der jüdischen Familie Gatenjo aus Skopje als Kindermädchen für deren einzigen Sohn Shaul beschäftigt. 1941, als die Deutschen in Jugoslawien einmarschierten, wurde Mazedonien an Bulgarien angegliedert, und am 11. März 1943 wurden alle Juden dort zusammengetrieben und in ein Durchgangslager in Skopje verbracht, von wo aus sie nach Treblinka geschickt wurden. Zu dieser Zeit erkrankte der zweieinhalbjährige Shaul an einer schweren Ohrenentzündung und seine Mutter erhielt eine Sondergenehmigung, um ihn ins Krankenhaus zu bringen. Pičulin bot an, sich um den Jungen zu kümmern. Mitten in der Nacht brachte Pičulin Shaul aus dem Krankenhaus und versteckte sich mit ihm in einem Kloster in Skopje. Dies war zu einer Zeit, als jeder Jude in der Stadt deportiert wurde und die bulgarischen Faschisten ausgiebig nach Juden suchten, die versuchten zu fliehen. Pičulin verließ das Kloster mit Shaul und sie wanderten durch den Wald, wo sie das Kind mit Beeren und Pilzen fütterte. Auf der Suche nach einem Versteck kamen die beiden schließlich in einem kleinen Kloster in Letnica an. Pičulin bat um Unterkunft für sich und das Kind und bot an, dafür zu kochen und zu putzen. Das Angebot wurde angenommen und trotz der harten Bedingungen, unter denen sie arbeitete und lebte, blieb sie zwei Jahre bei Shaul im Kloster. Nach dem Krieg kehrte Pičulin mit Shaul nach Skopje zurück, wo sie entdeckte, dass alle Juden in Mazedonien ermordet worden waren, einschließlich Shauls Eltern. | 1975 |
| Andreij Tumpej   | 1886         | 1973        | Katholischer Priester, der drei jüdische Mädchen im Ort Banovo Brdo im Kloster versteckte. | 2001 |
| Uroš Žun         | 6. März 1903 | 4. Mai 1977 | Uroš Žun, der Kommissar der jugoslawischen Grenzpolizei in Maribor, gestattete einer Gruppe deutscher jüdischer Jugendlicher den Grenzübertritt nach Jugoslawien. Žun hatte von der Regierung in Belgrad den ausdrücklichen Befehl erhalten, jüdischen Flüchtlingen das Überqueren der Grenze zu untersagen, aber er wusste, dass die Rückkehr der Mädchen nach Deutschland gleichbedeutend mit einer Todesstrafe war. Diese Aktion war zu einer Zeit, in der Jugoslawien ein halbfaschistisches Regime hatte, mutig und außergewöhnlich, und in der Tat trug die Entschlossenheit und Beharrlichkeit von Žun über einen Zeitraum von zwei Wochen dazu bei, die Regierung in Belgrad zu überzeugen. | 1986 |
| Ivan Župančič    |              |             | Im Sommer 1942, mehr als ein Jahr nach der Gründung des Unabhängigen Staates Kroatien und auf dem Höhepunkt der Politik der Verfolgung und Deportation der Juden, Roma und Serben durch die faschistische Ustaša, wurde der neun Jahre alte jüdische Junge Dan Stockhamer in das Haus von Ivan und Ljubica Župančić in der Stadt Banja Luka (heute in Bosnien-Herzegowina) gebracht. Die Familie Župančić kümmerte sich einige Monate um den Jungen und trug so zu seinem Überleben bei. | 2002 |
| Liubica Župančič |              |             | Im Sommer 1942, mehr als ein Jahr nach der Gründung des Unabhängigen Staates Kroatien und auf dem Höhepunkt der Politik der Verfolgung und Deportation der Juden, Roma und Serben durch die faschistische Ustaša, wurde der neun Jahre alte jüdische Junge Dan Stockhamer in das Haus von Ivan und Ljubica Župančić in der Stadt Banja Luka (heute in Bosnien-Herzegowina) gebracht. Die Familie Župančić kümmerte sich einige Monate um den Jungen und trug so zu seinem Überleben bei. | 2002 |

## Spanien
Neun Spanier wurden mit dem Titel „Gerechter unter den Völkern“ ausgezeichnet.
| Name                        | Geboren       | Gestorben     | Grund der Ehrung | Jahr |
| --------------------------- | ------------- | ------------- | --- | ---- |
| Martin Aguirre y Otegui     |               |               | Martín Aguirre y Otegui, ein baskischer Flüchtling, der einen jüdischen Jungen rettete. | 2011 |
| Sebastián Romero Radigales  | 20. Jan. 1882 | 31. Juli 1970 | Sebastian De Romero Radigales war spanischer Konsul in Griechenland als im März 1943 die Deportation der 48.000 in Griechenland lebenden Juden begann. Radigales versuchte – gegen den Willen seiner eigenen Regierung – die Rückführung von 510 in Griechenland lebenden Juden mit spanischer Staatsbürgerschaft nach Spanien zu organisieren. Nachdem 367 dieser jüdischen Landsleute im August 1943 ins Konzentrationslager Bergen-Belsen transportiert worden waren, gelang es ihm für diese die Ausreise nach Spanisch-Marokko zu erreichen. Ihre Reisedokumente trugen die Unterschrift von Radigales. Auch für andere Juden, die sich in Griechenland versteckten oder interniert waren, setzte er sich ein. | 2014 |
| Conception Faya Blasquez    | 1905          | 20. Mai 1979  | Die aus Spanien stammende Conception Faya (geb. Blasquez) lebte 1926 in Pamiers (Ariège) an der französisch-spanischen Grenze, wo sie heiratete und vier Kinder hatte. Als der Zweite Weltkrieg in Frankreich begann, wurde Conception zusammen mit anderen spanischen Bürgern im Rivesaltes-Lager inhaftiert. Sie blieb dort bis November 1942, als sie in das Internierungslager Gurs gebracht wurde. In Gurs lernte Conception eine jüdische Familie kennen, die auch dort interniert war: Elise Mizrahi und ihre beiden Kinder Gisèle und Jacques. Sie und Conception wurden gute Freunde. Conception wurde im Mai 1943 von Gurs entlassen, und dank einer Tante wurden Elise und ihre Kinder bald darauf freigelassen. Conception nahm sie sofort in ihr Haus auf, eine bescheidene Wohnung mit zwei Schlafzimmern. Elise bat Conception später, auch ihre beiden Neffen aus Paris, Maurice und Régine Moreno, aufzunehmen. Sie stimmte zu und reiste selbst nach Paris, um die Kinder in Sicherheit zu bringen. In der kleinen Wohnung von Conception lebten zeitweise elf Personen, sechs davon unter falscher Identität. Die Familie Mizrahi blieb bis zur Befreiung bei Conception Faya. | 2011 |
| Joseph Jose Martinez        | 27. Sep. 1908 | 16. Juni 1994 | Joseph Martinez und Victoria Martinez versteckten in Lavelanet Lucie Waiter und Sarah Waiter. | 2016 |
| Victoria Maria Martinez     | 28. Jan. 1915 | 9. Mai 1986   | Joseph Martinez und Victoria Martinez versteckten in Lavelanet Lucie Waiter und Sarah Waiter. | 2016 |
| Eduardo Propper de Callejón | 9. Apr. 1895  | 1972          | Spanischer Diplomat, ermöglichte in Zusammenarbeit mit dem portugiesischen Konsul Aristides de Sousa Mendes durch die Ausgaben von mehr als dreißigtausend Transitvisa an Juden, zwischen 1940 und 1944 Tausenden von Juden die Flucht aus dem besetzten Frankreich nach Portugal. | 2007 |
| Carmen Santaella            | 14. Feb. 1913 | 27. Feb. 2012 | Carmen Schrader wurde 1913 im niedersächsischen Grethem geboren. 1936 heiratete sie José Ruiz Santaella, und gemeinsam verbrachten sie einige Jahre in Spanien. Dann wurde Ruiz Santaella zum Landwirtschaftsattaché der spanischen Botschaft in Berlin ernannt, weshalb das Ehepaar 1942 nach Berlin übersiedelte.1943 zogen sie mit ihren vier Kindern in das Haus einer adligen Familie in einem Dorf in der Nähe. Dort versteckten sie 1944 Gertrude Neumann, die für sie nähte, und stellten die Kinderkrankenschwester Ruth Arndt und ihre Mutter Lina Arndt unter falschen Namen als Kinderfrau und Köchin ein und schützten sie so vor der Verfolgung durch die Nationalsozialisten, bis José Ruiz Santaella im September desselben Jahres in die Schweiz versetzt wurde. | 1988 |
| Jose Santaella              | 4. Okt. 1904  | 1. Jan. 1997  | Carmen Schrader wurde 1913 im niedersächsischen Grethem geboren. 1936 heiratete sie José Ruiz Santaella, und gemeinsam verbrachten sie einige Jahre in Spanien. Dann wurde Ruiz Santaella zum Landwirtschaftsattaché der spanischen Botschaft in Berlin ernannt, weshalb das Ehepaar 1942 nach Berlin übersiedelte.1943 zogen sie mit ihren vier Kindern in das Haus einer adligen Familie in einem Dorf in der Nähe. Dort versteckten sie 1944 Gertrude Neumann, die für sie nähte, und stellten die Kinderkrankenschwester Ruth Arndt und ihre Mutter Lina Arndt unter falschen Namen als Kinderfrau und Köchin ein und schützten sie so vor der Verfolgung durch die Nationalsozialisten, bis José Ruiz Santaella im September desselben Jahres in die Schweiz versetzt wurde. | 1988 |
| Ángel Sanz Briz             | 28. Sep. 1910 | 11. Juni 1980 | Spanischer Diplomat, der 1944 über 5.000 ungarische Juden rettete, indem er ihnen spanische Pässe ausstellte. | 1991 |

## Tschechische Republik
125 Tschechen wurden mit dem Titel „Gerechter unter den Völkern“ ausgezeichnet.
Siehe Hauptartikel: Liste der Gerechten unter den Völkern aus Tschechien
Darunter:
| Name            | Geboren       | Gestorben    | Grund der Ehrung | Jahr |
| --------------- | ------------- | ------------ | --- | ---- |
| Milena Jesenská | 10. Aug. 1896 | 17. Mai 1944 | Nach der durch das Münchener Abkommen erfolgten Okkupation durch das nationalsozialistische Deutsche Reich und anschließender Zerschlagung der Rest-Tschechei schloss Milena Jesenská sich 1939 dem antifaschistischen tschechoslowakischen Widerstand an. Sie nahm die illegale Arbeit bei der Zeitschrift V boj (In den Kampf) auf und organisierte die Flucht von Juden und jüdischen und nichtjüdischen Emigranten aus der Tschechoslowakei. Sie half Funktionären der KPTsch, sich vor der Gestapo zu verstecken. Im November 1939 wurde sie von der Gestapo verhaftet und in das Dresdner Untersuchungsgefängnis gebracht. Es folgte ein Prozess in Dresden, der mit einem Freispruch endete. Dennoch wurde sie „zwecks Umerziehung“ ins KZ Ravensbrück deportiert. | 1994 |

## Türkei
Ein Türke wurde mit dem Titel „Gerechter unter den Völkern“ ausgezeichnet.
| Name               | Geboren | Gestorben    | Grund der Ehrung | Jahr |
| ------------------ | ------- | ------------ | --- | ---- |
| Selahattin Ülkümen | 1914    | 7. Juni 2003 | Als Generalkonsul auf der Insel Rhodos stellte er 1944 ca. 50 Juden türkische Pässe aus und bewahrte sie so vor der Deportation in das Vernichtungslager Auschwitz-Birkenau. | 1989 |

## Ukraine
2691 Ukrainer wurden mit dem Titel „Gerechter unter den Völkern“ ausgezeichnet.
Siehe Hauptartikel: Liste der Gerechten unter den Völkern aus der Ukraine
Darunter:
| Name             | Geboren | Gestorben | Grund der Ehrung | Jahr |
| ---------------- | ------- | --------- | --- | ---- |
| Raisa Gnezdilova | 1907    | 1982      | Die Familie Gnezdilov lebte mit zwei Söhnen in der Stadt Cherson. Der Vater wurde im deutsch-sowjetischen Krieg zum Militärdienst einberufen und fiel ein Jahr später in die Schlacht. Seine Witwe Raisa und die Jungen befanden sich in einer besetzten Stadt. Im September 1941 erlebte Raisa die Vertreibung ihrer jüdischen Nachbarn aus ihren Häusern in ein Ghetto, das im Stadtteil Pankratovski Most eingerichtet wurde. Unter den Vertriebenen befanden sich Esfir Mirochnik, ihre Tochter Faina, die mit dem Russen Pjotr Babenko verheiratet war, und ihre Enkelin Lidiya, die fünf Jahre alt war. Raisa Gnezdilova und Pjotr Babenko. dem Ehemann von Esfir Mirochnik, gelang es Esfir Mirochnik und ihre Enkelin Lidiya zu retten. | 2001 |

## Ungarn
876 Ungarn wurden mit dem Titel „Gerechter unter den Völkern“ ausgezeichnet.
Siehe Hauptartikel: Liste der Gerechten unter den Völkern aus Ungarn
Darunter:
| Name       | Geboren       | Gestorben    | Grund der Ehrung                                          | Jahr |
| ---------- | ------------- | ------------ | --------------------------------------------------------- | ---- |
| Zoltán Bay | 24. Juli 1900 | 4. Okt. 1992 | Versteckte jüdische Kollegen vor den Nationalsozialisten. | 1998 |

## Vereinigte Staaten
Fünf US-Amerikaner wurden mit dem Titel „Gerechter unter den Völkern“ ausgezeichnet.
| Name            | Geboren       | Gestorben     | Grund der Ehrung | Jahr |
| --------------- | ------------- | ------------- | --- | ---- |
| Varian Fry      | 15. Okt. 1907 | 13. Sep. 1967 | Leitete ein Netzwerk von Helfern in Marseille, das mehr als 2000 Juden die Flucht aus dem Frankreich des Vichy-Regimes ermöglichte, zumeist auf dem Weg über Schmugglerpfade durch die Pyrenäen nach Spanien und von dort nach Portugal oder per Schiff von Marseille in die französische Kolonie Martinique, von wo aus die Weiterreise in die USA möglich war. | 1994 |
| Martha Sharp    | 25. Apr. 1905 | 1. Jan. 1999  | Martha und Waitstill Sharp registrierten in Prag Flüchtlinge, hielten Kontakt mit diplomatischen Botschaften, trieben ihnen Stipendien und Arbeitsstellen im Ausland auf und organisierten trotz vieler bürokratischer Hürden die Flucht vieler Menschen. In einem Fall begleitete Martha 35 Flüchtlinge, darunter Journalisten, politische Führer und zwei Kinder, deren Eltern Selbstmord begangen hatten, nach England. In einem weiteren Fall konnte sie in Kooperation mit der britischen Organisation „Movement for the Care of Children from Germany“ Kindern die Flucht ermöglichen. Im Mai 1940 wurde das Paar von der unitarischen Kirche gebeten, in Paris eine Außenstelle zu errichten. Der deutsche Einmarsch in Frankreich kam ihnen jedoch zuvor; deshalb richteten sie ihr Büro in Lissabon ein. In Zusammenarbeit mit vielen Personen und Organisationen, zum Beispiel einem weiteren Büro der unitarischen Kirche im nicht besetzten Marseille, ermöglichten sie in dieser Zeit Tausenden von Menschen die Flucht, insbesondere politischen Flüchtlingen, die sich gegen den Nationalsozialismus in Deutschland oder die Franco-Diktatur in Spanien ausgesprochen hatten, sowie Akademikern, Wissenschaftern und Intellektuellen. So gelang beispielsweise die Flucht des deutschen Schriftstellers Lion Feuchtwanger, des Medizin-Nobelpreisträgers Otto Meyerhof und des österreichischen Schriftstellers Franz Werfel. | 2005 |
| Waitstill Sharp | 1902          | 1. Jan. 1984  | Martha und Waitstill Sharp registrierten in Prag Flüchtlinge, hielten Kontakt mit diplomatischen Botschaften, trieben ihnen Stipendien und Arbeitsstellen im Ausland auf und organisierten trotz vieler bürokratischer Hürden die Flucht vieler Menschen. In einem Fall begleitete Martha 35 Flüchtlinge, darunter Journalisten, politische Führer und zwei Kinder, deren Eltern Selbstmord begangen hatten, nach England. In einem weiteren Fall konnte sie in Kooperation mit der britischen Organisation „Movement for the Care of Children from Germany“ Kindern die Flucht ermöglichen. Im Mai 1940 wurde das Paar von der unitarischen Kirche gebeten, in Paris eine Außenstelle zu errichten. Der deutsche Einmarsch in Frankreich kam ihnen jedoch zuvor; deshalb richteten sie ihr Büro in Lissabon ein. In Zusammenarbeit mit vielen Personen und Organisationen, zum Beispiel einem weiteren Büro der unitarischen Kirche im nicht besetzten Marseille, ermöglichten sie in dieser Zeit Tausenden von Menschen die Flucht, insbesondere politischen Flüchtlingen, die sich gegen den Nationalsozialismus in Deutschland oder die Franco-Diktatur in Spanien ausgesprochen hatten, sowie Akademikern, Wissenschaftern und Intellektuellen. So gelang beispielsweise die Flucht des deutschen Schriftstellers Lion Feuchtwanger, des Medizin-Nobelpreisträgers Otto Meyerhof und des österreichischen Schriftstellers Franz Werfel. | 2005 |
| Lois Gunden     | 1915          | 2005          | Lois Gunden wuchs in Goshen, Indiana, auf und ging 1941 nach Südfrankreich, um für das Mennonitische Zentralkomitee zu arbeiten. Sie richtete ein Kinderheim ein, in dem sie spanische Flüchtlingskinder und jüdische Kinder versteckte. Im Januar 1943 wurde sie von den Deutschen festgenommen, 1944 aber bei einem Gefangenenaustausch freigelassen. | 2013 |
| Roddie Edmonds  | 20. Aug. 1919 | 8. Aug. 1985  | Unteroffizier Roddie Edmonds (geb. 1919) aus Knoxville, Tennessee, diente während des Zweiten Weltkriegs in der US-Armee. Er beteiligte sich an der Landung der amerikanischen Streitkräfte in Europa und wurde von den Deutschen gefangen genommen. Zusammen mit anderen amerikanischen Kriegsgefangenen, darunter auch Juden, wurde er in das Lager Stalag IXA in der Nähe von Ziegenhain gebracht. Entsprechend ihrer antijüdischen Politik haben die Nationalsozialisten jüdische Kriegsgefangene ausgewählt, und viele von ihnen an der Ostfront wurden in Vernichtungslager geschickt oder getötet. In einigen Fällen wurden im Westen auch jüdische Kriegsgefangene von den anderen getrennt. Irgendwann im Januar 1945 sollten alle jüdischen Kriegsgefangenen in Stalag IXA am nächsten Morgen antreten. Unteroffizier Edmonds, der für die Gefangenen verantwortlich war, befahl allen Kriegsgefangenen - Juden und Nichtjuden -, zusammenzustehen. Als der zuständige deutsche Offizier sah, dass alle Insassen des Lagers vor ihrer Kaserne standen, wandte er sich an Edmonds und sagte: „Sie können nicht alle Juden sein.“ Darauf antwortete Edmonds: „Wir sind alle Juden.“ Der Deutsche streckte die Pistole aus und bedrohte Edmonds, aber Edmonds schwankte nicht und erwiderte: „Gemäß der Genfer Konvention müssen wir nur unseren Namen, Rang und unsere Seriennummer angeben. Wenn Sie mich erschießen, müssen Sie uns alle erschießen, und nach dem Krieg werden Sie wegen Kriegsverbrechen angeklagt.“ Daraufhin gab der deutsche Offizier auf, drehte sich um und verließ die Szene. | 2015 |

## Vereinigtes Königreich
22 Bürger des Vereinigten Königreichs wurden mit dem Titel „Gerechter unter den Völkern“ ausgezeichnet.
Siehe Hauptartikel: Liste der Gerechten unter den Völkern aus dem Vereinigten Königreich
Darunter:
| Name        | Geboren       | Gestorben   | Grund der Ehrung | Jahr |
| ----------- | ------------- | ----------- | --- | ---- |
| Frank Foley | 24. Nov. 1884 | 8. Mai 1958 | In den 1930er Jahren wurde Frank Foley als Leiter der Außenstelle des Secret Intelligence Service, des britischen Auslandsgeheimdienstes, in Berlin nach Deutschland geschickt. Zur Tarnung seiner Tätigkeit hatte er offiziell die Funktion eines Beamten für Passangelegenheiten (passport control officer) bei der britischen diplomatischen Vertretung in der deutschen Hauptstadt inne, wobei sich hinter der Passabteilung der Botschaft die Operationszentrale des MI6 in Berlin verbarg. Nachdem er in seiner Stellung zunächst vor allem mit der Überwachung der Bewegungen sowjetischer Spione und Agitatoren in Mitteleuropa befasst gewesen war, rückte im Verlauf der 1930er Jahre die zunehmend aggressiver werdende Politik seines Gastlandes in den Fokus von Foleys Tätigkeit. Anerkennung brachten ihm nach 1945 vor allem seine Anstrengung zur Unterstützung von in Deutschland lebenden Juden, sich der Verfolgung durch das nationalsozialistische System zu entziehen, ein: Hilfe leistete er diesen insbesondere dadurch, dass er die Visavorschriften des Foreign Office sehr großzügig interpretierte und sogar gefälschte Papiere ausstellte, um Juden die Ausreise aus dem deutschen Herrschaftsgebiet zu ermöglichen. Obwohl er keine diplomatische Immunität genoss, holte er sogar Juden aus Konzentrationslagern und versteckte sie in seiner eigenen Wohnung. | 1999 |

## Vietnam
Ein Vietnamese wurde mit dem Titel „Gerechter unter den Völkern“ ausgezeichnet.
| Name                 | Geboren       | Gestorben | Grund der Ehrung | Jahr |
| -------------------- | ------------- | --------- | --- | ---- |
| Paul Nguyễn Công Anh | 31. Jan. 1919 |           | In Vietnam geboren, studierte er seit 1941 an der Universität in Nizza, wo er die Jüdin Jadwiga Alfabet kennenlernte und später heiratete, um sie als französische Staatsbürgerin vor der Deportation zu bewahren. Als Nizza 1943 von den Deutschen besetzt wurde, versteckte er nicht nur seine Frau, sondern auch ihren Onkel und ihre Tante samt deren Baby, besorgte ihnen falsche Papiere und brachte sie mit dem Zug nach Annecy, von wo aus sie in die nahegelegene Schweiz geschmuggelt wurden. | 2007 |

## Einige Porträts

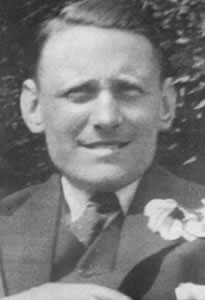
Willem Arondeus
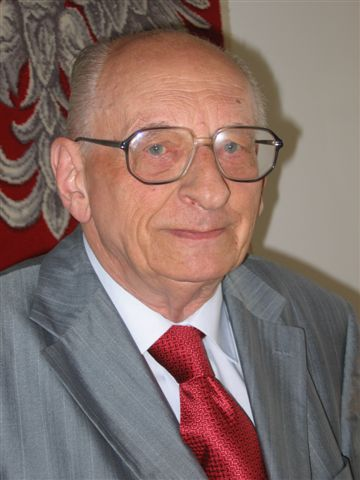
Władysław Bartoszewski
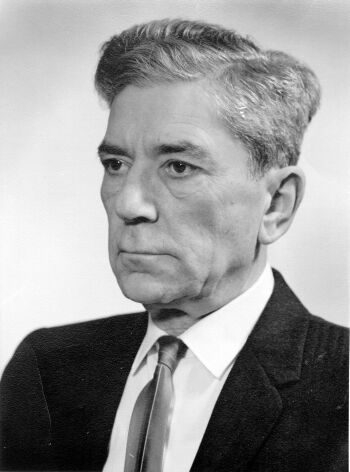
Zoltán Bay
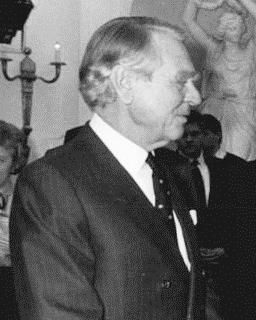
Berthold Beitz
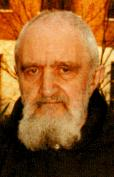
Père Marie-Benoît
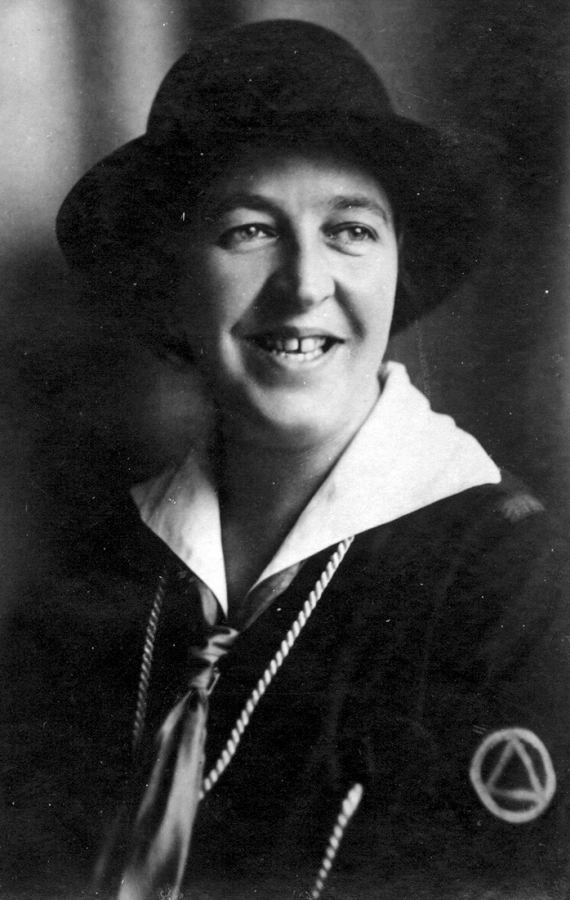
Corrie ten Boom
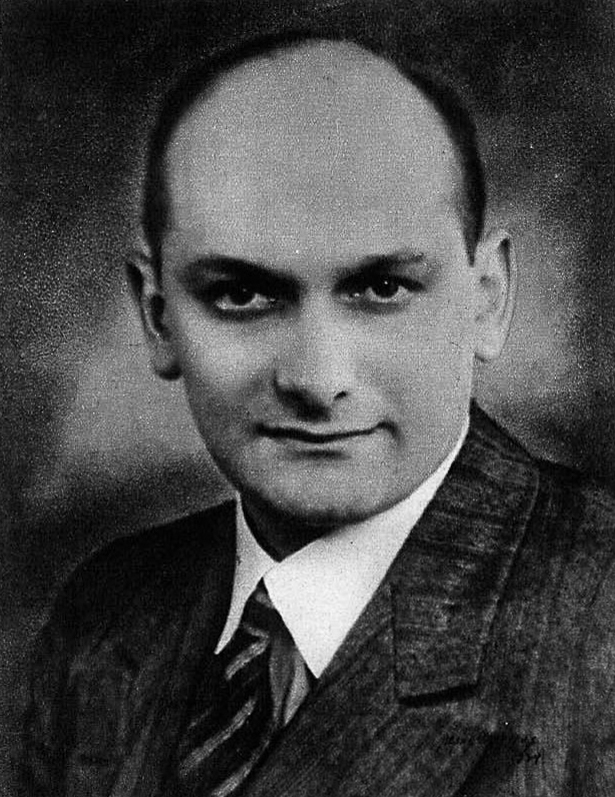
Victor Bodson
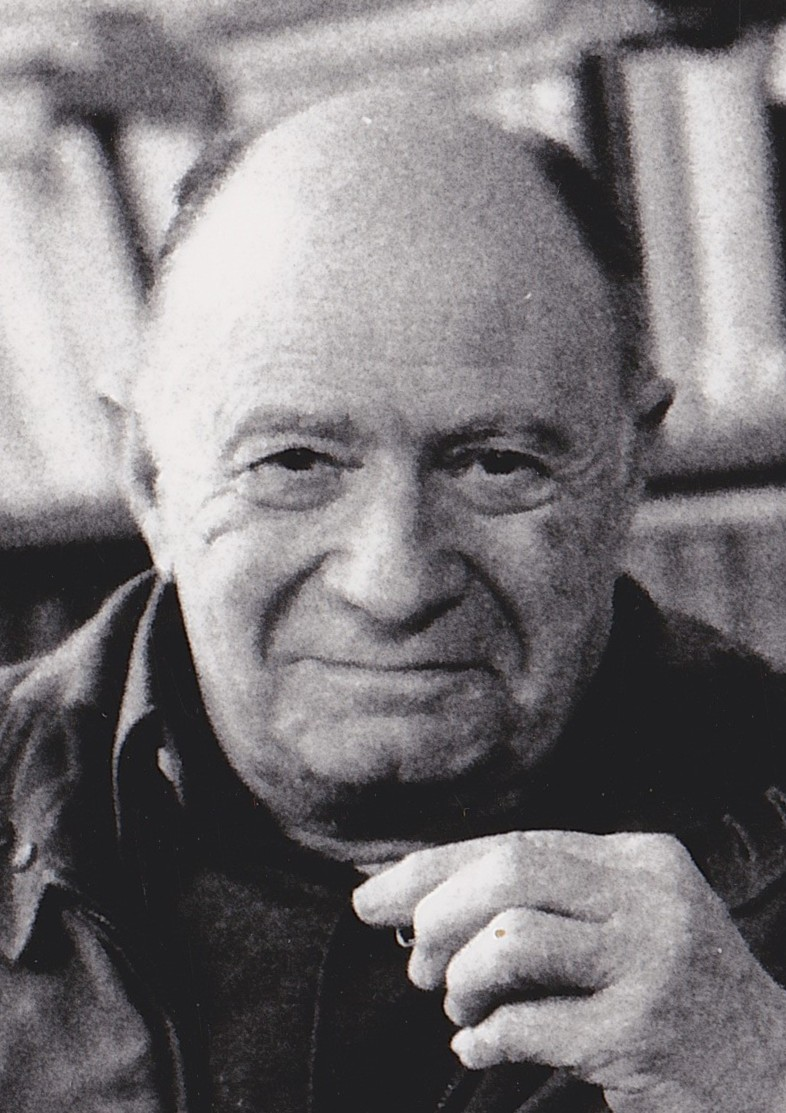
Jacques Ellul
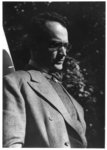
Varian Fry
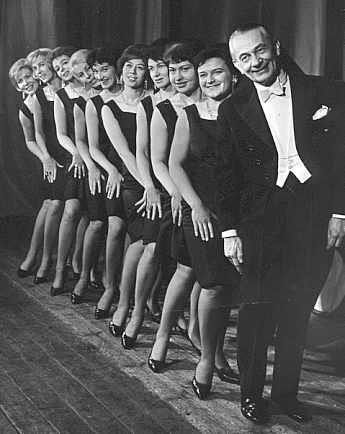
Mieczysław Fogg
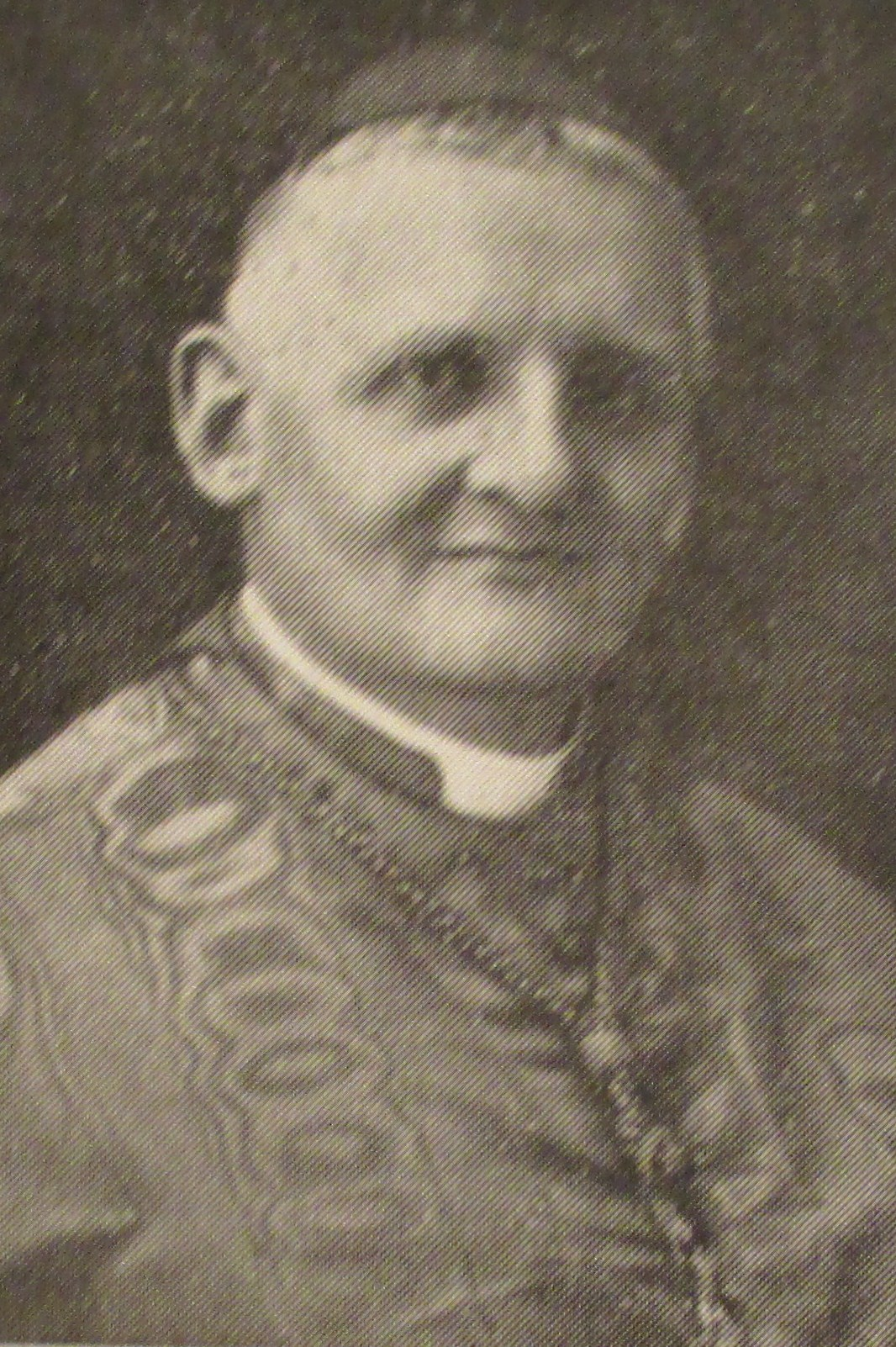
Pierre-Marie Gerlier
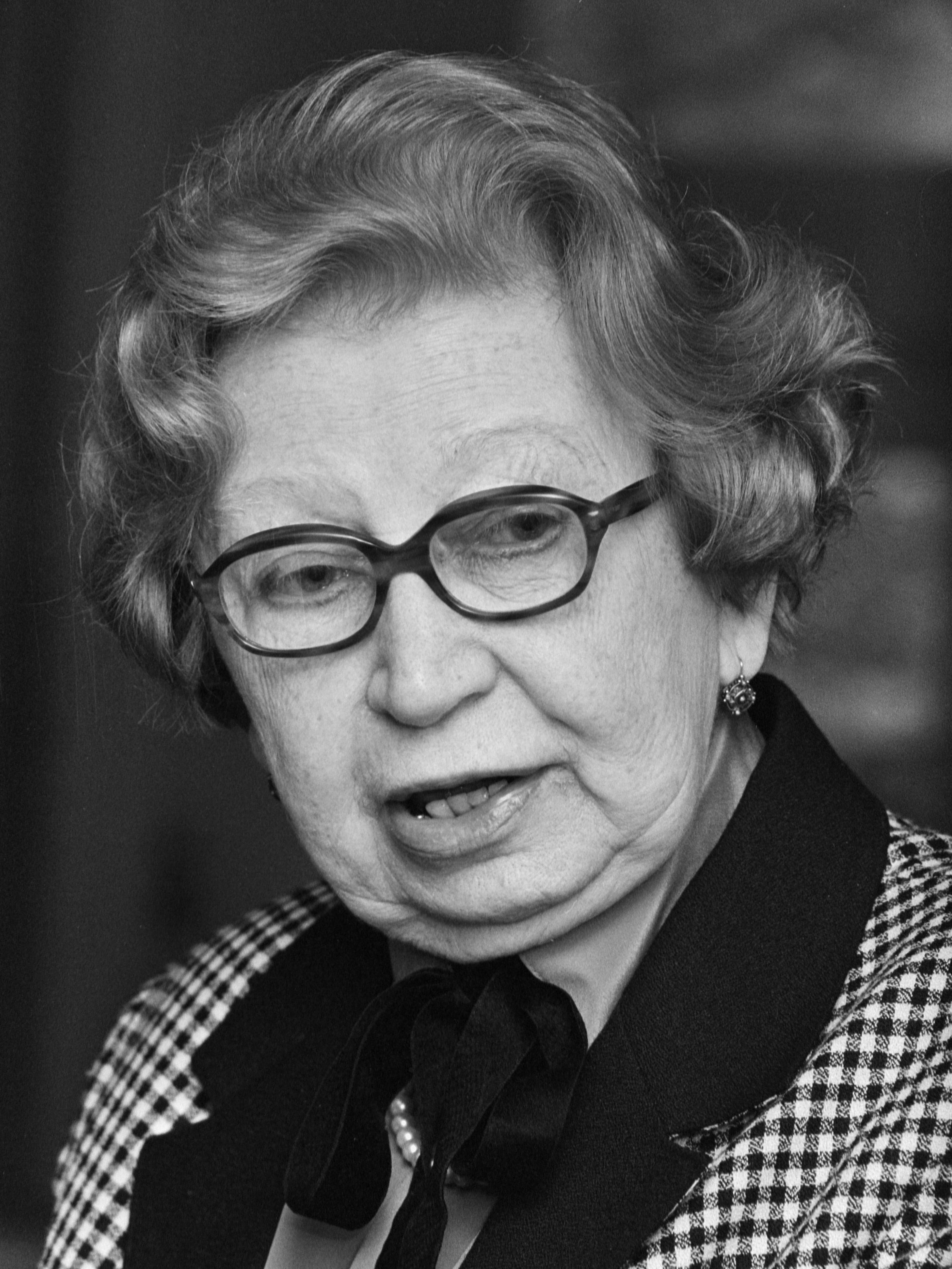
Miep Gies
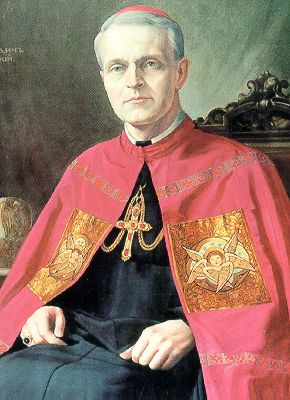
Pavol Peter Gojdič
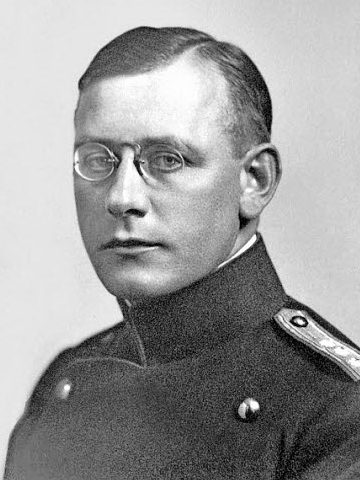
Paul Grüninger
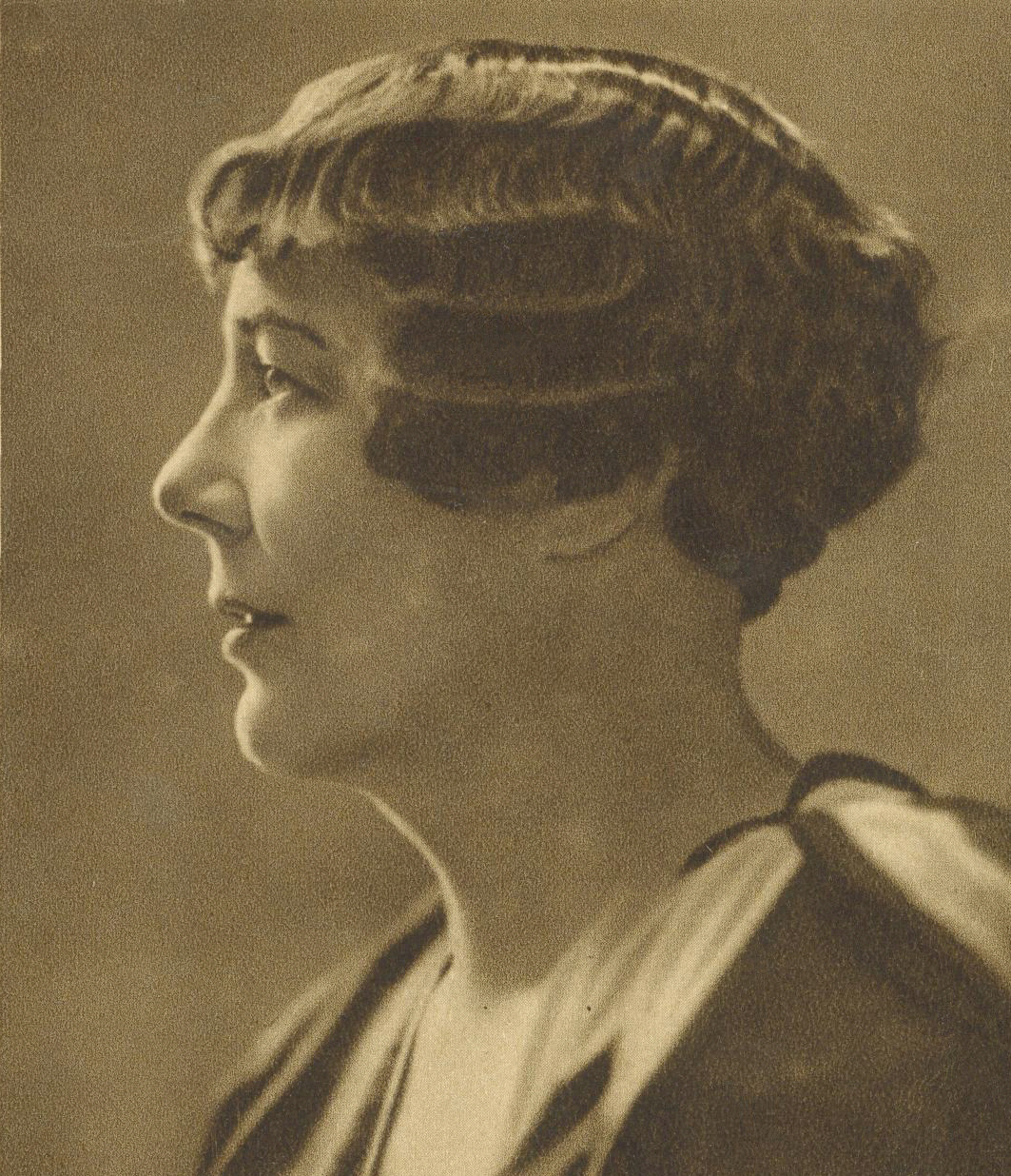
Zofia Kossak-Szczucka
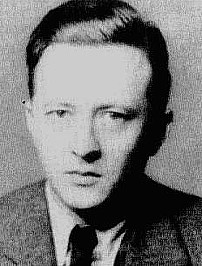
Jerzy Lerski
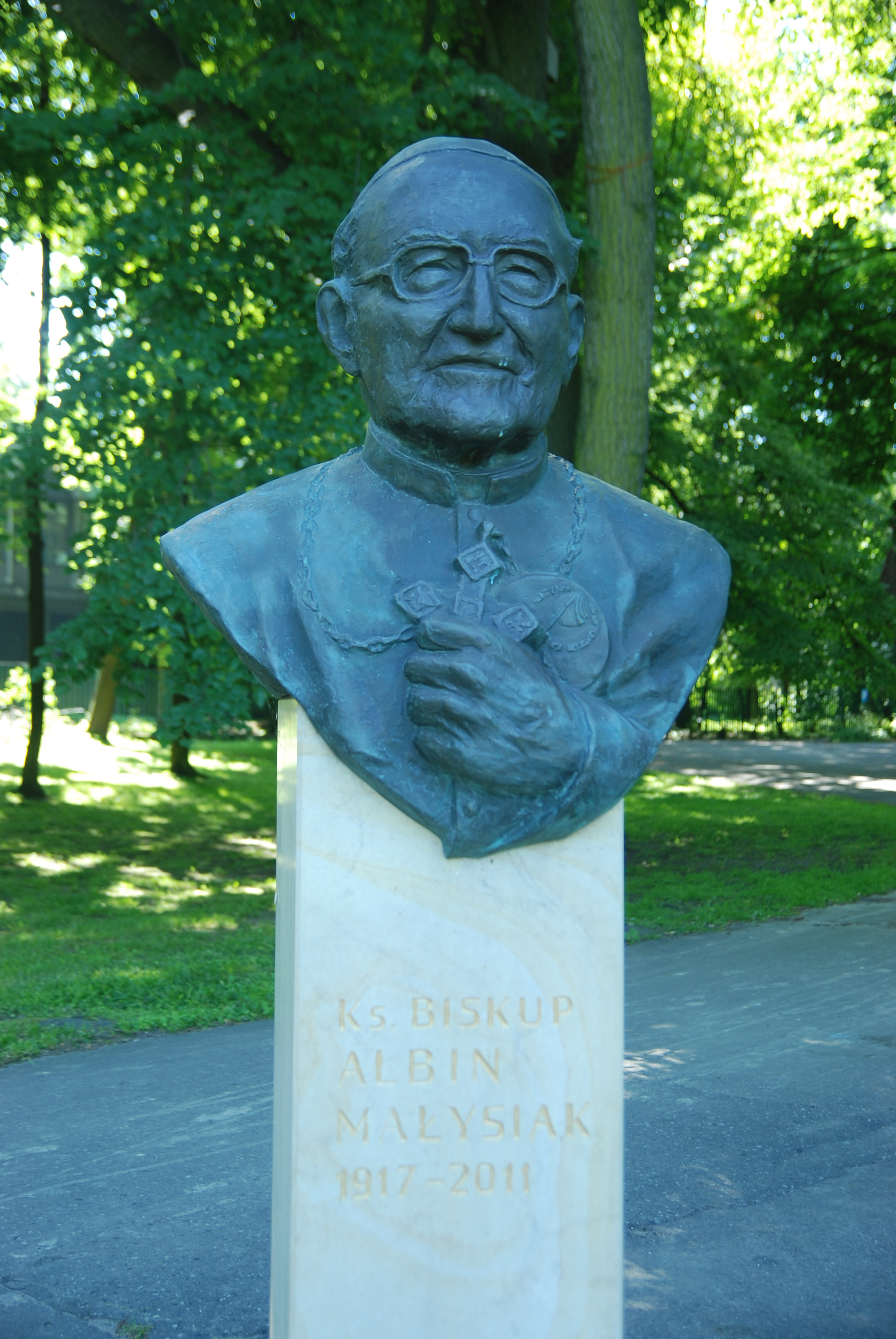
Büste von Albin Małysiak
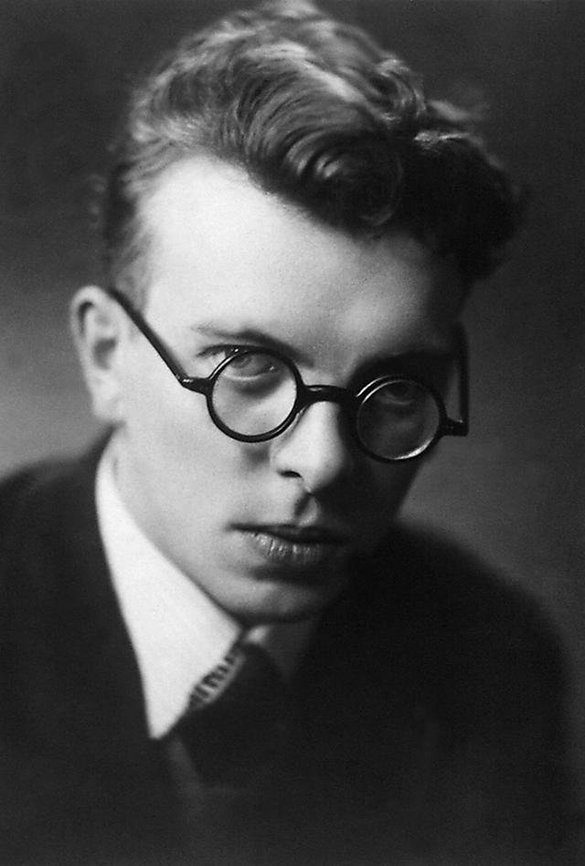
Uku Masing
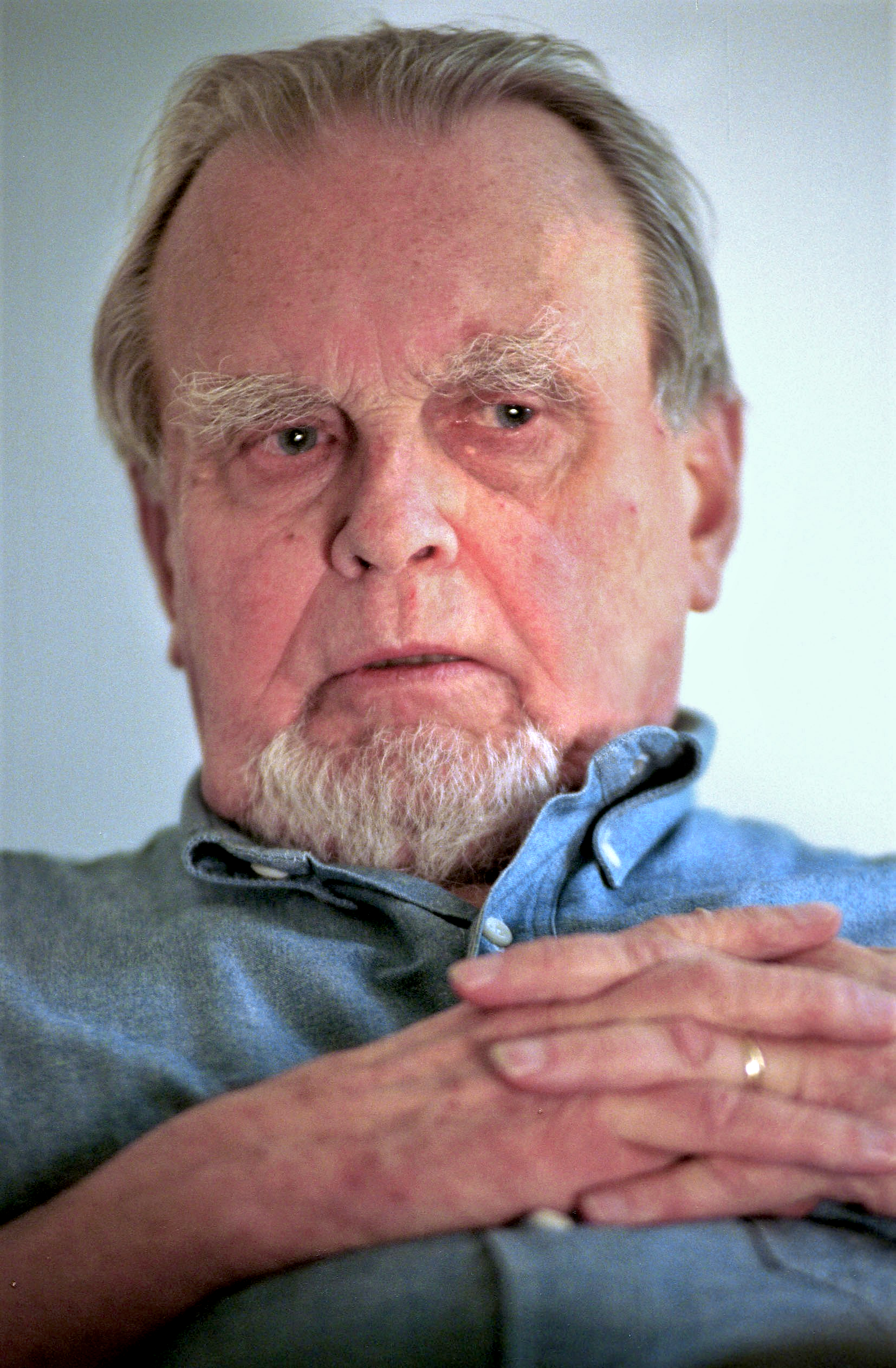
Czesław Miłosz
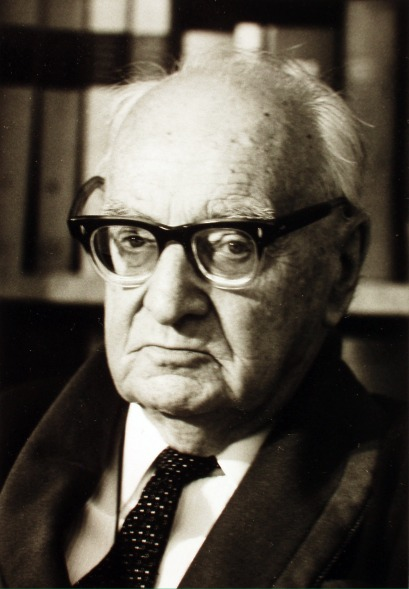
Igor Newerly
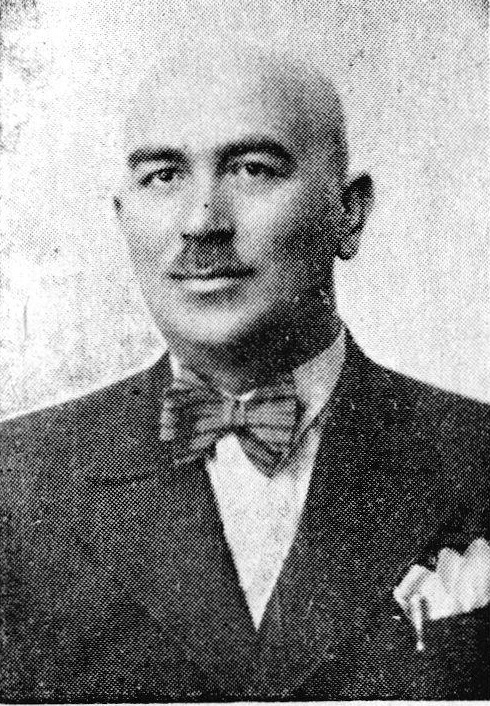
Traian Popovic
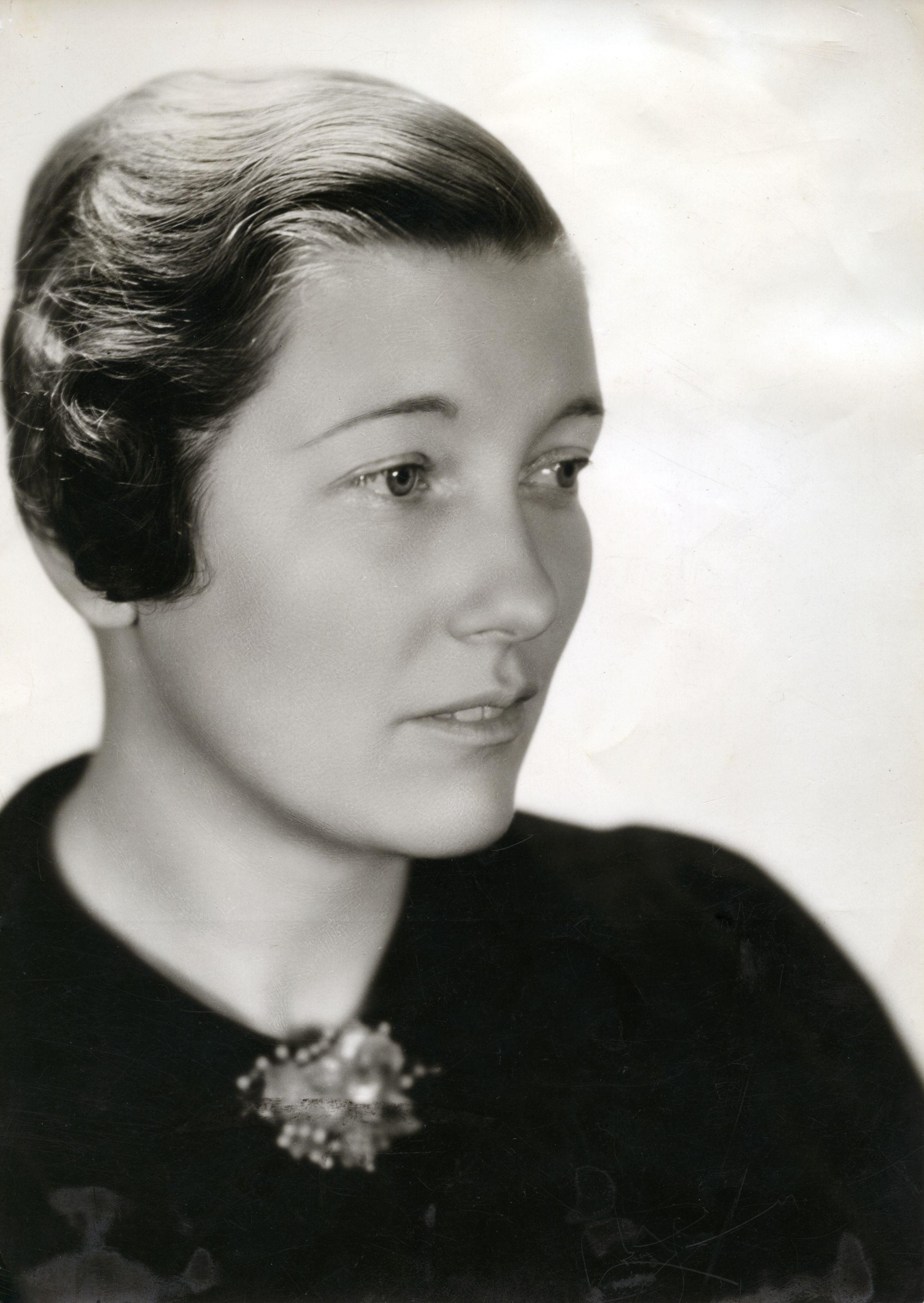
Willemijn Posthumus-van der Goot
Büste von Paul Ramadier
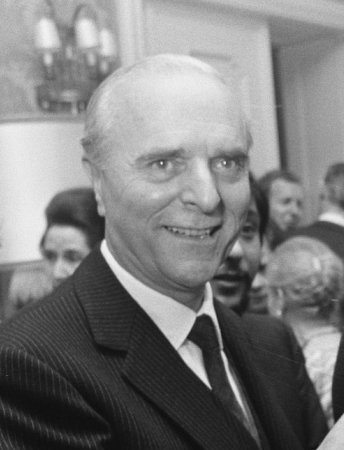
Ángel Sanz Briz
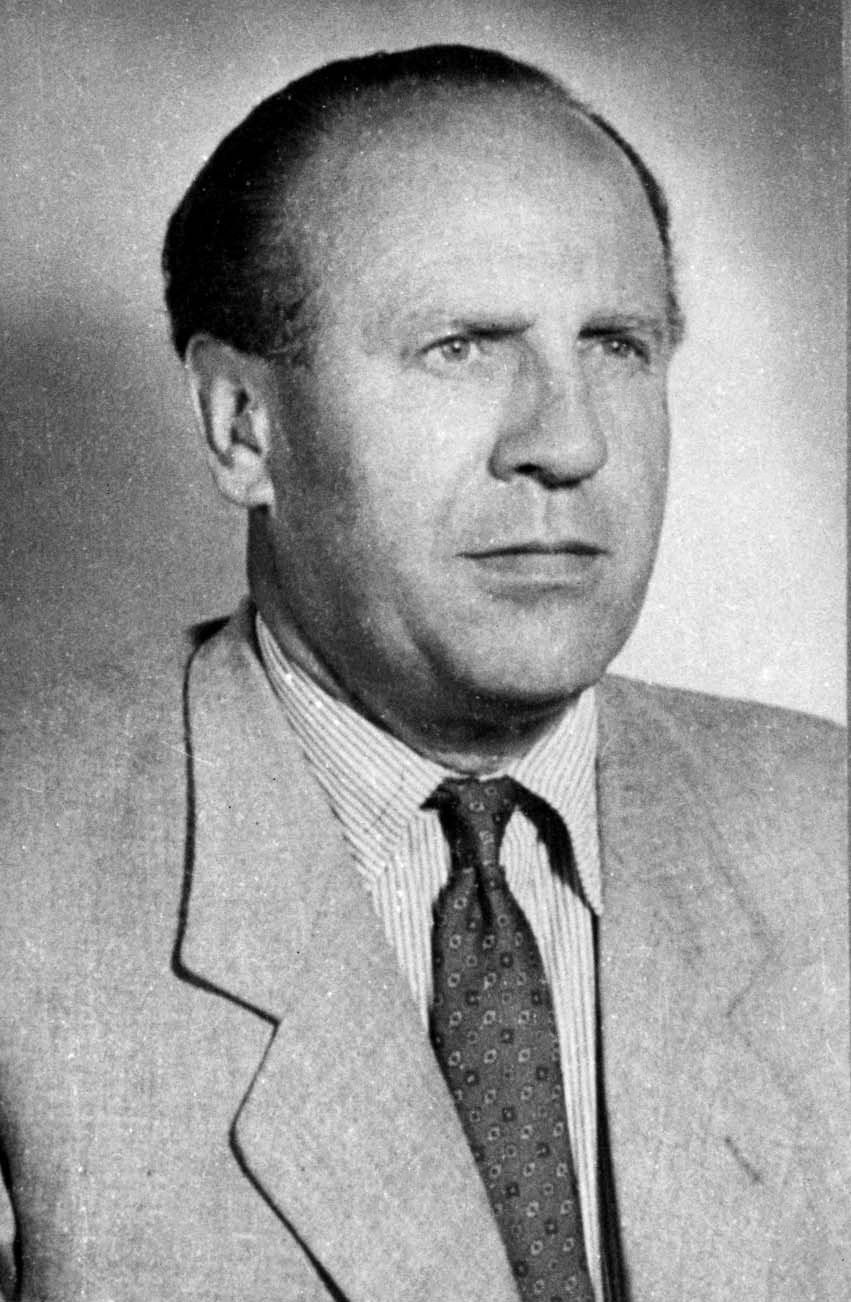
Oskar Schindler
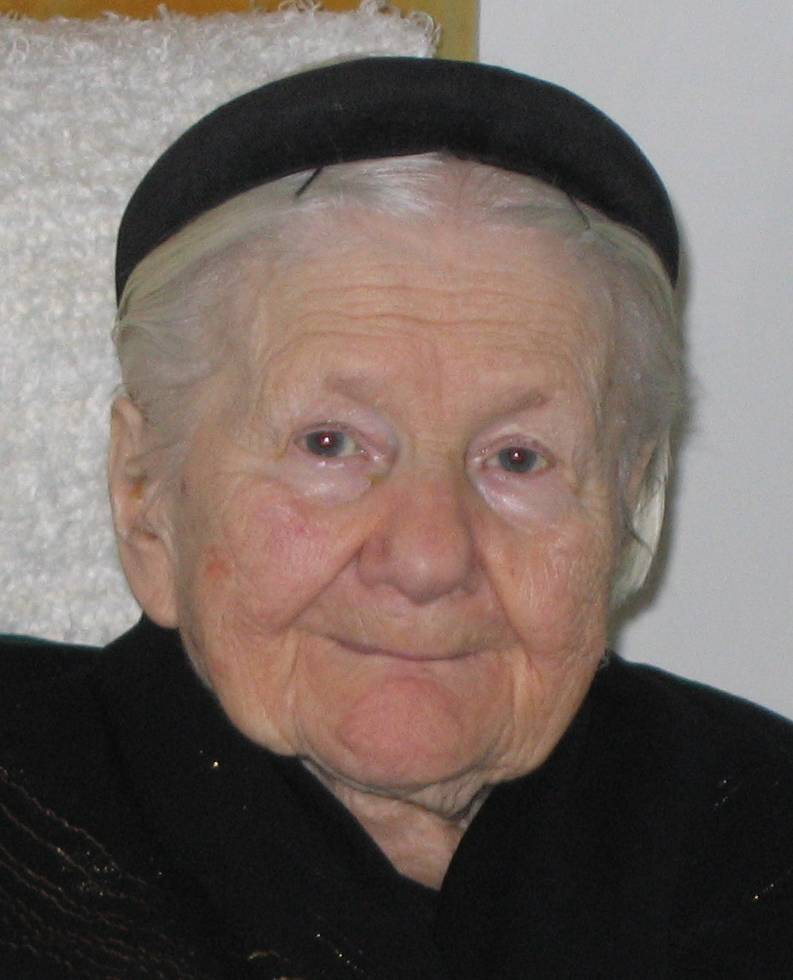
Irena Sendler
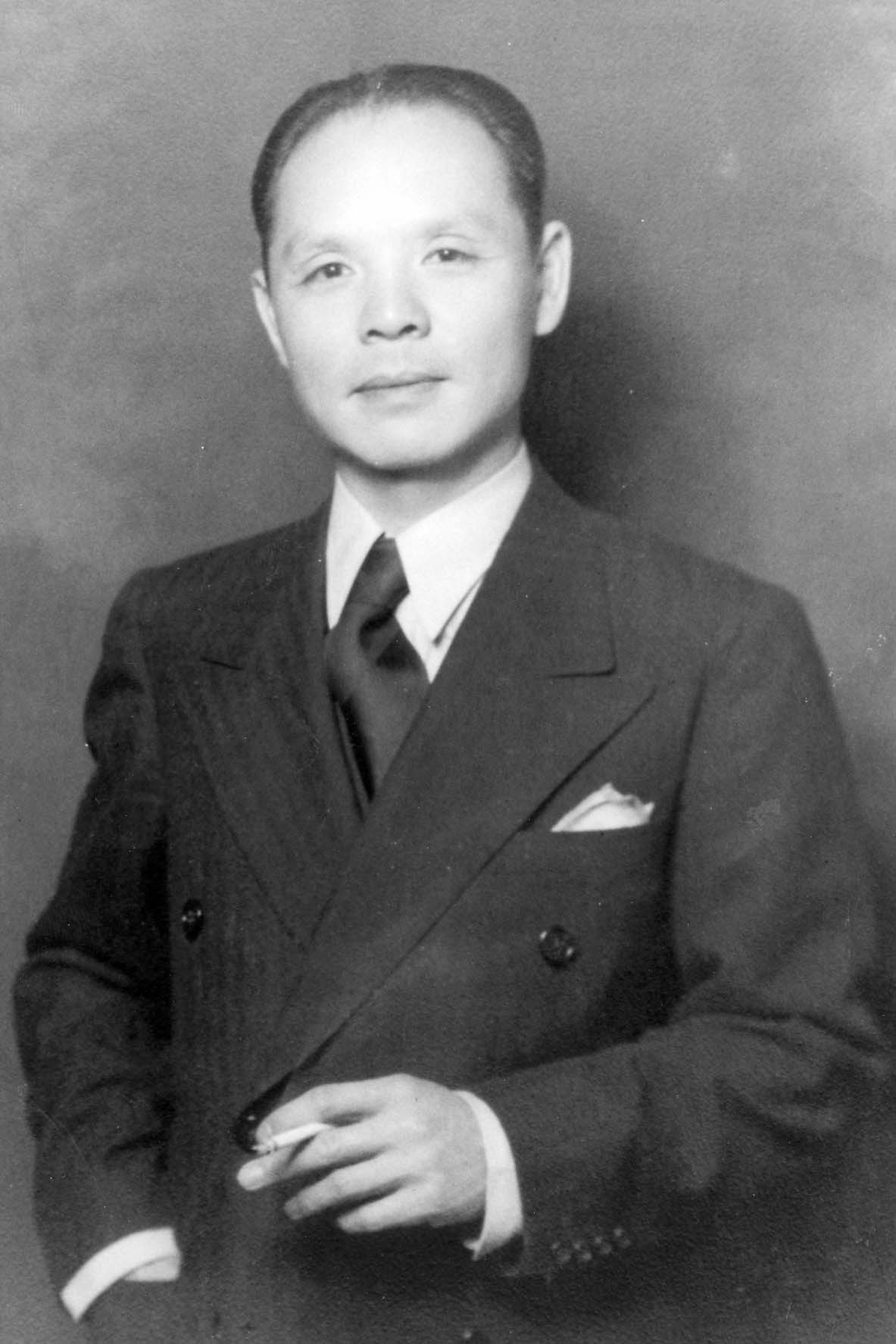
Ho Feng Shan
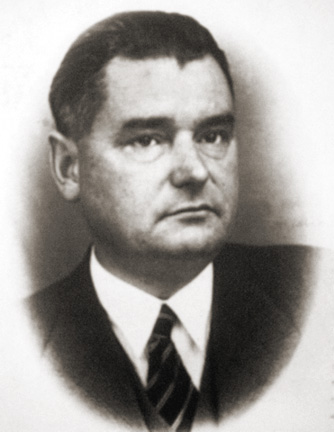
Henryk Sławik
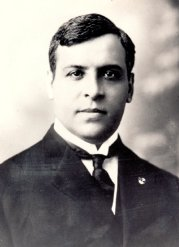
Aristides de Sousa Mendes
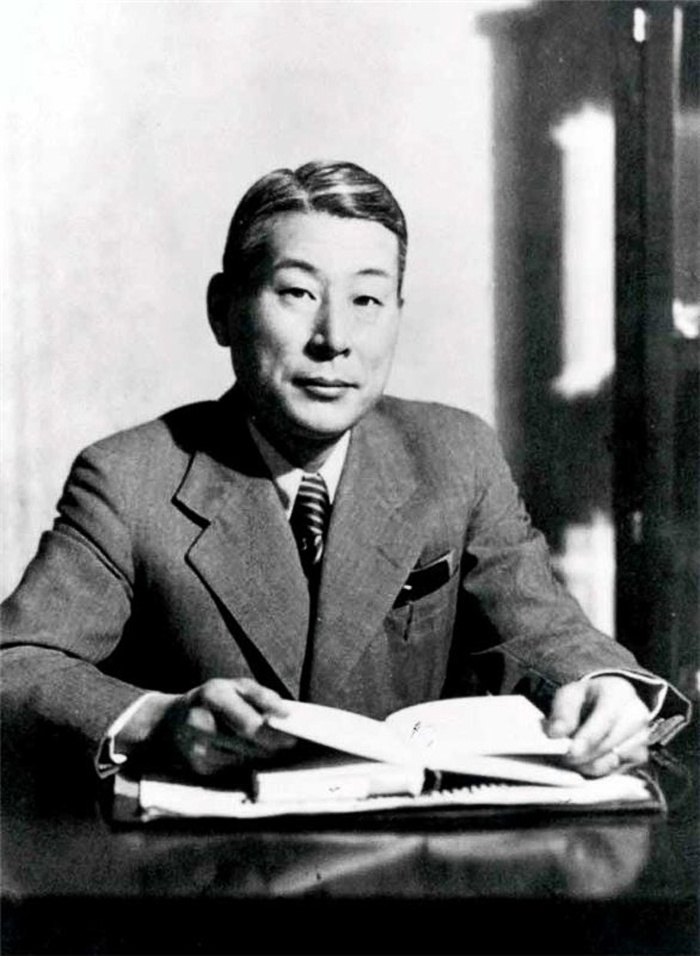
Chiune Sugihara
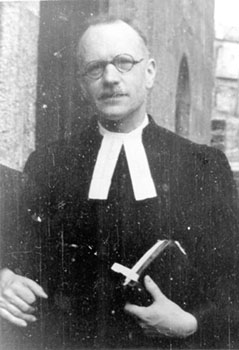
André Trocmé
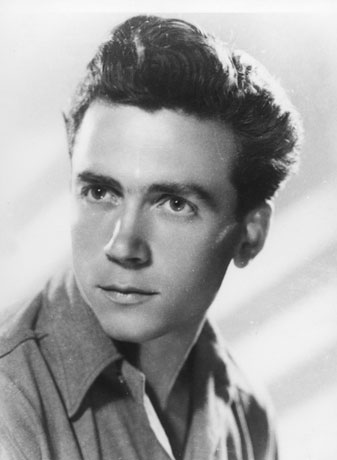
Refik Veseli
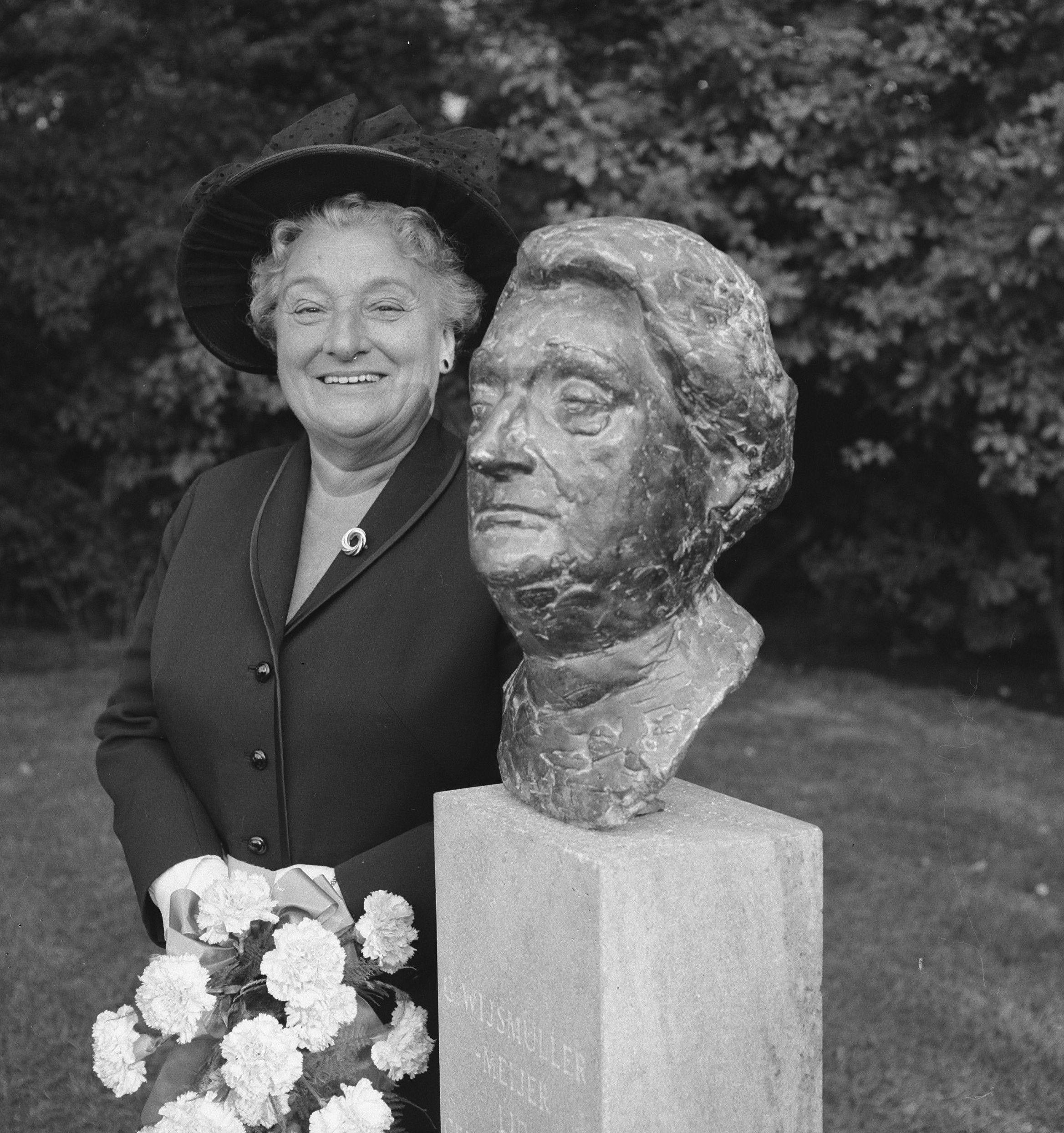
Truus Wijsmuller-Meijer
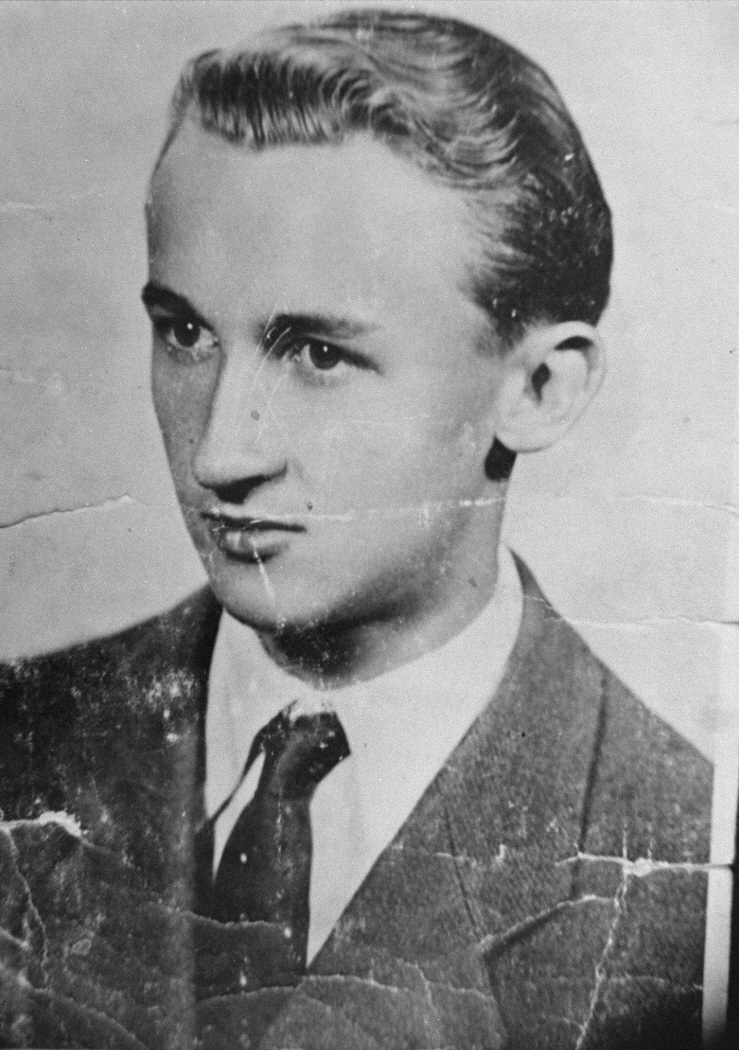
Ivan Vranetić
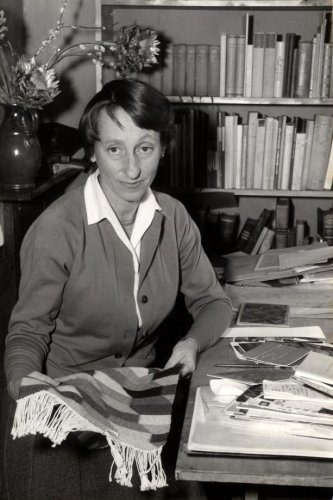
Gisèle van Waterschoot van der Gracht
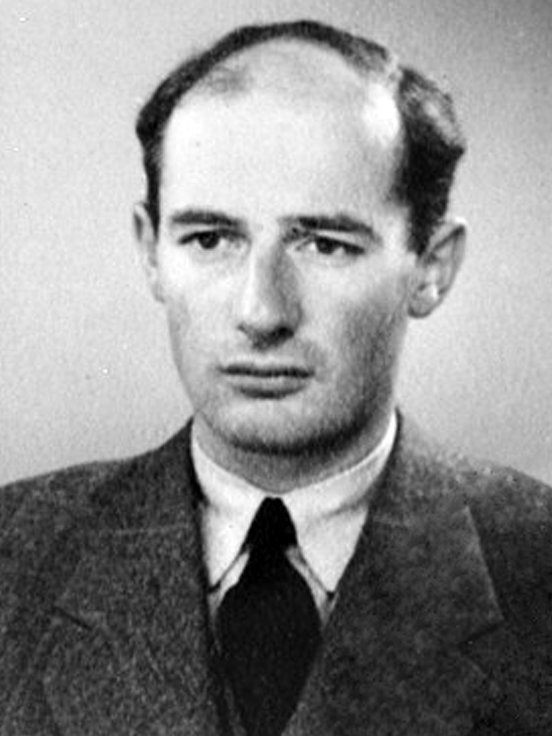
Raoul Wallenberg
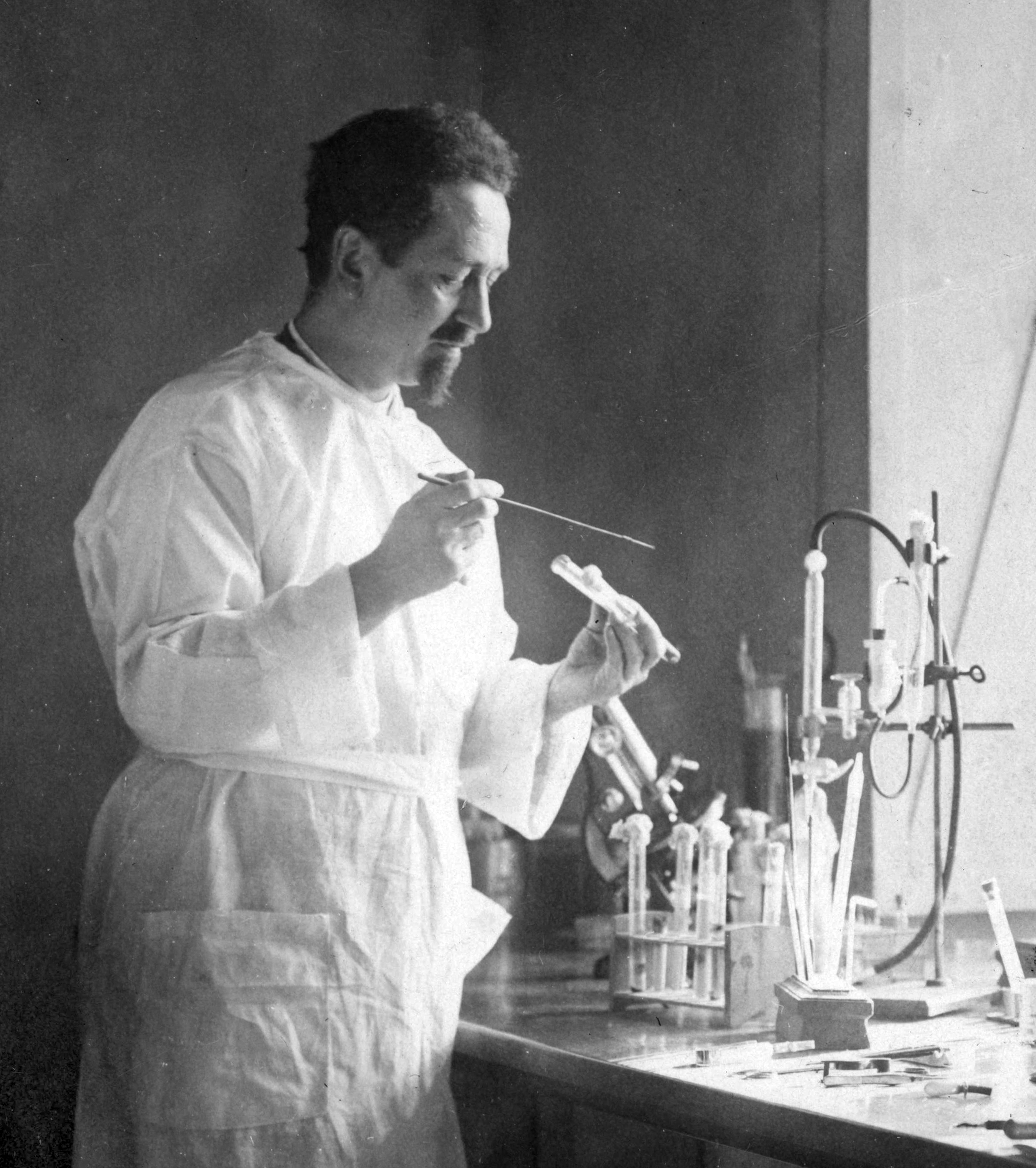
Rudolf Weigl
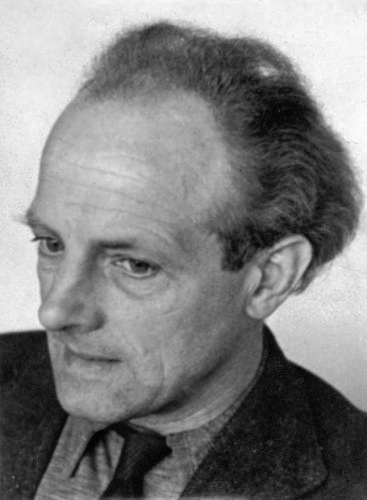
Joop Westerweel
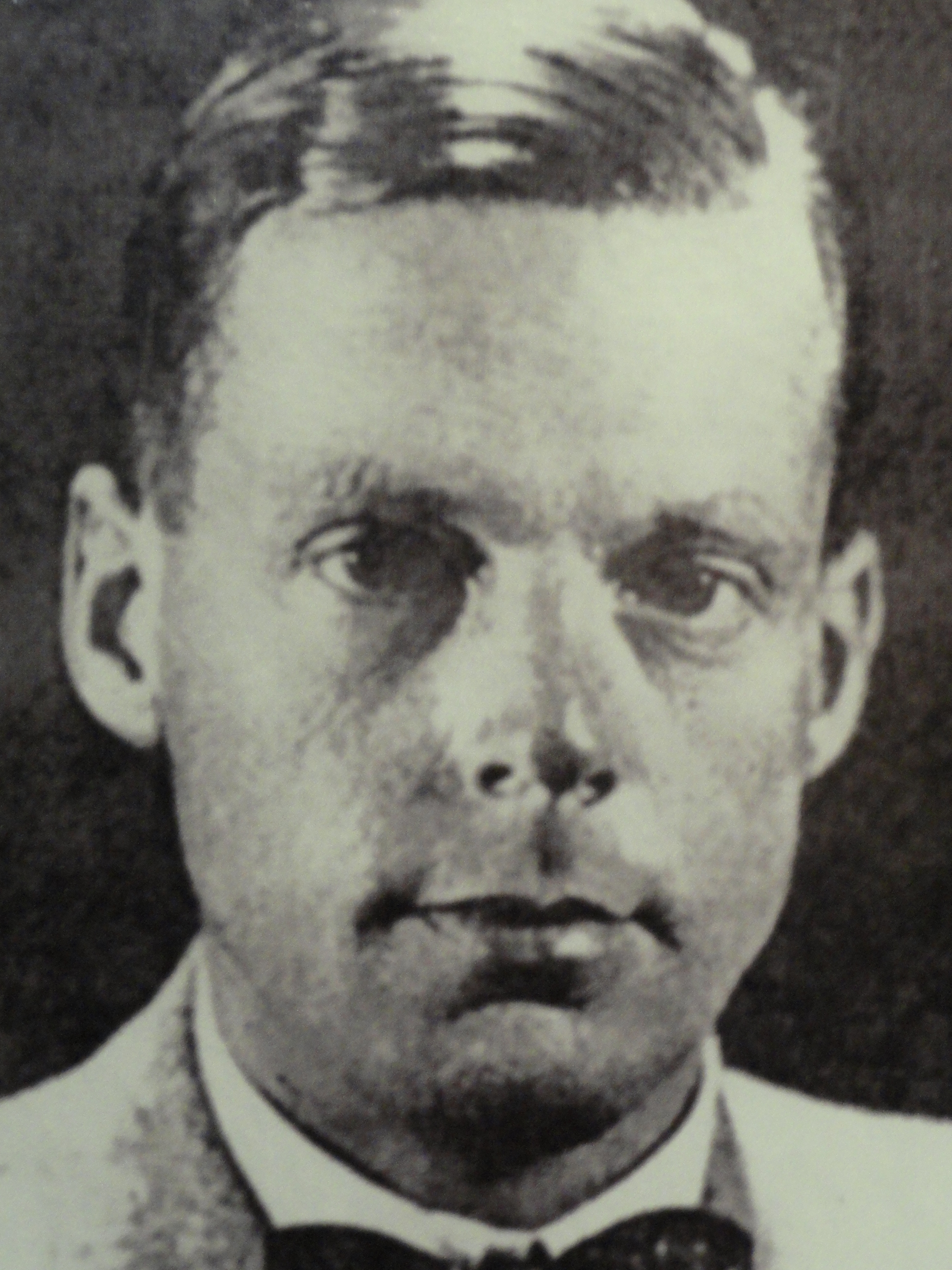
Jan Zwartendijk
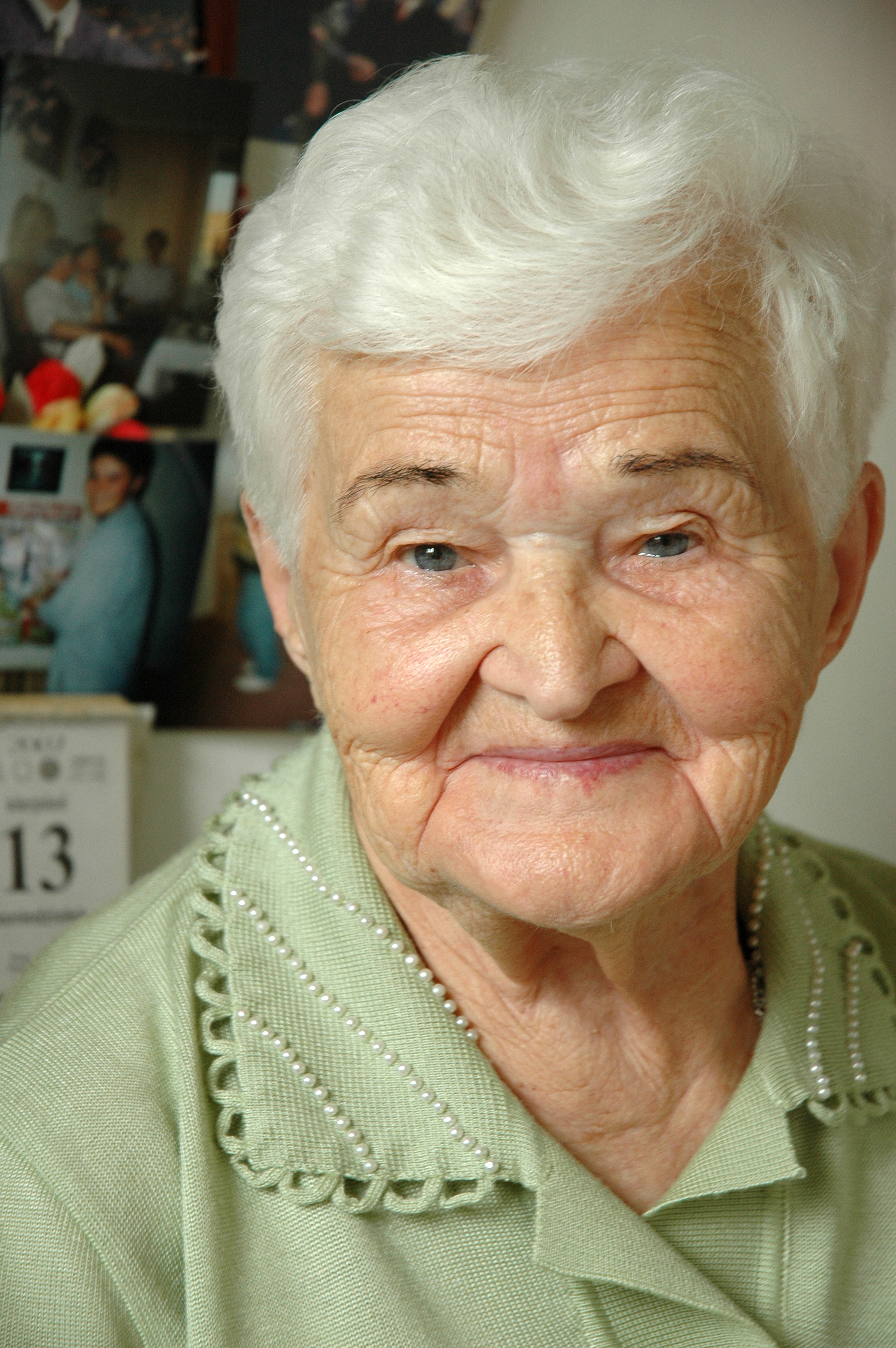
Antonina Wyrzykowska

## Bilder aus dem „Garten der Gerechten“

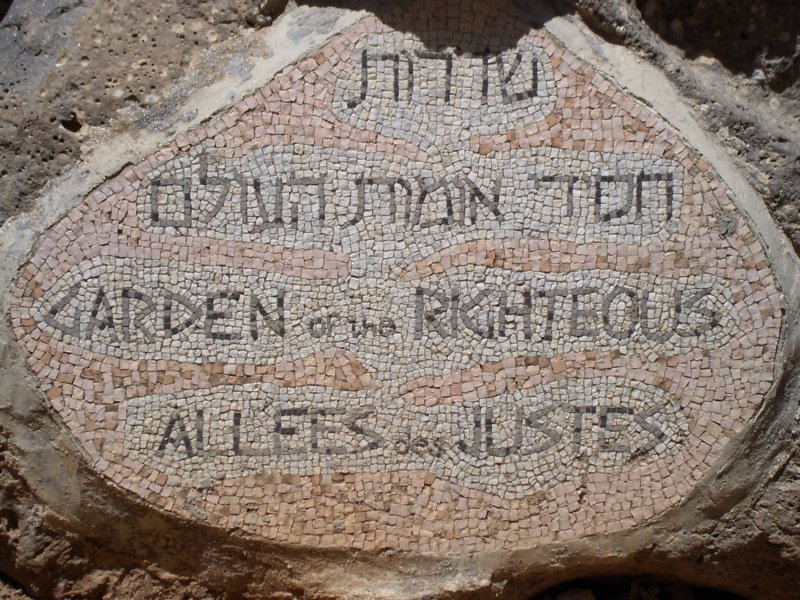
Eingang zum „Garten der Gerechten“ in der Gedenkstätte Yad Vashem
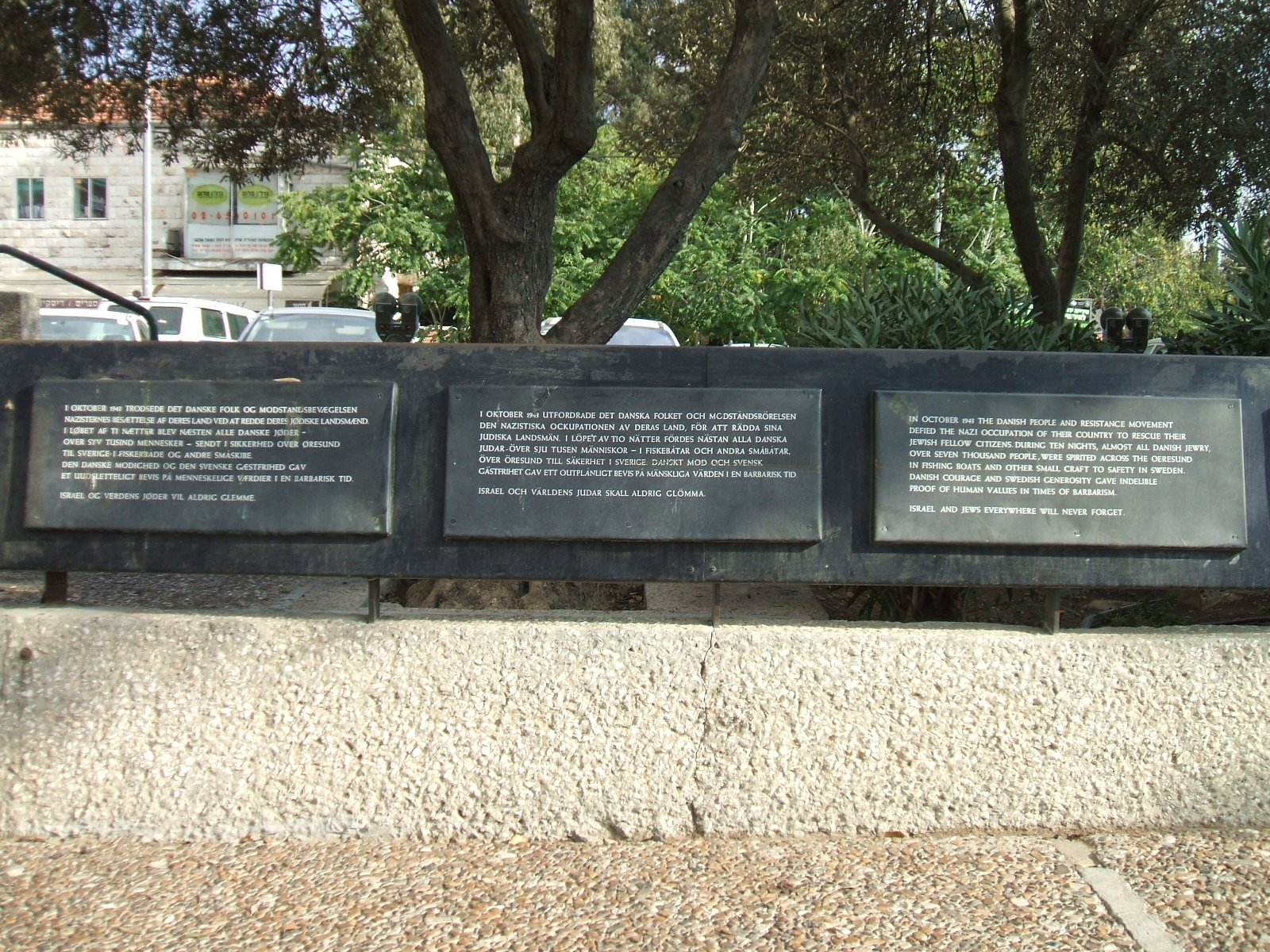
Gedenktafel in Jerusalem zur Erinnerung an die Rettung der dänischen Juden
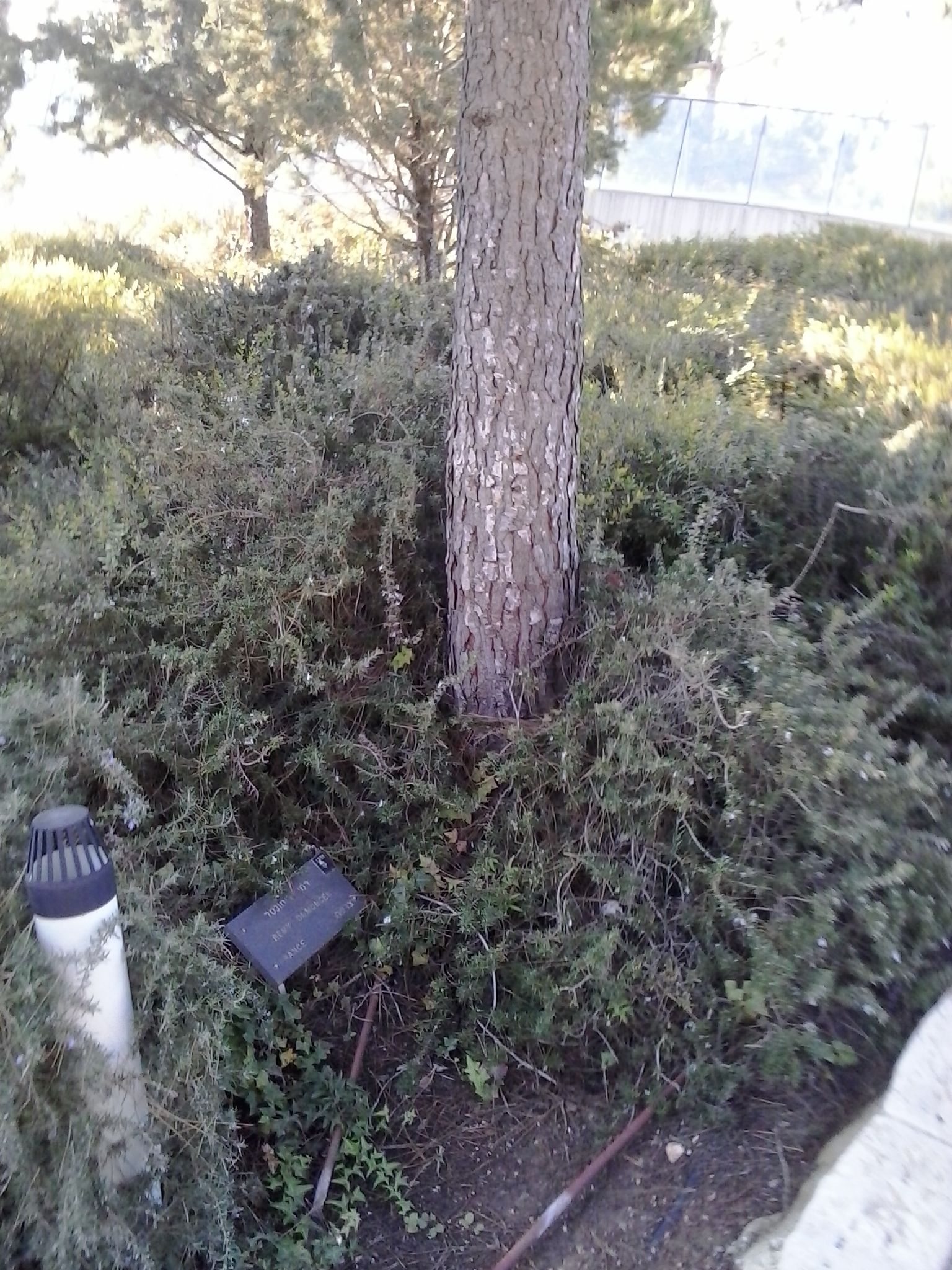
Gedenkbaum für Remy Dumoncel in Yad Vashem
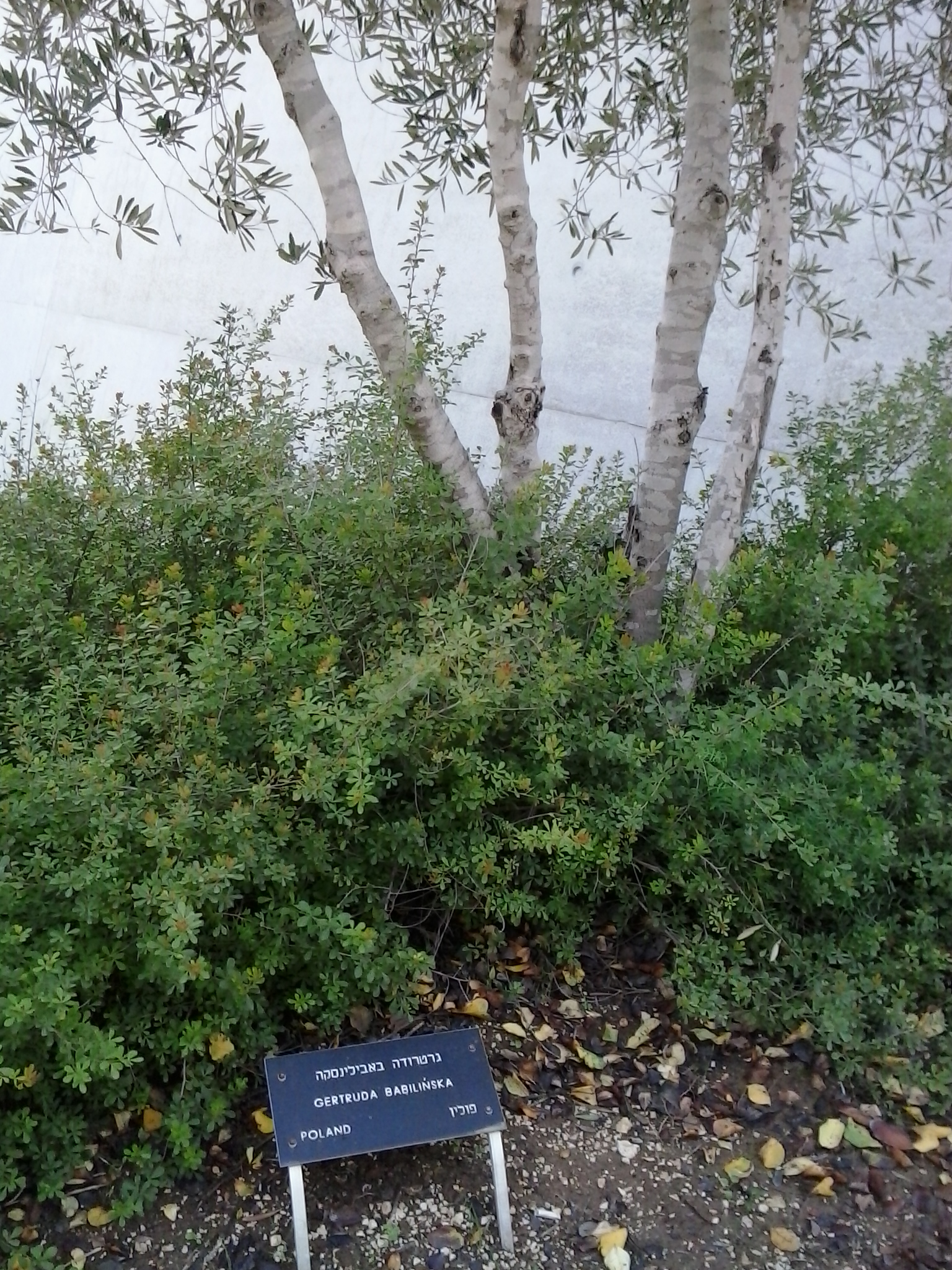
Baum auf den Namen von Gertruda Babilińska im Garten der Gerechten unter den Völkern, Yad Vashem
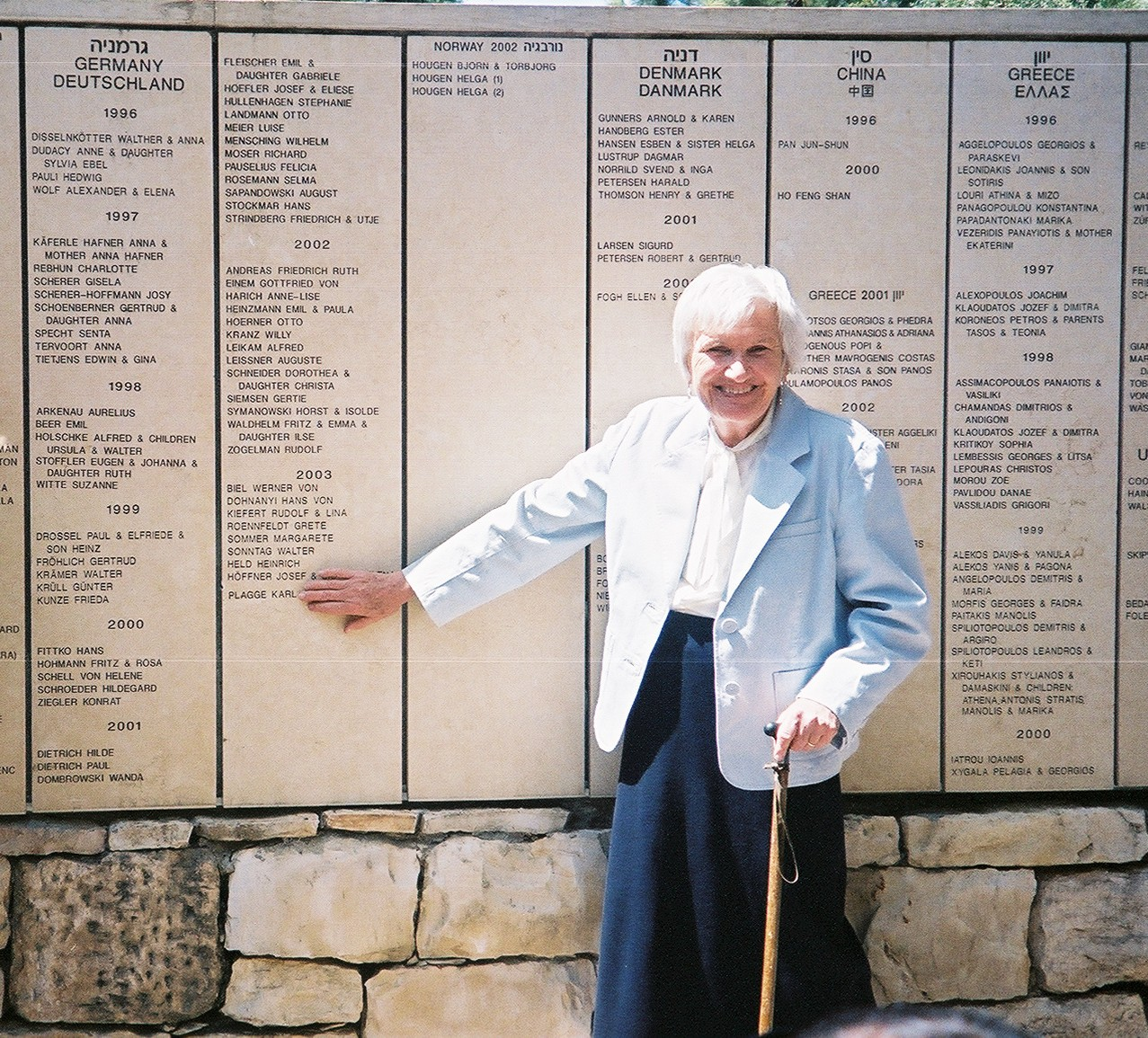
Pearl Good, von Karl Plagge gerettet, zeigt auf den Namen Plagges an der Wand der Gerechten im Yad Vashem

## Einige Gedenktafeln und Monumente

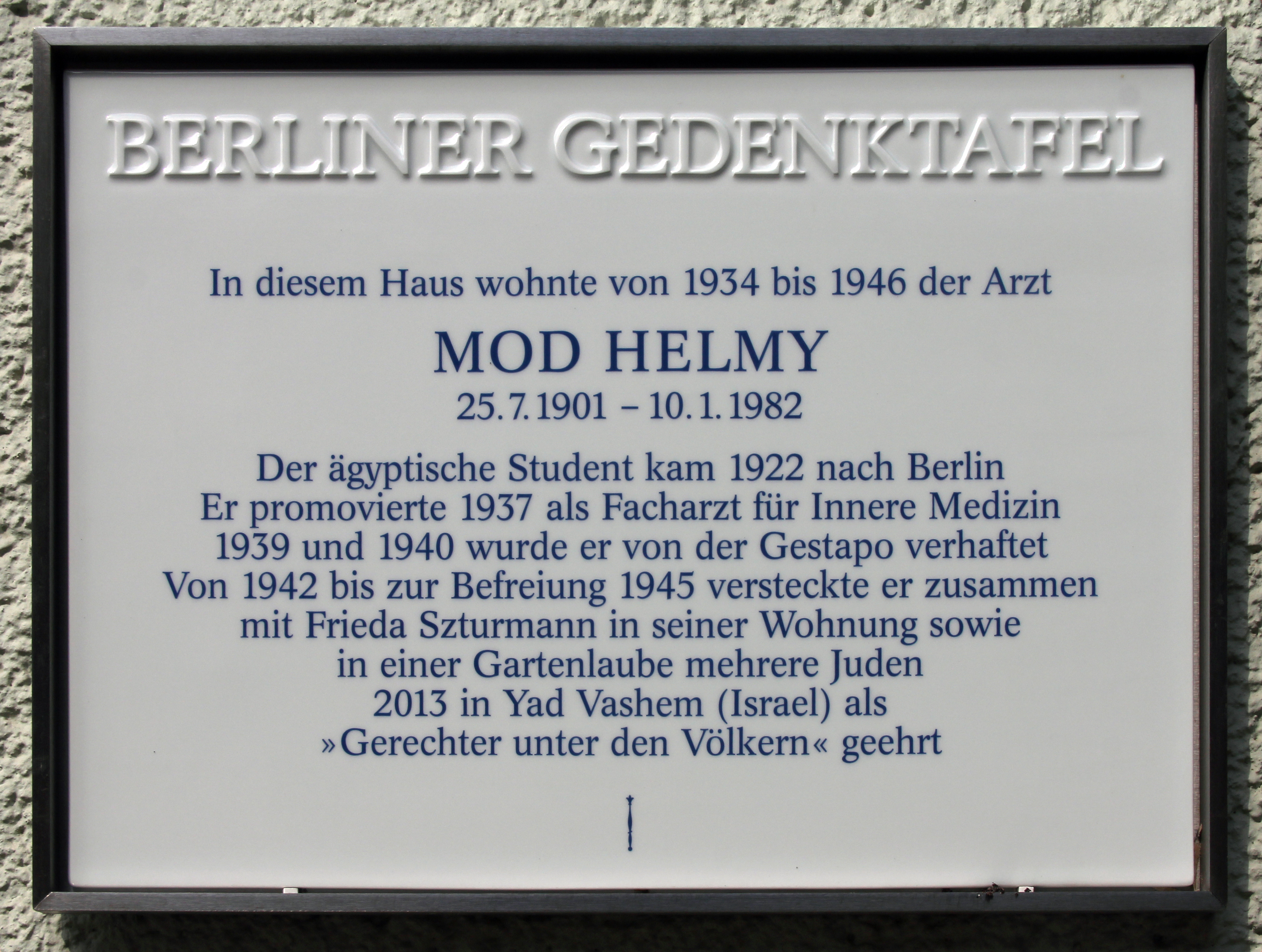
Gedenktafel in Berlin-Moabit (Krefelder Straße 7) für Mohamed Helmy
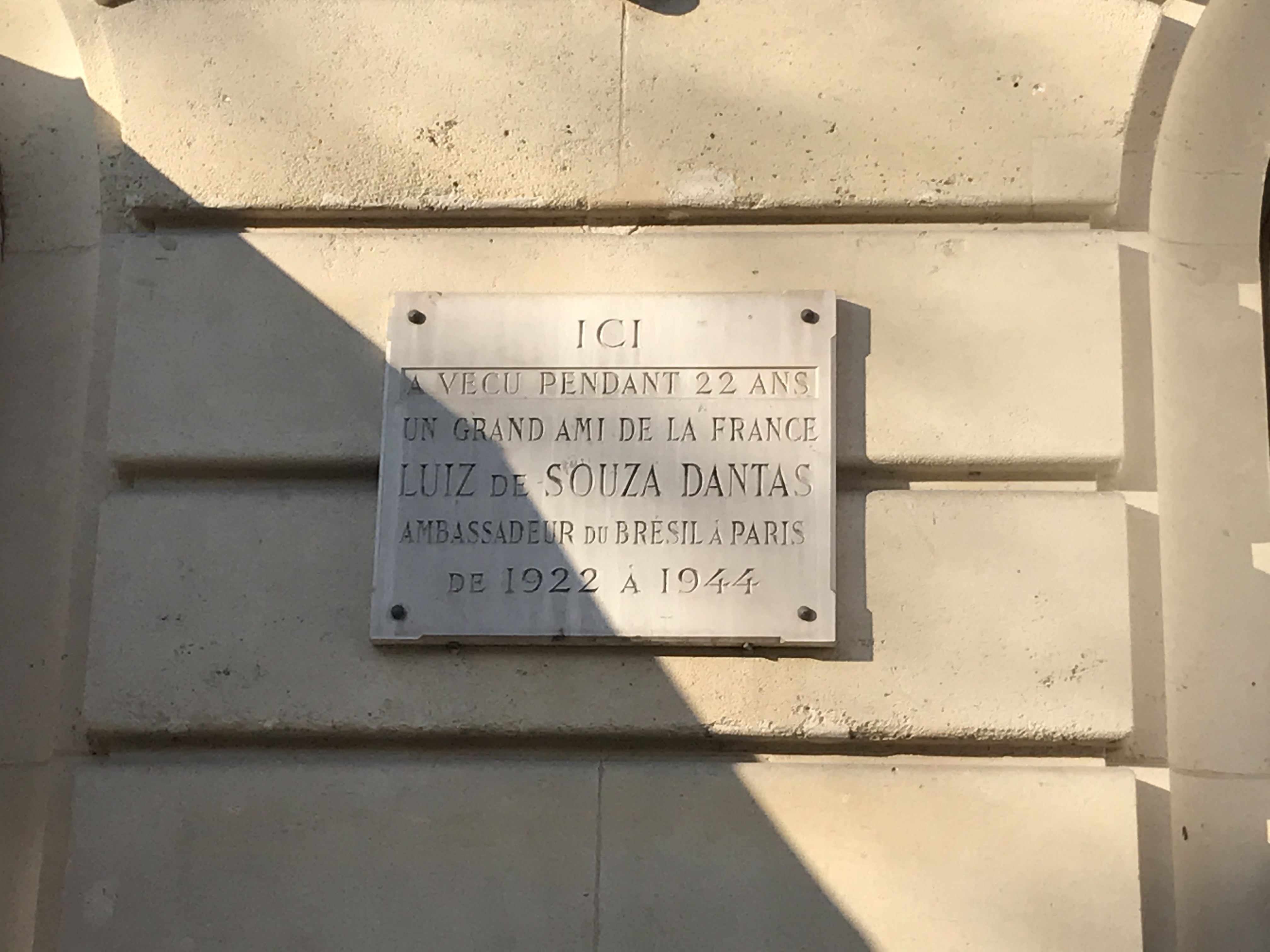
Gedenktafel für Luis Martins de Souza Dantas an seinem Wohnhaus 45 Avenue Montaigne in Paris
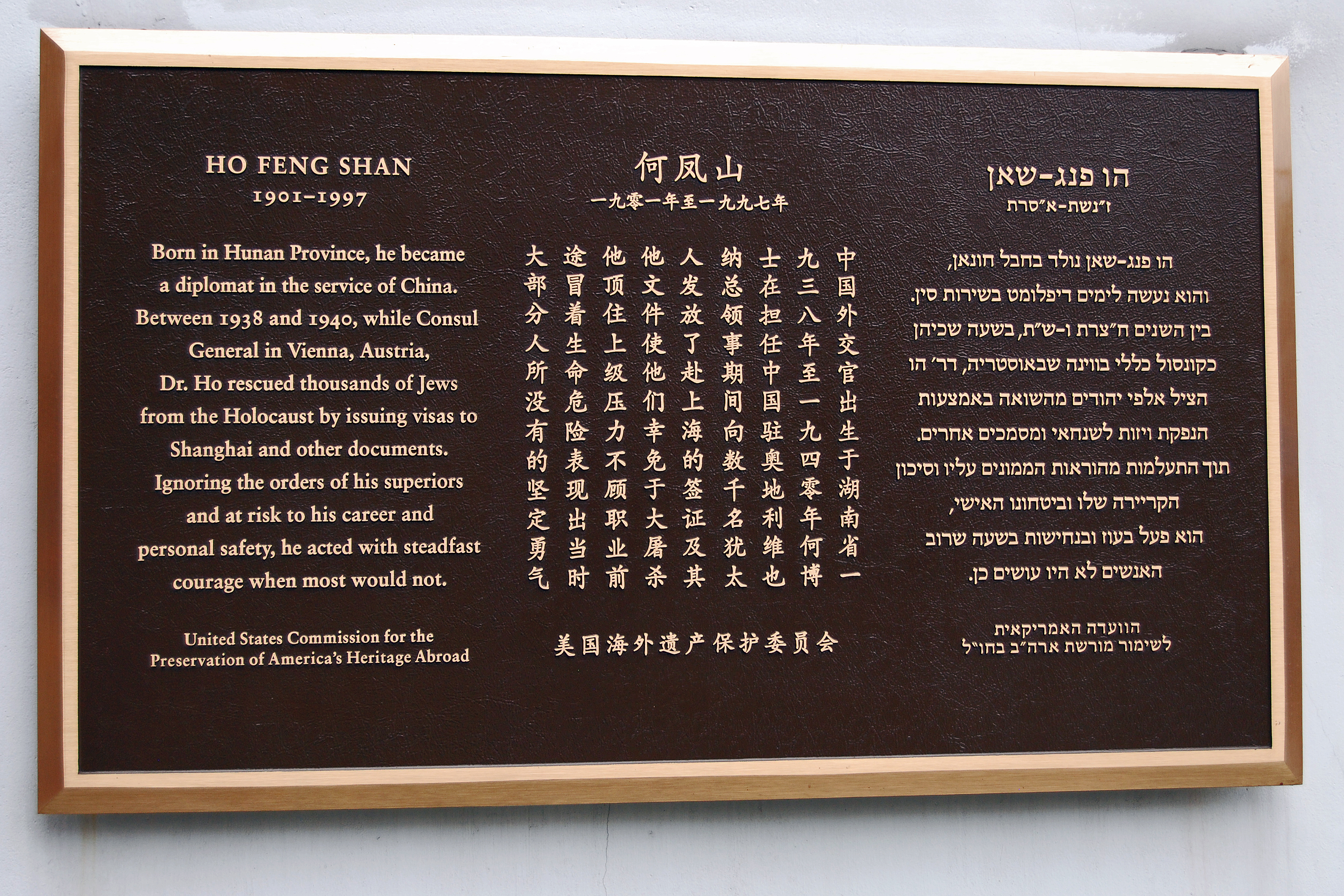
Gedenkplakette für Ho Feng Shan im Jüdischen Flüchtlingsmuseum in Shanghai
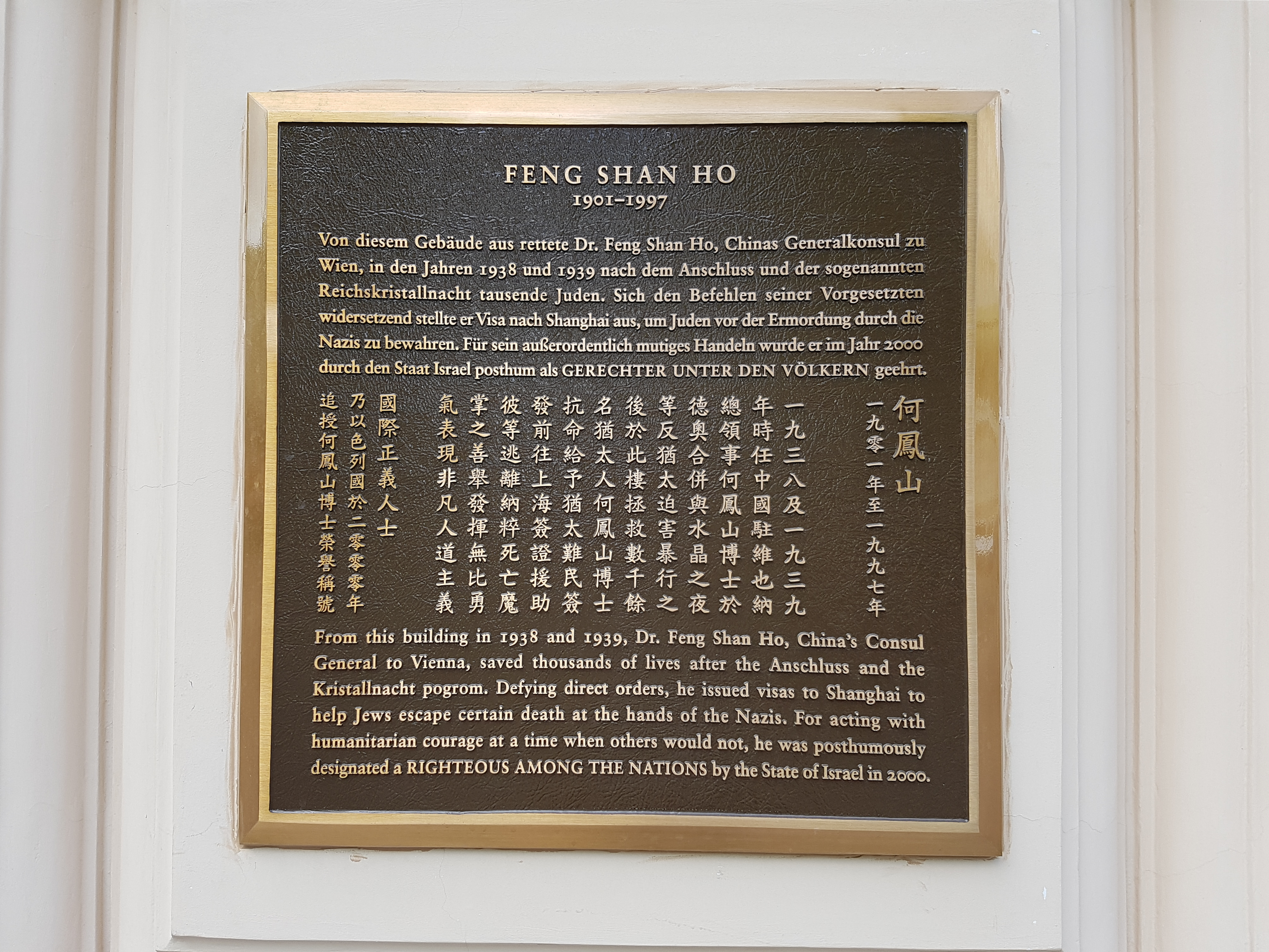
Gedenktafel für Ho Feng Shan in Wien, Beethovenplatz
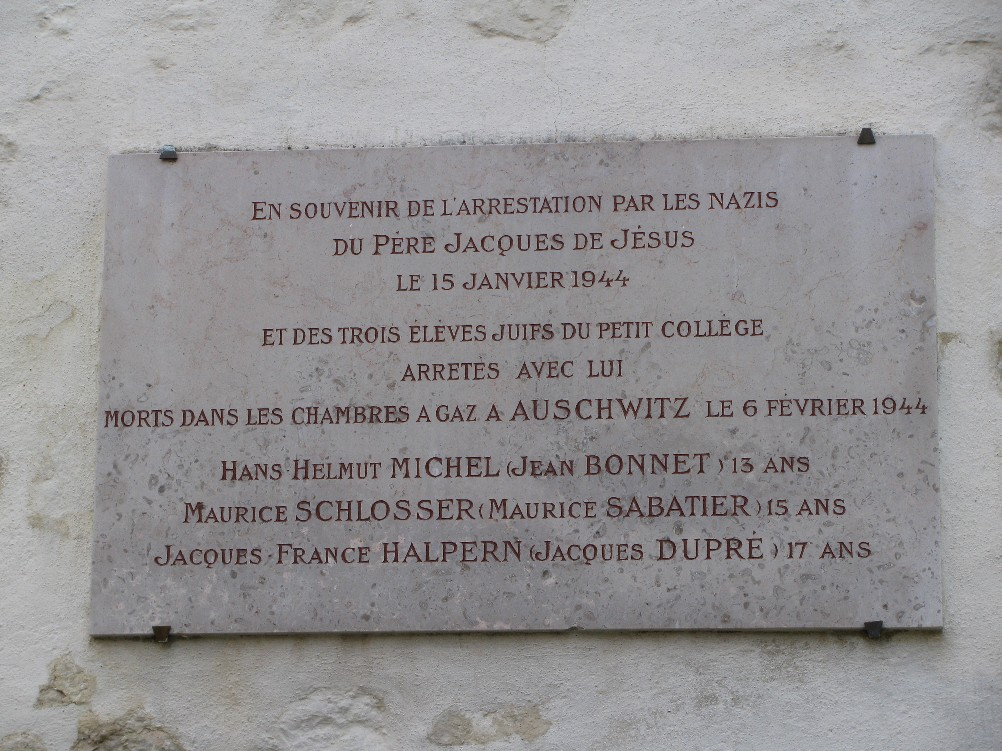
Gedenktafel für Jacques de Jésus im Hof des Karmelitenklosters von Avon
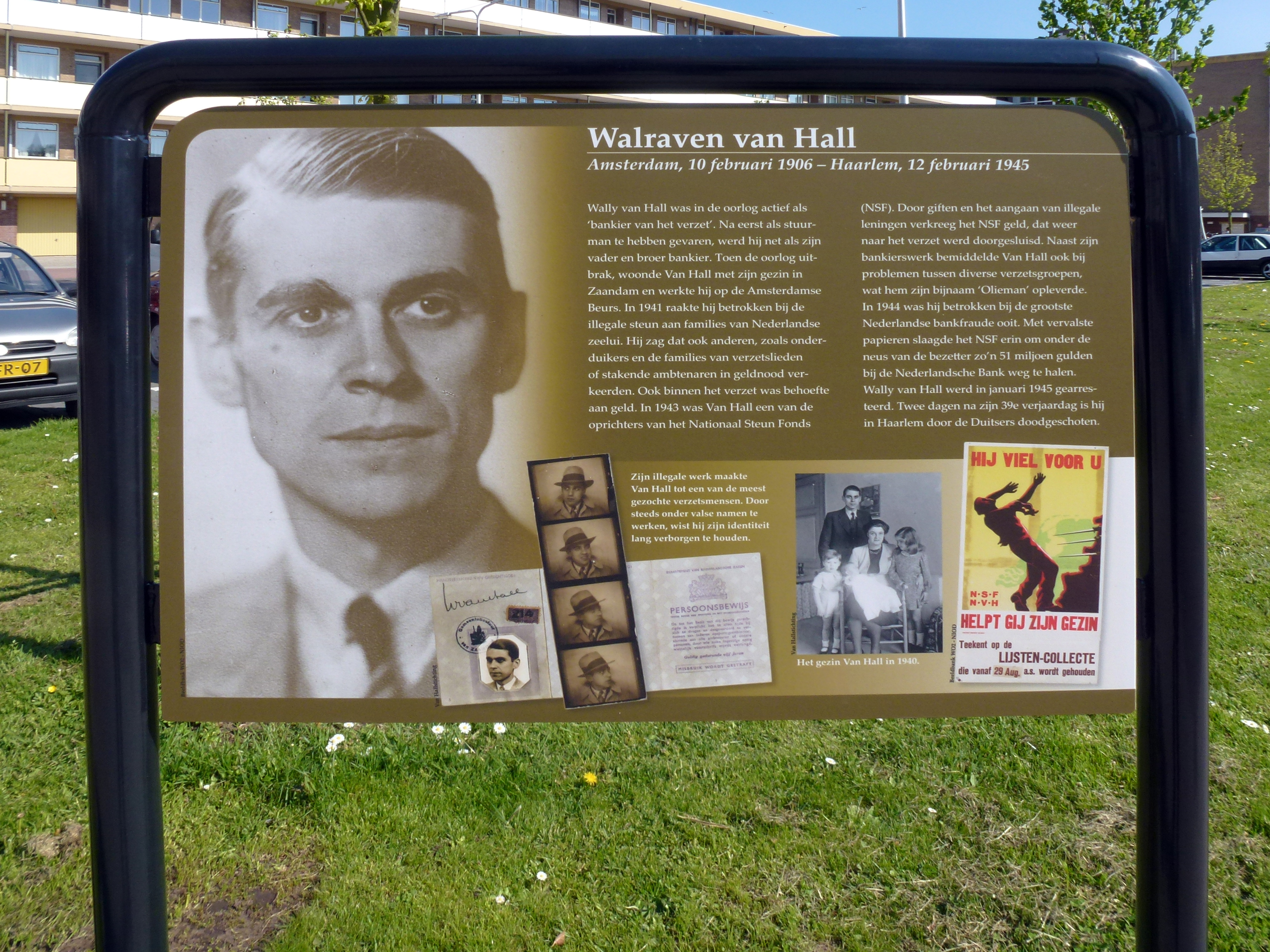
Tafel zum Gedenken an Walraven van Hall in Gouda
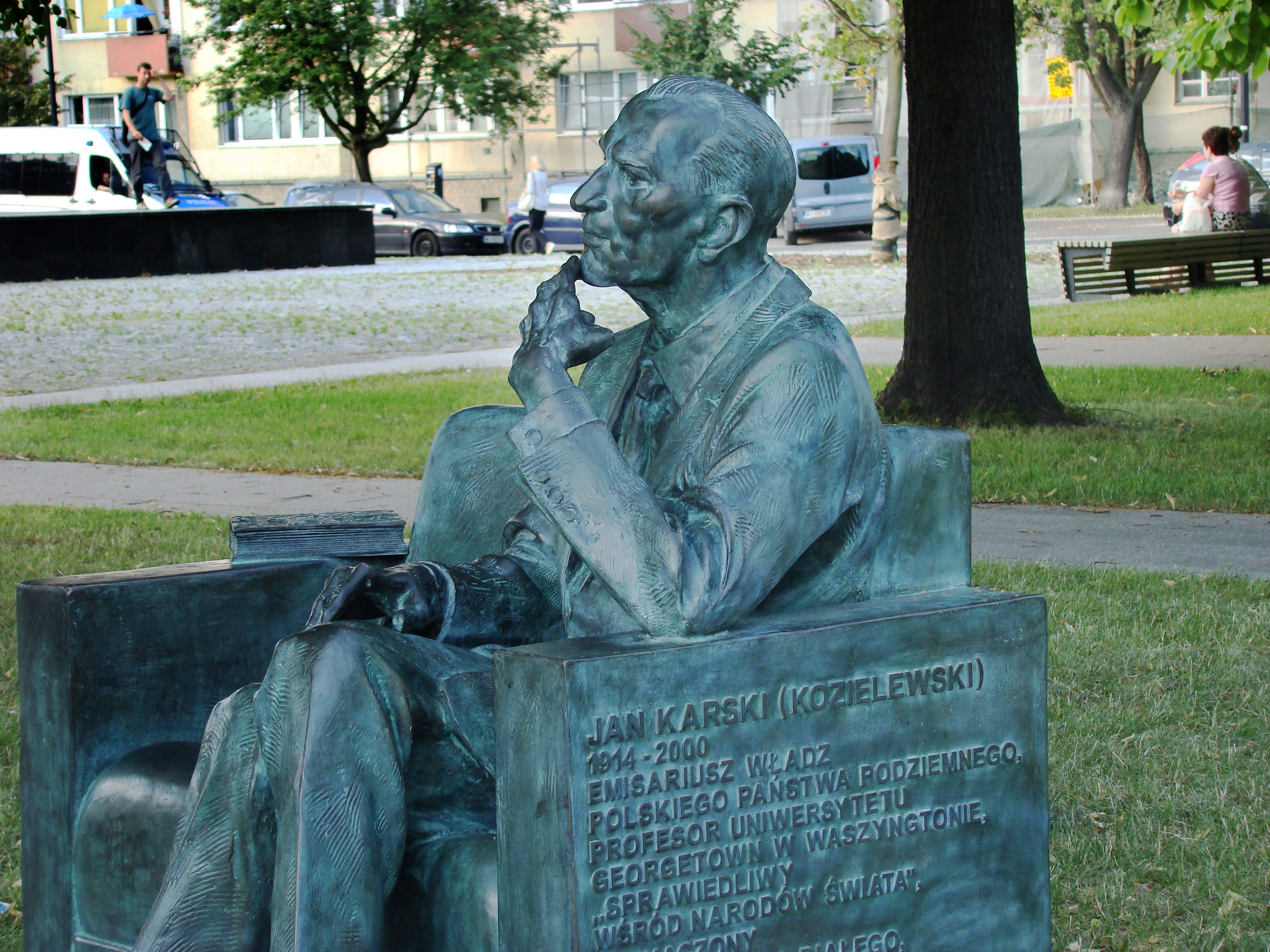
Jan Karski Monument in Warschau
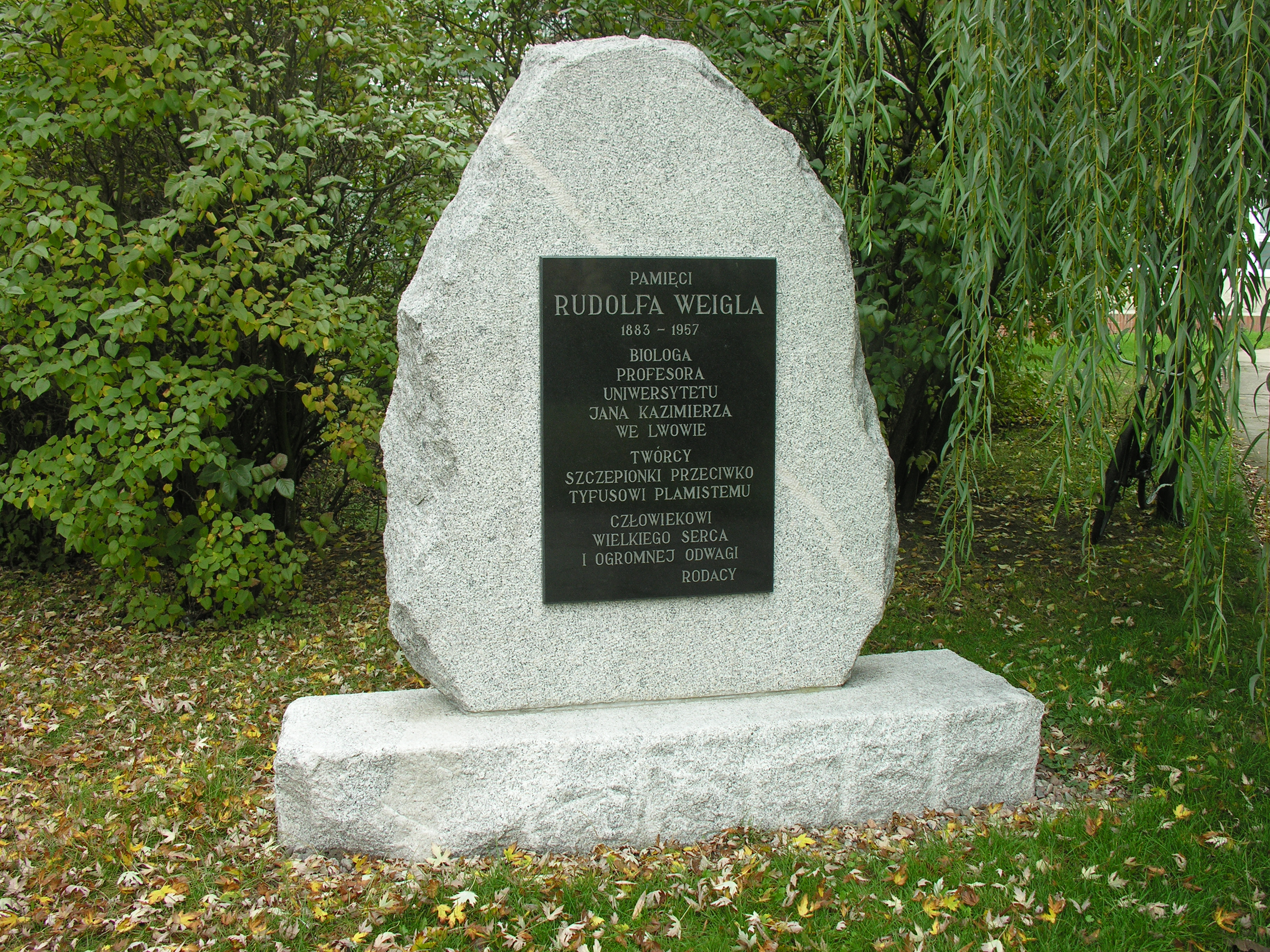
Denkmal für Rudolf Weigl in Breslau
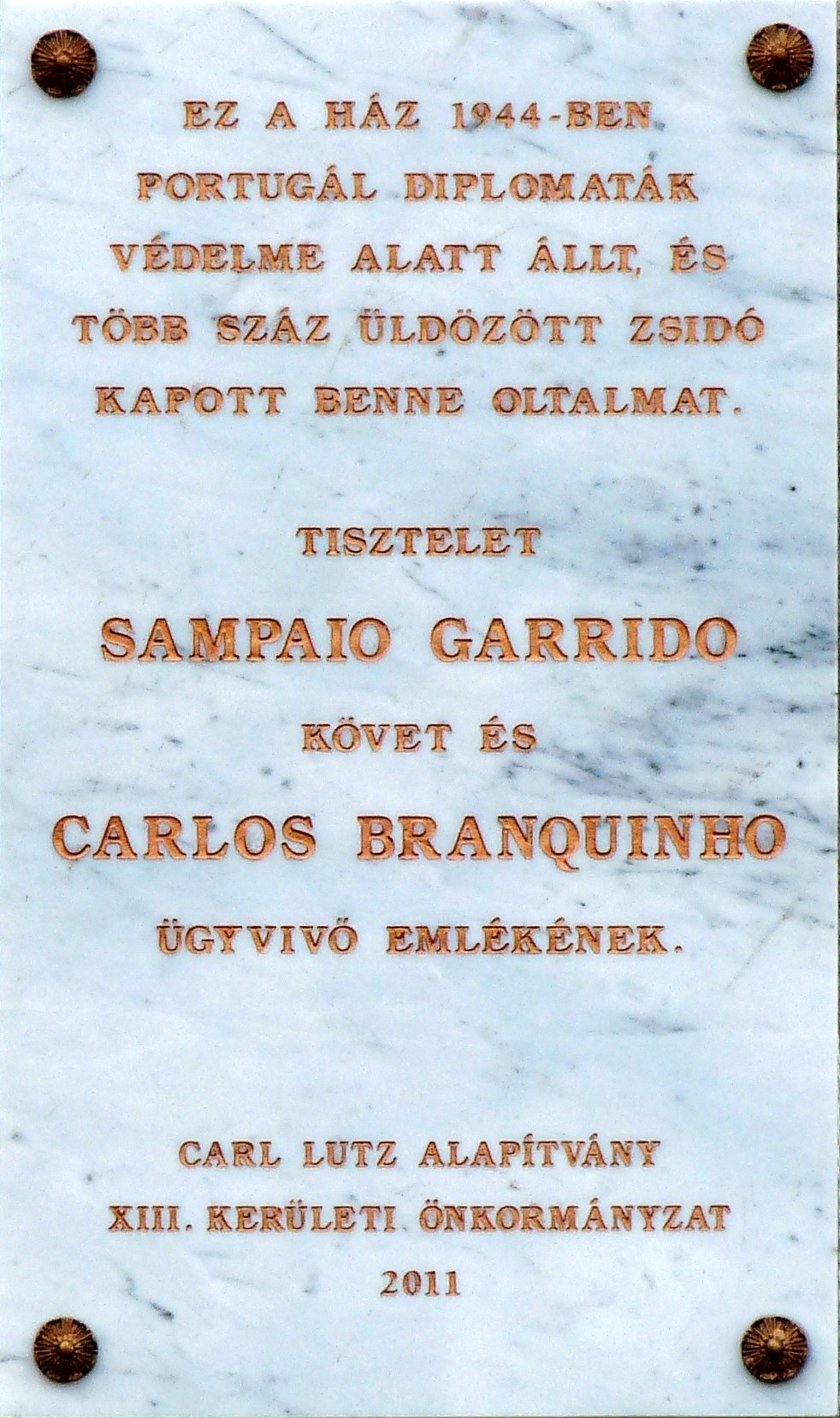
Gedenkplakette für Sampaio Garrido an der ehemaligen portugiesischen Botschaft in Ungarn
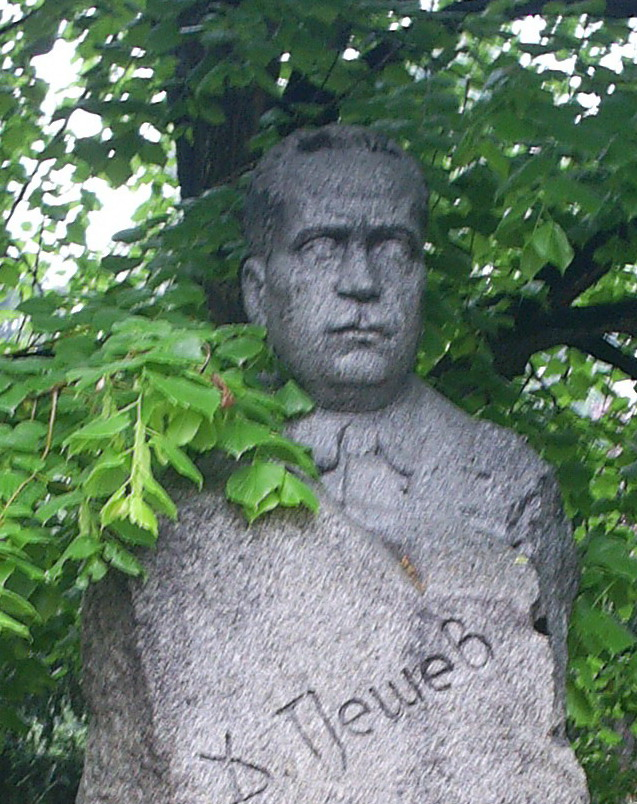
Standbild von Dimitar Peschew in Kjustendil
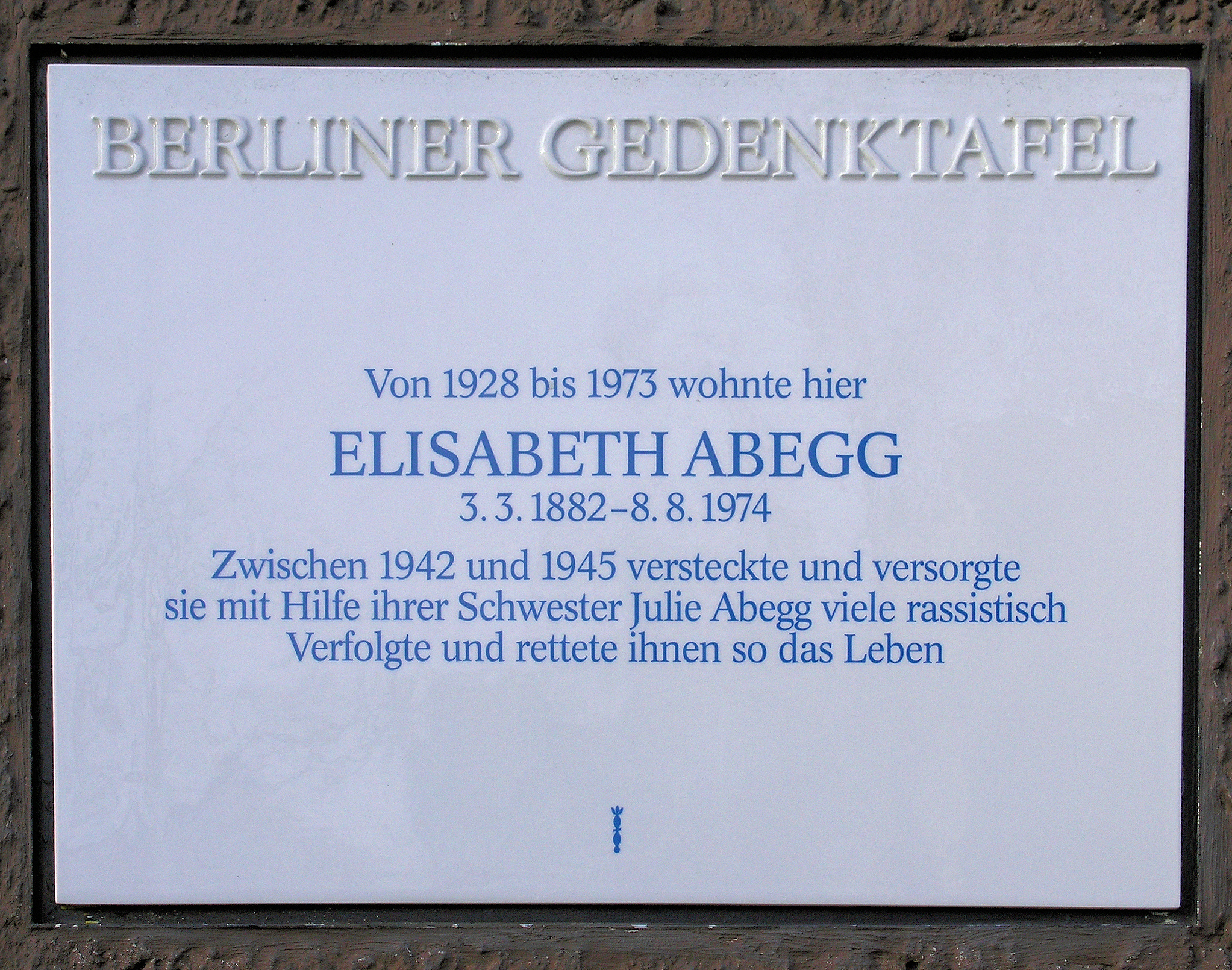
Berliner Gedenktafel für Elisabeth Abegg am Haus Tempelhofer Damm 56, in Berlin-Tempelhof
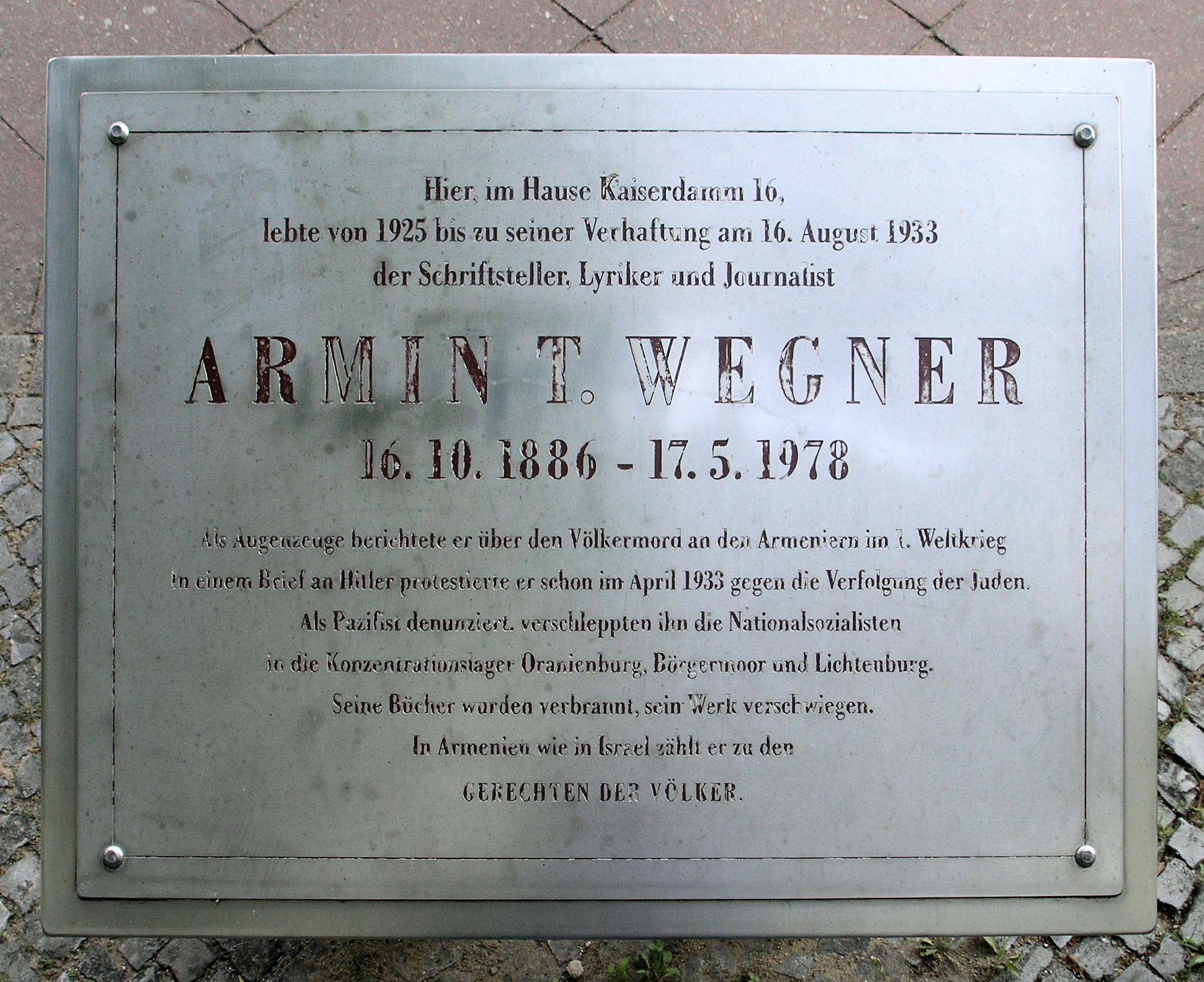
Gedenktafel für Armin T. Wegner am Haus Kaiserdamm 16, in Berlin-Charlottenburg
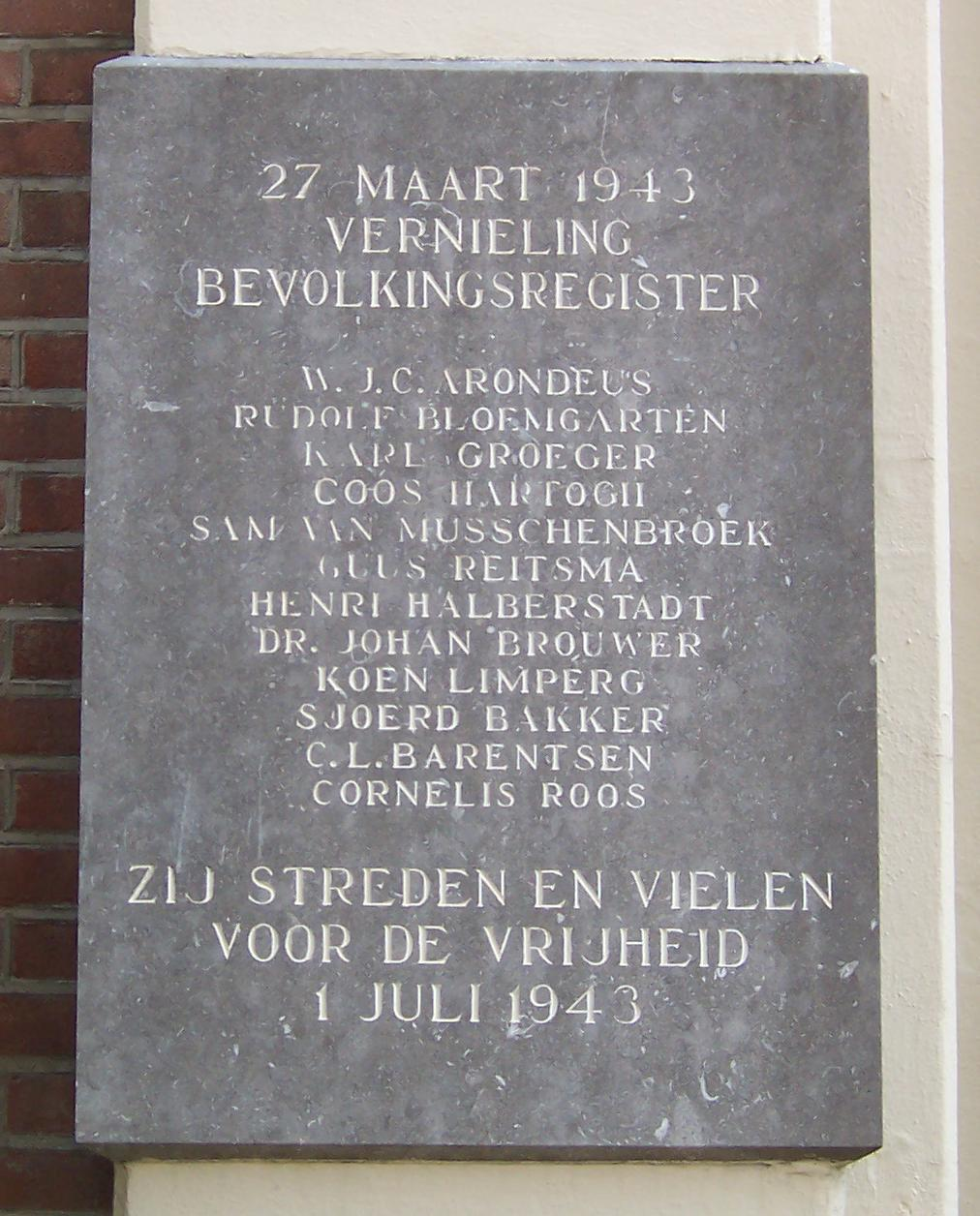
Gedenktafel für Karl Gröger und andere in Amsterdam
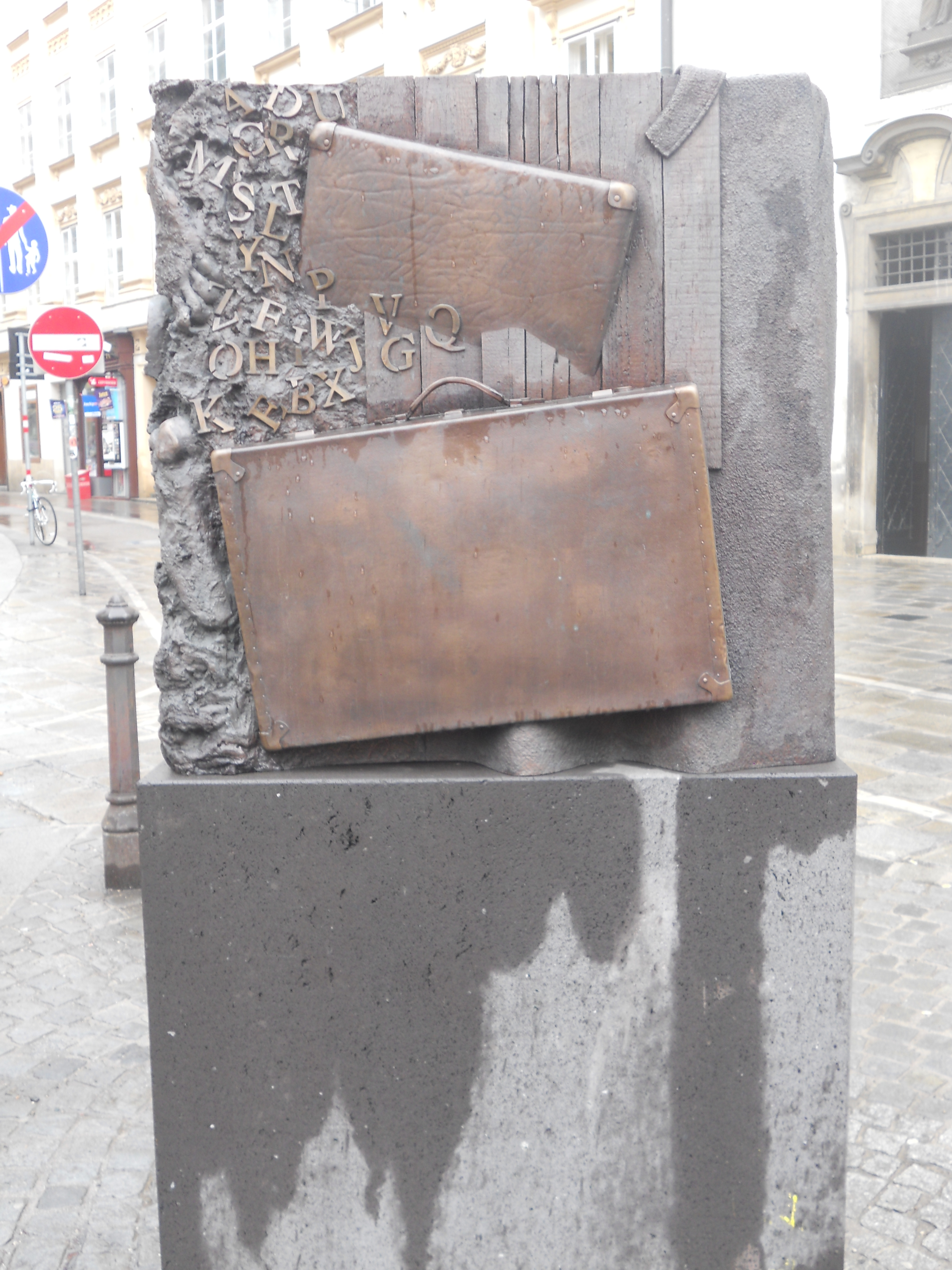
Das 2010 aufgestellte Denkmal für Irene Harand auf dem gleichnamigen Platz
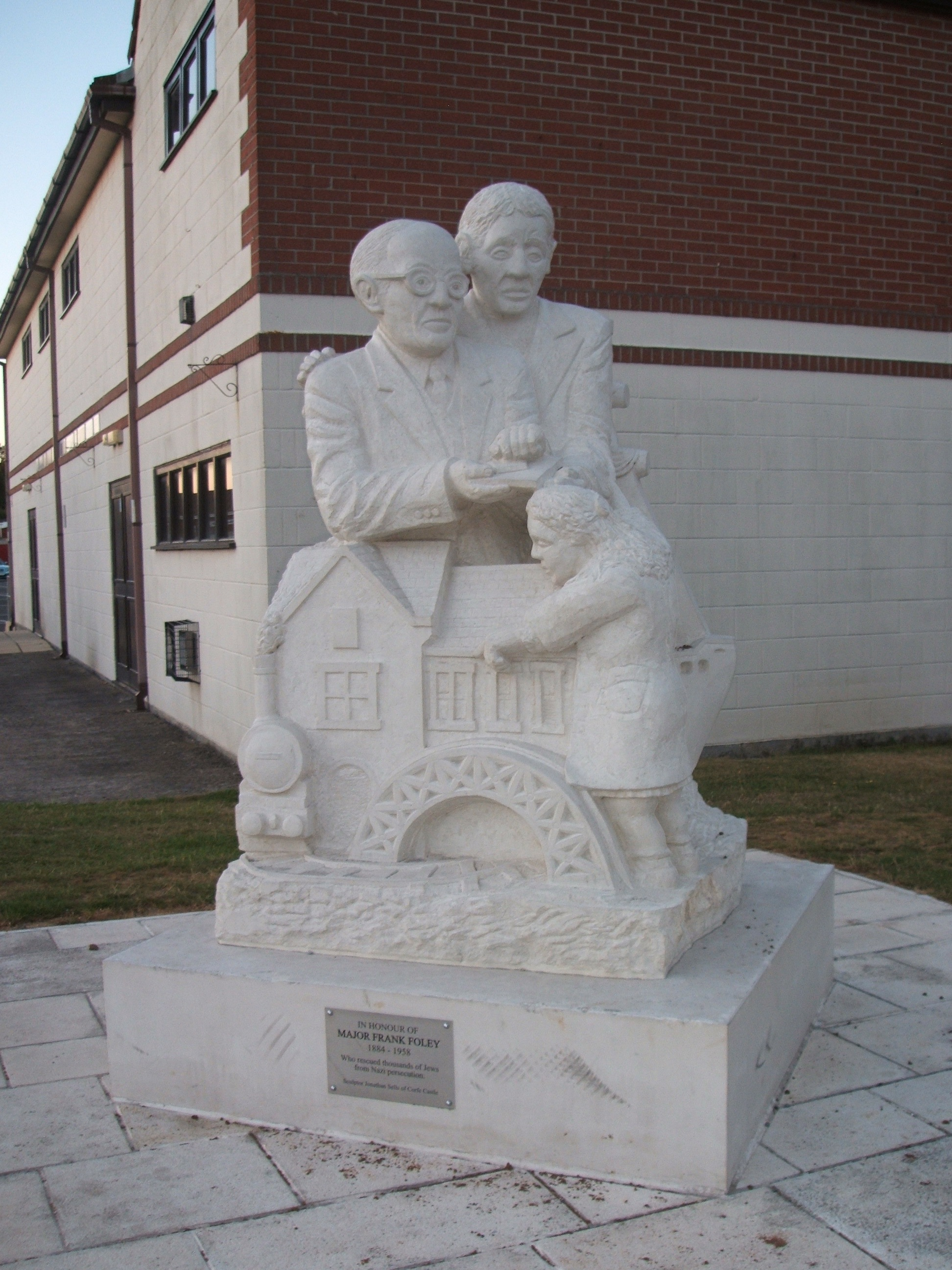
Statue zum Gedenken an Frank Foley in Highbridge (England)
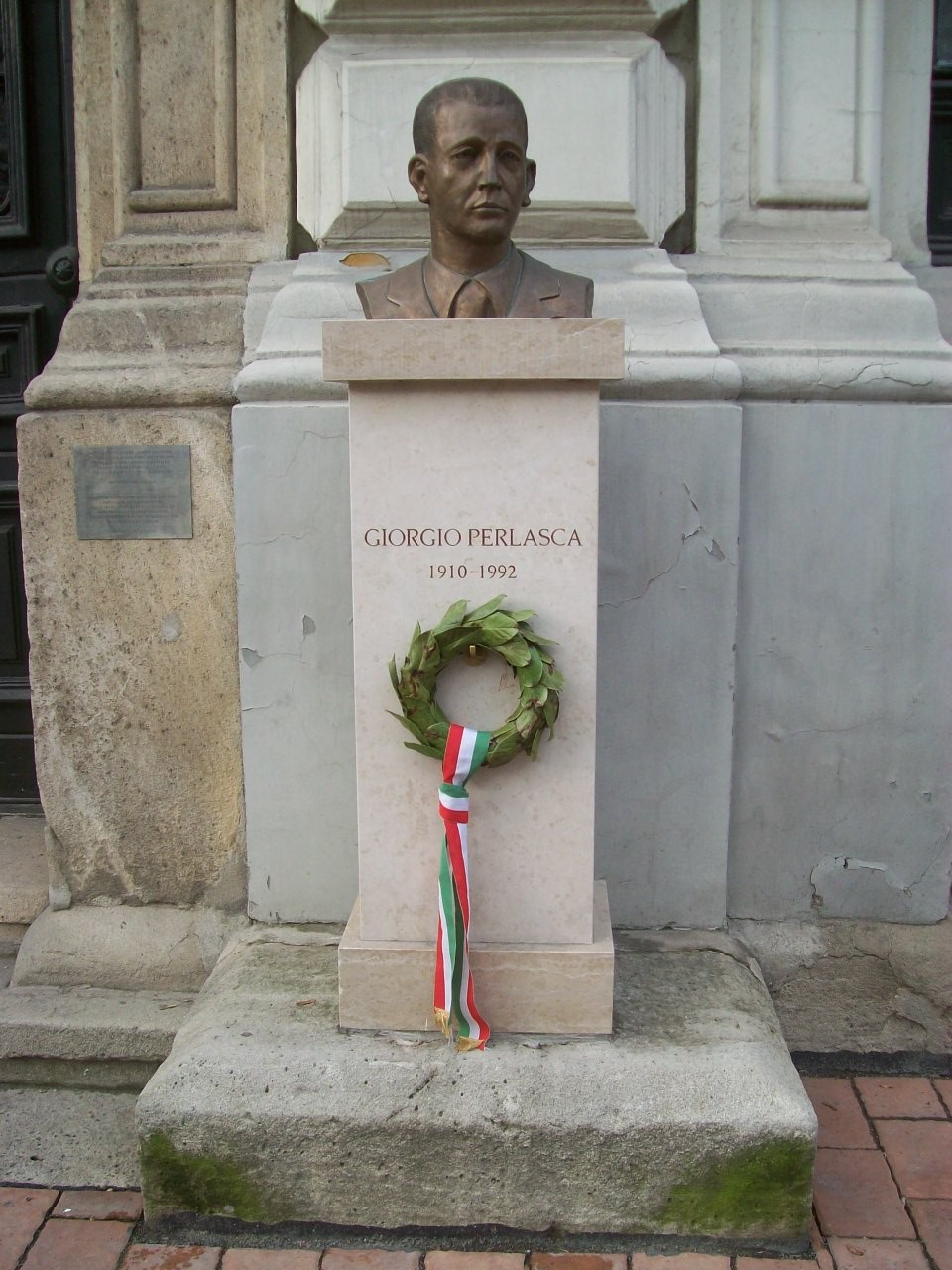
Denkmal für den Italiener Giorgio Perlasca in Budapest, der dort etwa 5000 Juden das Leben rettete
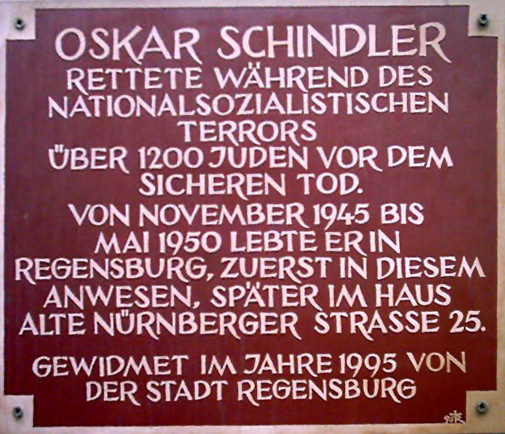
Gedenktafel für Oskar Schindler in Regensburg
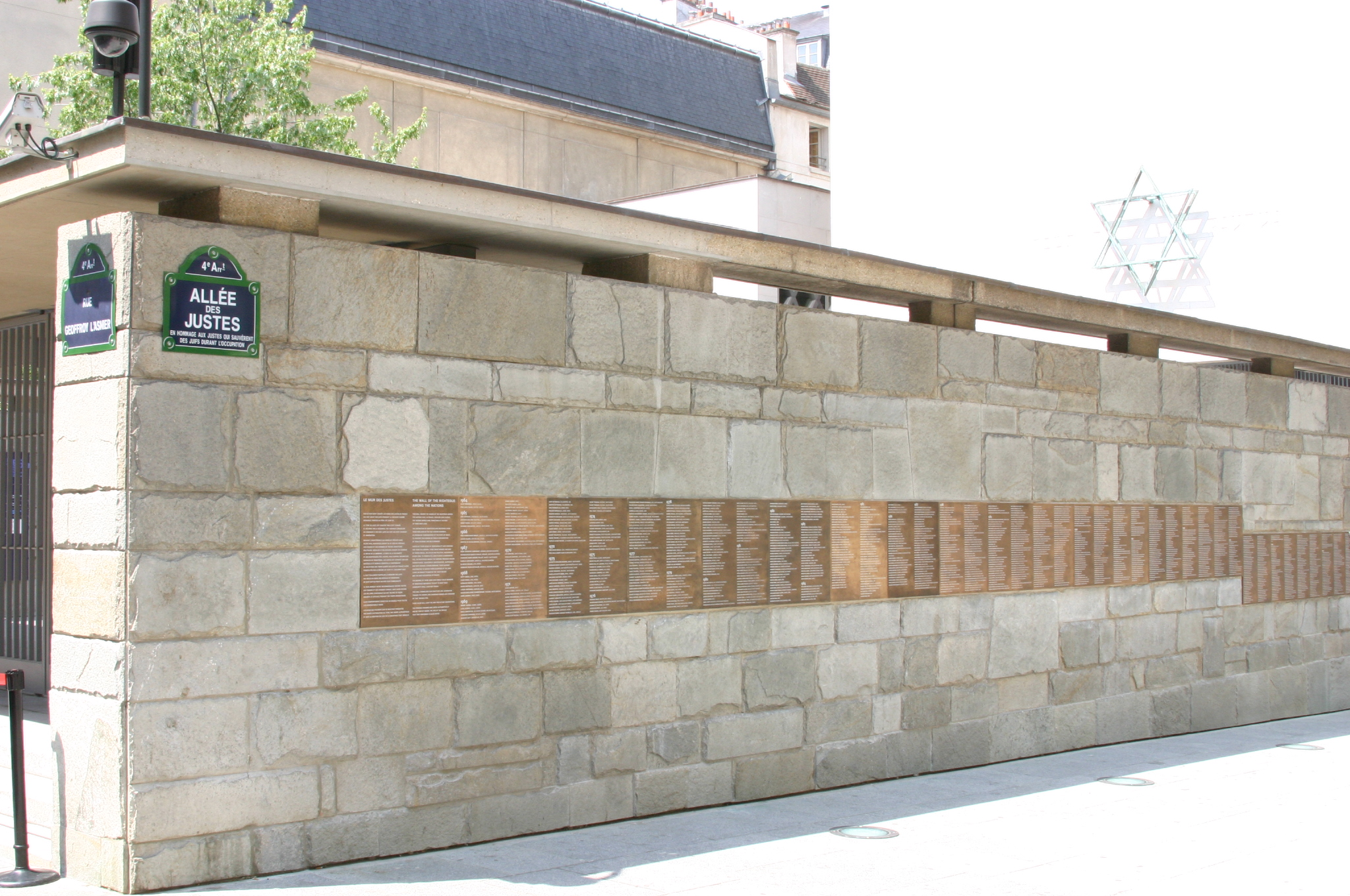
Mauer der Gerechten in Paris

## Übersicht über die Anzahl der Gerechten nach Land
| Land                    | Anzahl |
| ----------------------- | ------ |
| Ägypten                 | 1      |
| Albanien                | 75     |
| Armenien                | 24     |
| Belarus                 | 680    |
| Belgien                 | 1.787  |
| Bosnien und Herzegowina | 49     |
| Brasilien               | 2      |
| Bulgarien               | 20     |
| Chile                   | 2      |
| China                   | 2      |
| Dänemark                | 22     |
| Deutschland             | 651    |
| Ecuador                 | 1      |
| El Salvador             | 1      |
| Estland                 | 3      |
| Frankreich              | 4.206  |
| Georgien                | 1      |
| Griechenland            | 357    |
| Indonesien              | 3      |
| Irland                  | 1      |
| Italien                 | 766    |
| Japan                   | 1      |
| Kroatien                | 130    |
| Kuba                    | 1      |
| Lettland                | 138    |
| Litauen                 | 916    |
| Luxemburg               | 1      |
| Republik Moldau         | 79     |
| Montenegro              | 1      |
| Niederlande             | 5.778  |
| Nordmazedonien          | 10     |
| Norwegen                | 68     |
| Österreich              | 115    |
| Peru                    | 3      |
| Polen                   | 7.232  |
| Portugal                | 3      |
| Rumänien                | 69     |
| Russland                | 217    |
| Schweden                | 10     |
| Schweiz                 | 49     |
| Serbien                 | 139    |
| Slowakei                | 638    |
| Slowenien               | 16     |
| Spanien                 | 9      |
| Tschechische Republik   | 125    |
| Türkei                  | 1      |
| Ukraine                 | 2.659  |
| Ungarn                  | 876    |
| USA                     | 5      |
| Vereinigtes Königreich  | 22     |
| Vietnam                 | 1      |
| Insgesamt               | 28.217 |

## Rückgaben der Auszeichnung
- Henk Zanoli (Niederlande), Rückgabe der Auszeichnung aus Protest gegen die Tötung von sechs Mitgliedern seiner Familien durch die israelischen Streitkräfte während der Operation Protective Edge 2014.[164]